# Naučná stezka Liteň

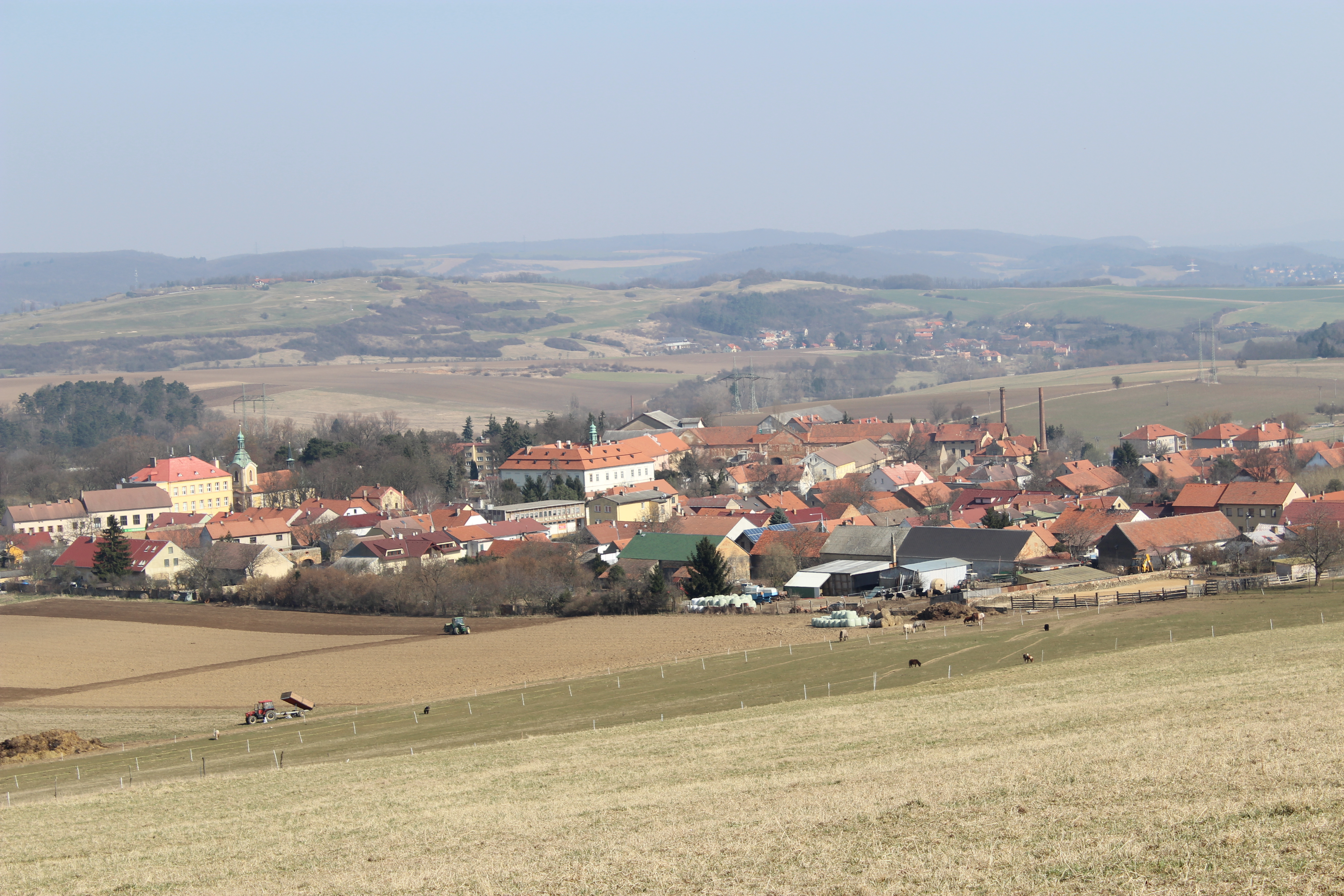
Vyhlídka na Liteň od vrchu Mramor (na severovýchod)

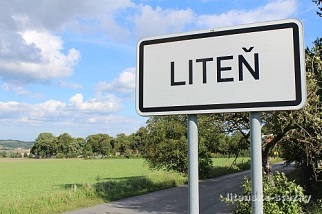
Liteň Vás vítá

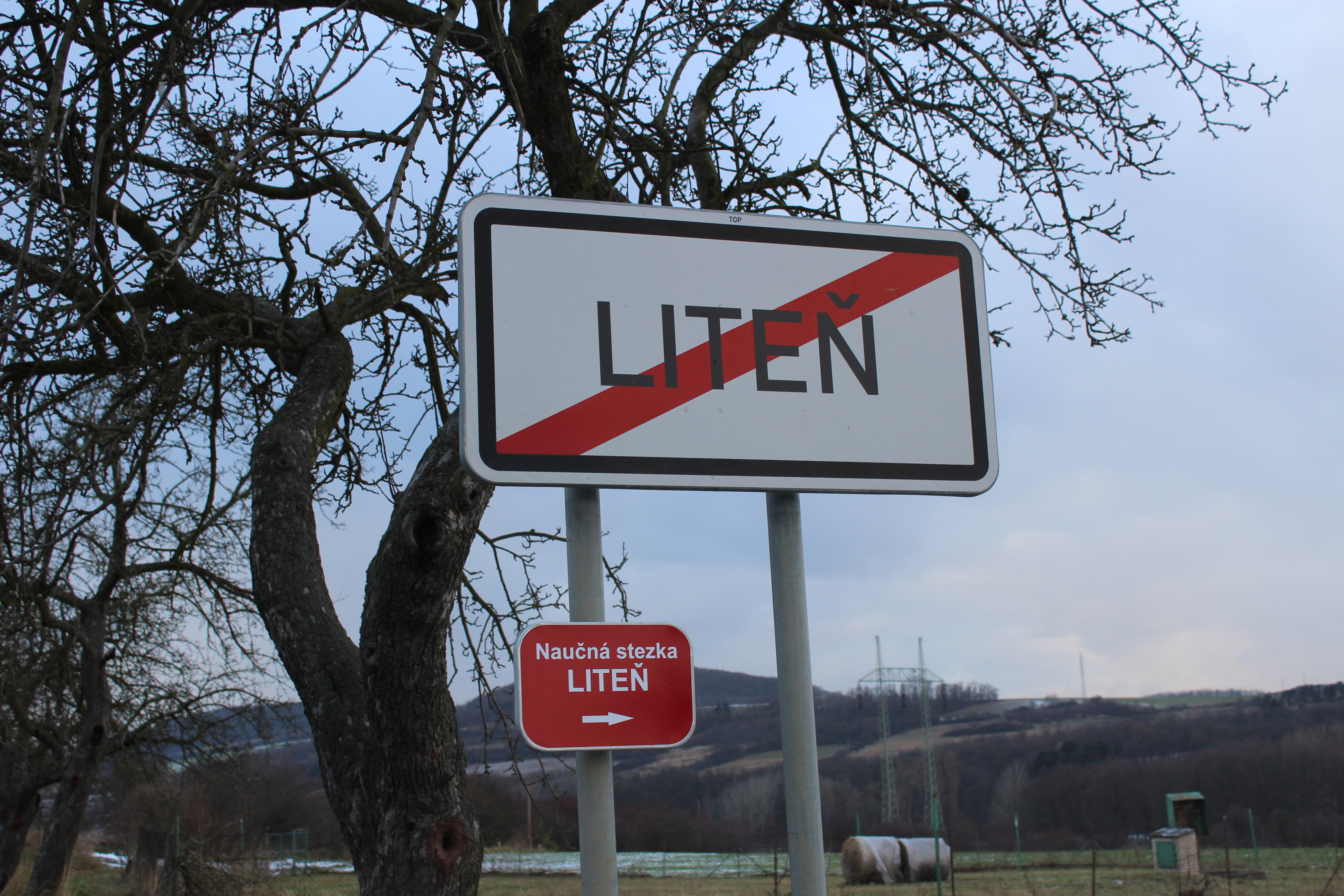
Naučná stezka Liteň

Naučná stezka Liteň byla vytvořena v roce 2013 Atelierem Svatopluk, obecně prospěšnou společností, jejímž zakladatelem je městys Liteň v okrese Beroun. Ve čtyřech okruzích, vycházejících od špejcharu, prochází historické, architektonické, přírodní a technické pozoruhodnosti na území městyse včetně připojených obcí Běleč a Dolní Vlence. Celá oblast spadá do CHKO Český kras. Tématy zastavení naučná stezka Liteň navazuje na expozici Muzea Svatopluka Čecha a Jarmily Novotné v Litni.

## Příprava a realizace

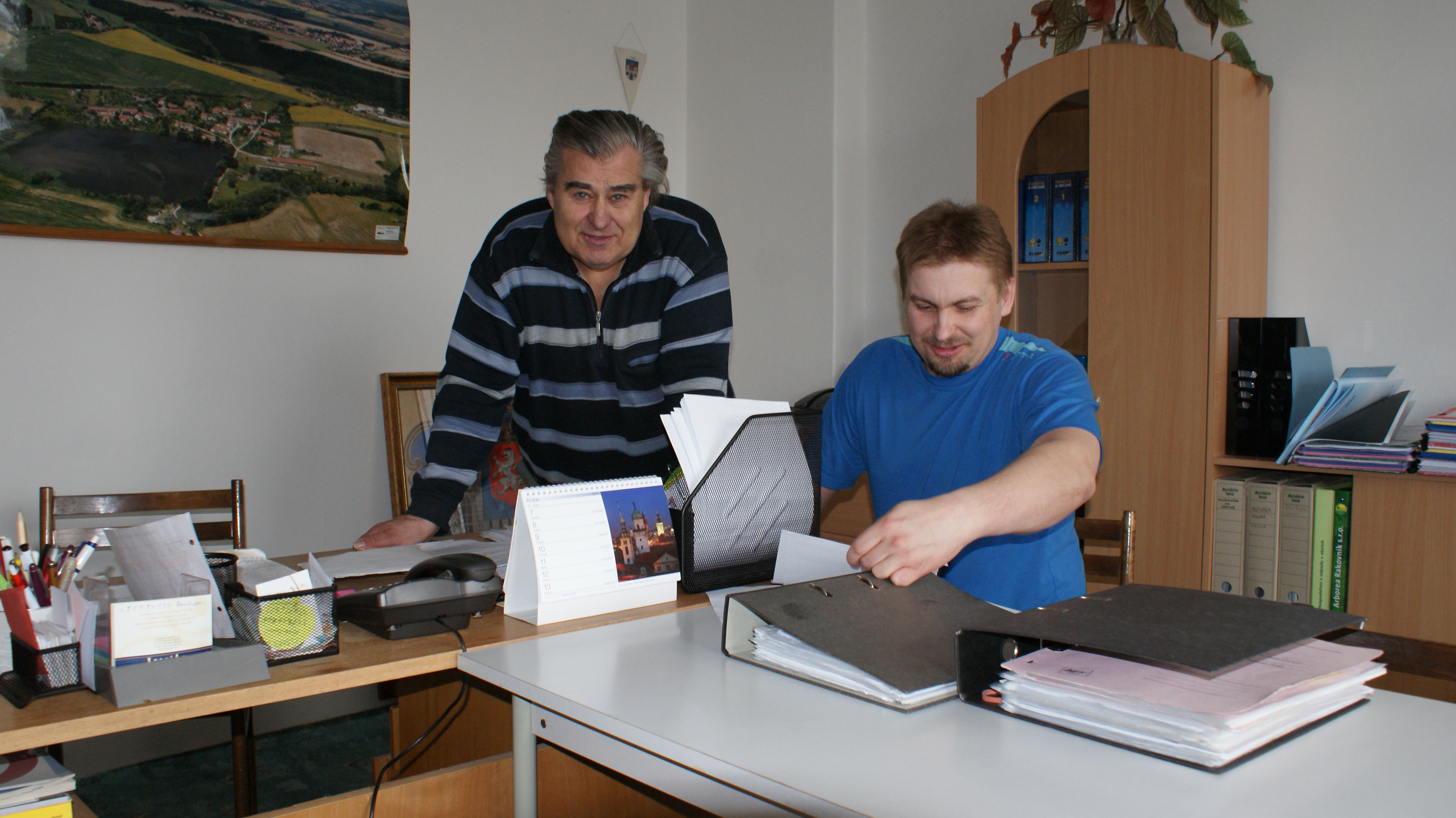
Starosta Litně K. Kliment a ředitel Atelier Svatopluk při přípravě naučné stezky

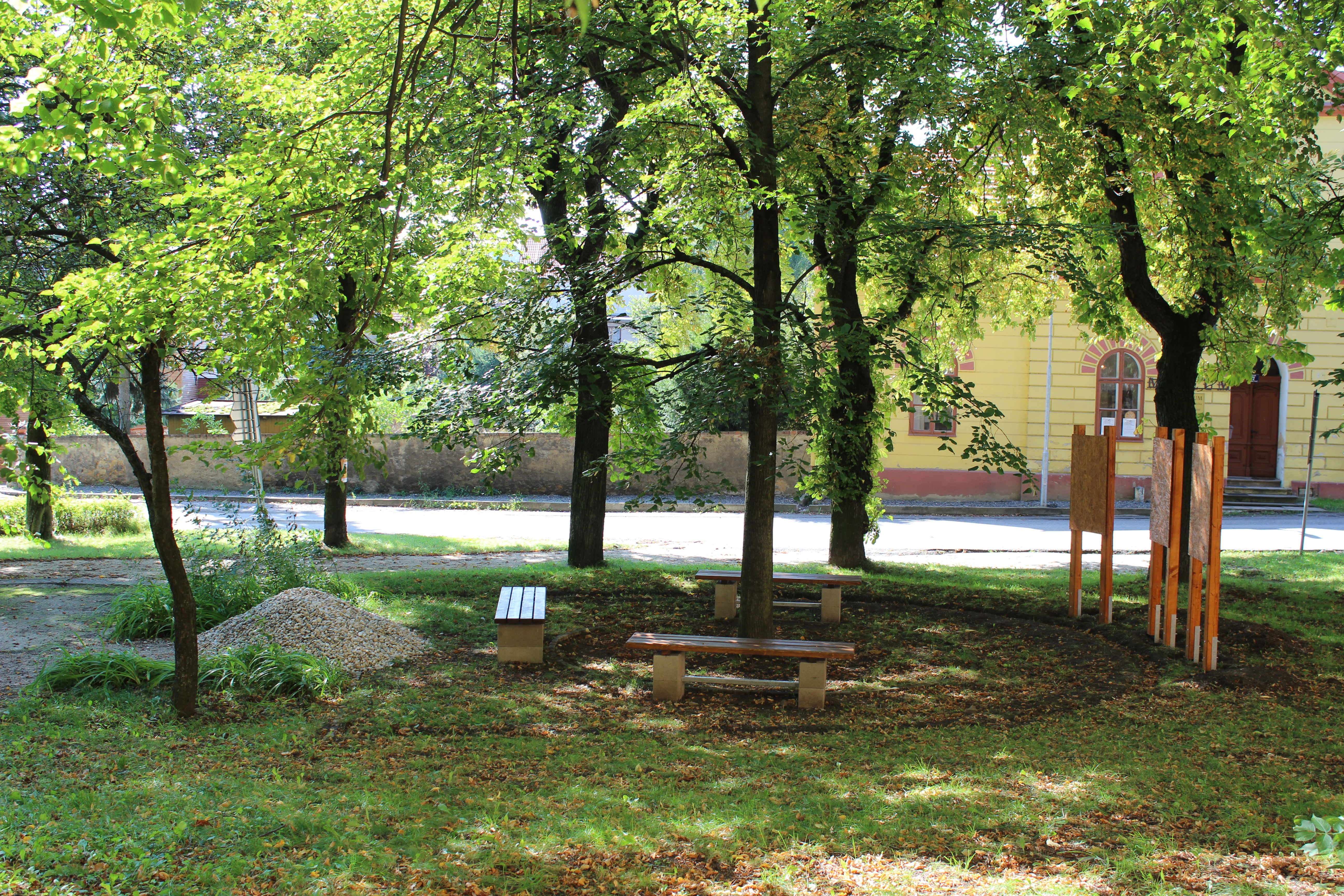
Příprava zastavení v Sadech Svatopluka Čecha

Zřízení stezky iniciovala, projekt připravila a realizovala společnost Atelier Svatopluk, o.p.s., jejímž zakladatelem je městys Liteň. Atelier Svatopluk realizací projektu naučné stezky navázal na svou hlavní činnost – správu a vytváření programové náplně Areálu Litně – areálu bývalého středního odborného učiliště v Litni.
Atelier Svatopluk, o.p.s. ve spolupráci s úřadem městyse Liteň do obsahové přípravy naučné stezky zapojil tým místních zájemců o historii, architekturu a přírodní pozoruhodnosti regionu. Přípravný tým zajistil sběr dokumentů k tématům jednotlivých zastavení, písemností, dobových fotografií apod. V roce 2012 a 1. pololetí 2013 byla prováděna podrobná fotografická dokumentace Litně a okolí se zaměřením na navrhované stezky. Dodavatel venkovního značení byl vybrán ve výběrovém řízení. Zhotovení panelů a jejich instalaci provedla jako veřejnou zakázku malého rozsahu v termínu od 1. června do 31. října 2013 firma Ing. Vladimír Glaser podle smlouvy o dílo uzavřené s Atelierem Svatopluk, o.p.s., dne 20. května 2013. Průběh instalace panelů a terénních úprav prostor zastavení byl dokumentován.
Vytvoření stezky podpořil Region Karlštejnsko, mikroregion, která má právní formu občanského sdružení. Státní zemědělský a intervenční fond poskytl v rámci Programu rozvoje venkova dotaci ve výši 994 806 Kč. Celkové náklady na realizaci stezky činily 1.048.100,79 Kč. Liteňská stezka se zařadila k síti naučných stezek, které již byly v Regionu Karlštejnsko vytvořeny. a k prezentacím významných osobností spojených s okresem Beroun.

## Trasy

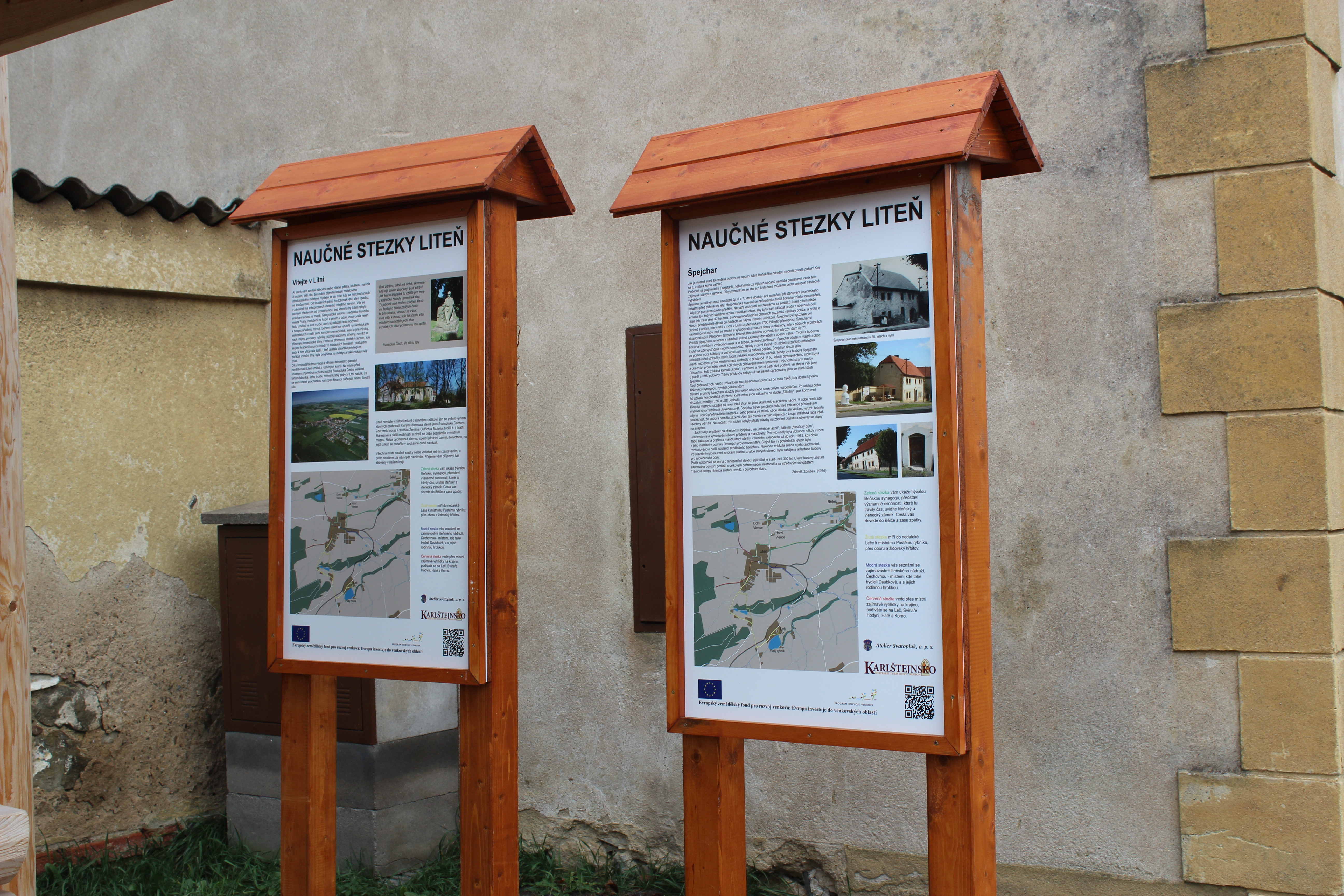
Začátek naučné stezky u špejcharu na Náměstí

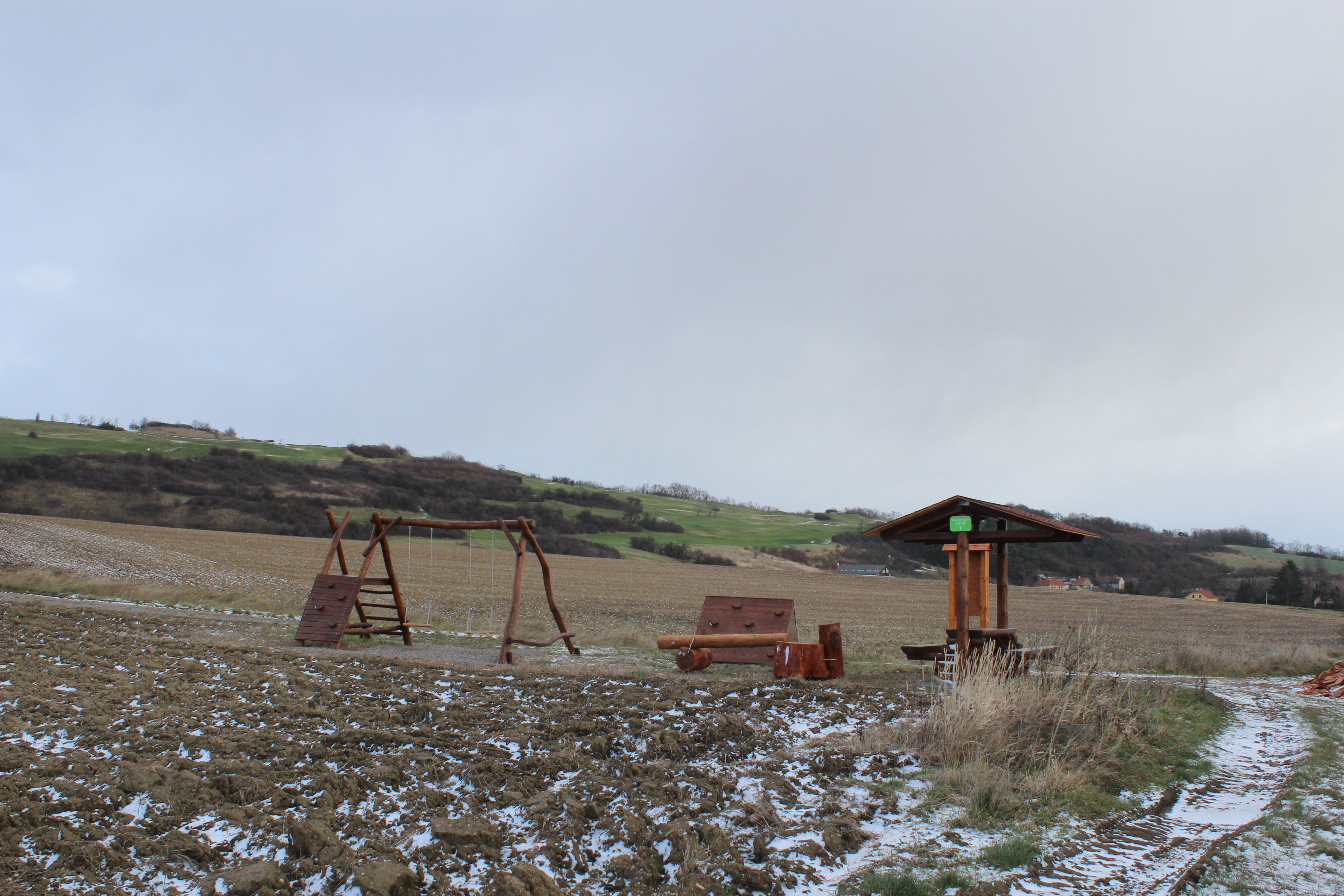
Dětské hřiště u zastavení Pískovna

Naučnou stezku tvoří čtyři okruhy. Všechny vycházejí od špejcharu na liteňském náměstí pojmenovaném prostě Náměstí. Zde se nachází panel Vítejte v Litni a panel o špejcharu, označený pořadovým číslem 0. Jednotlivé okruhy jsou označeny písmeny a zároveň rozlišeny barvou:
- A (zelená), 12 zastavení, směrem na Dolní Vlence a Běleč (jižní větev okruhu mezi Bělčí a Litní je vedena po zelené pásové turistické značce KČT č. 3051 od Zadní Třebaně)
- B (žlutá), 7 zastavení, směrem na Leč (zpáteční cesta je vedena zčásti po shodné trase)
- C (modrá), 4 zastavení, prochází intravilánem městyse na jeho východní konec k hrobce rodiny Daubkovy a stejnou trasou zpět (po modré pásové turistické značce KČT č. 1014 pokračující směrem na Svinaře, Hřebeny, Řevnice a Dobřichovice)
- D (červená), 4 zastavení, na jihozápad pod vrch Mramor a stejnou trasou zpět (po zelené pásové turistické značce KČT č. 3051 směrem na Tetín), a severozápadně k obci Korno a stejnou trasou zpět (po modré pásové turistické značce KČT č. 1014 směrem na Korno a Beroun), z obou koncových bodů je vyhlídka na Liteň a okolí

Barevné rozlišení dílčích stezek je použito na panelech, směrovkách, pláncích i v digitální prezentaci na Internetu. V rámci každého okruhu jsou jednotlivá zastavení rozlišena pořadovými čísly použitými ve spojení s písmenem označujícím daný okruh.

## Technické provedení

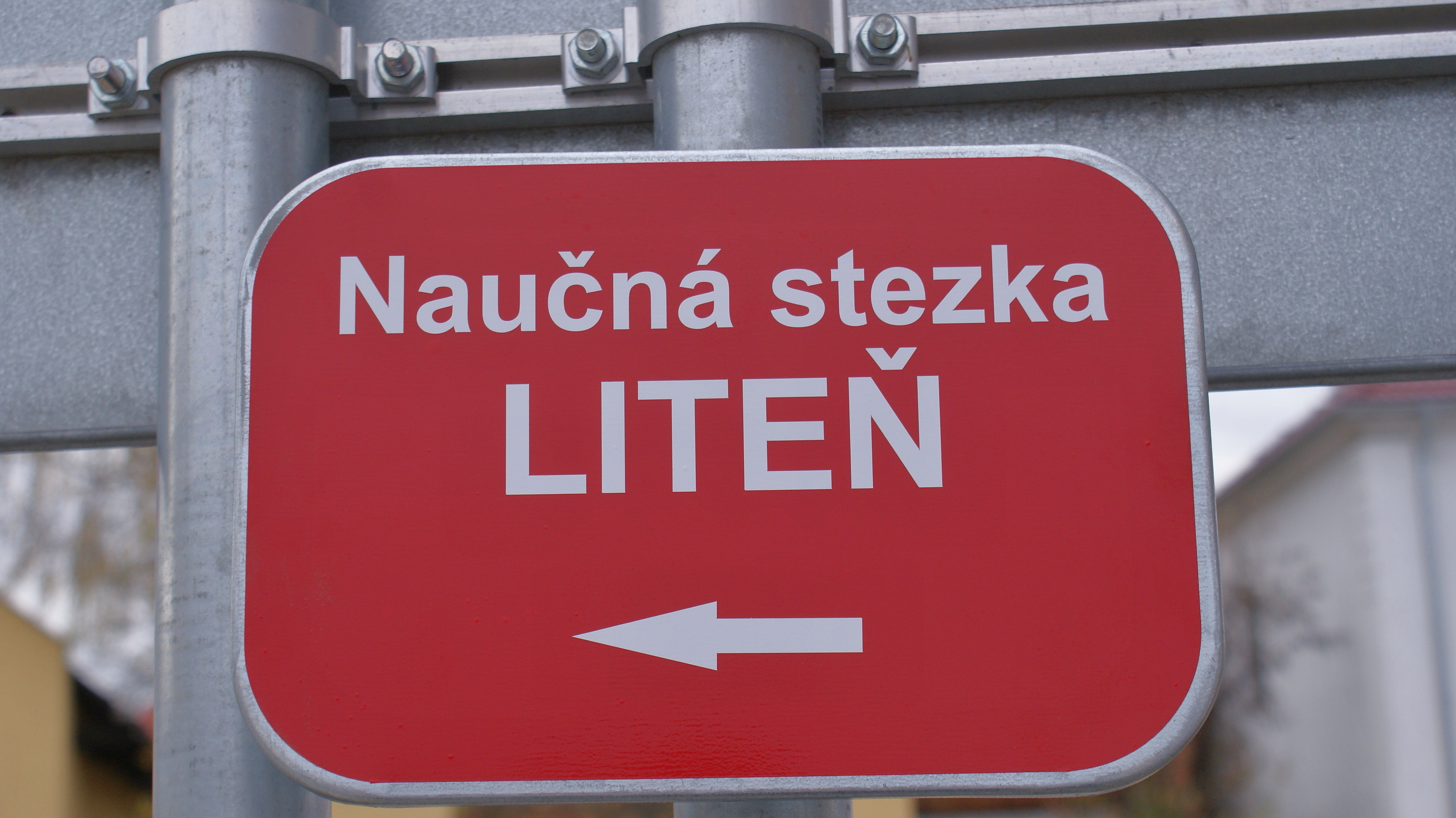
Stezka je značena směrovými tabulkami, každý ze čtyř okruhů má jinou barvu tabulek

Informační panely jsou tvořeny dřevěnými rámovými stojany v přírodním provedení, na kterých jsou upevněny plastové
panely s informacemi, mapami a fotografiemi ke každému zastavení.
Trasa stezky je vyznačena kovovými směrovkami v technickém provedení obdobném malým směrovkám silničního značení cyklotras. Směrovky jsou umístěny na panelech zastavení a na rozcestích a křižovatkách. Část směrovek naučné stezky je instalována u směrovníků turistických tras KČT. Na směrovkách jsou trasy naučné stezky rozlišeny pouze barevně, písmeno trasy na nich není uvedeno. Některé úseky naučné stezky jsou vedeny v souběhu s pásovým turistickým značením pěších turistických tras Klubu českých turistů. U všech zastavení jsou instalovány lavičky a prostor je vysypán štěrkem. Zastavení Areál Liteň, Pískovna a Babka jsou doplněna dětskými hřišti.

## Spolupráce se školami

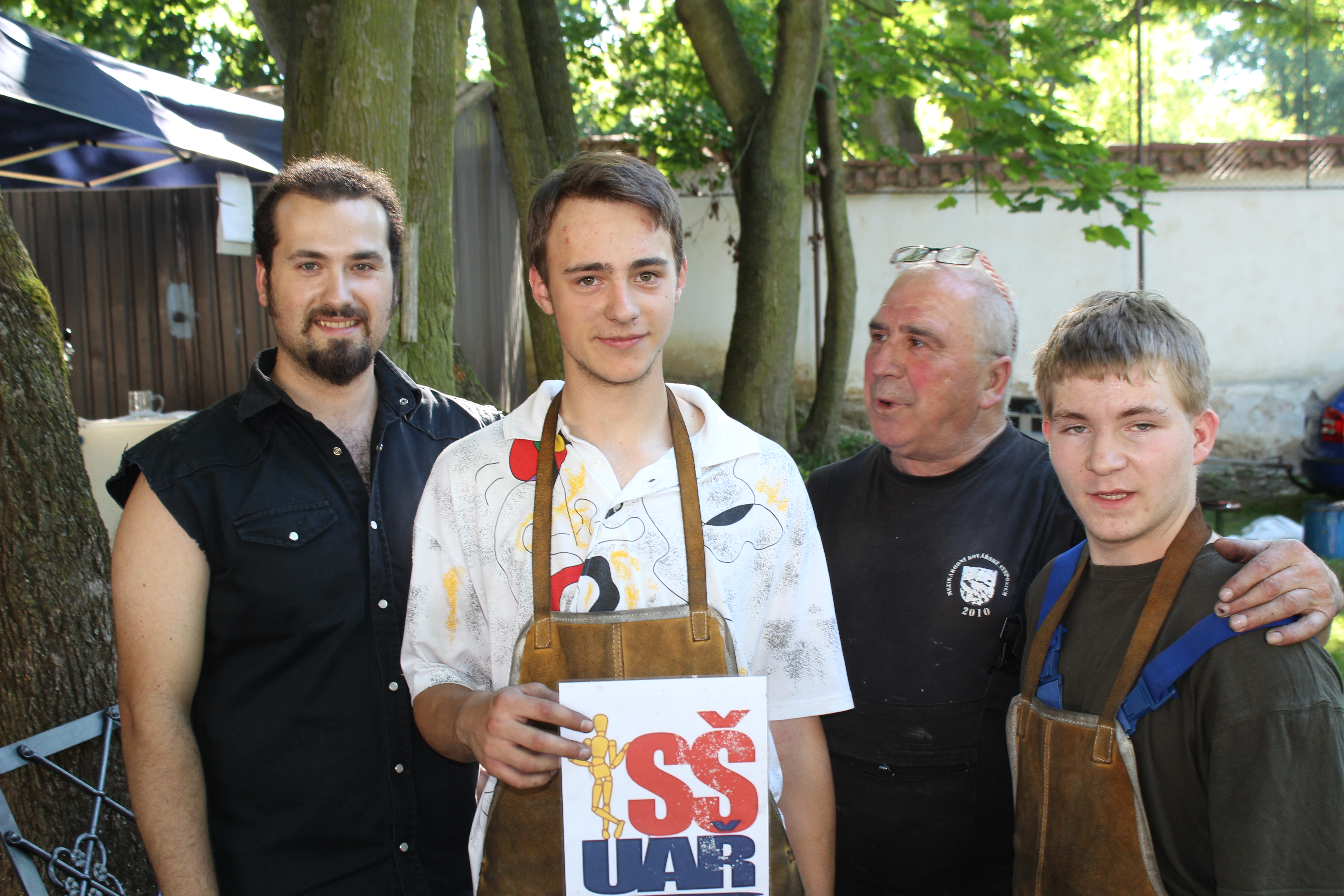
Studenti Střední školy umělecké a řemeslné v Praze 5 se svými mistry na setkání Kováři v Litni 2014

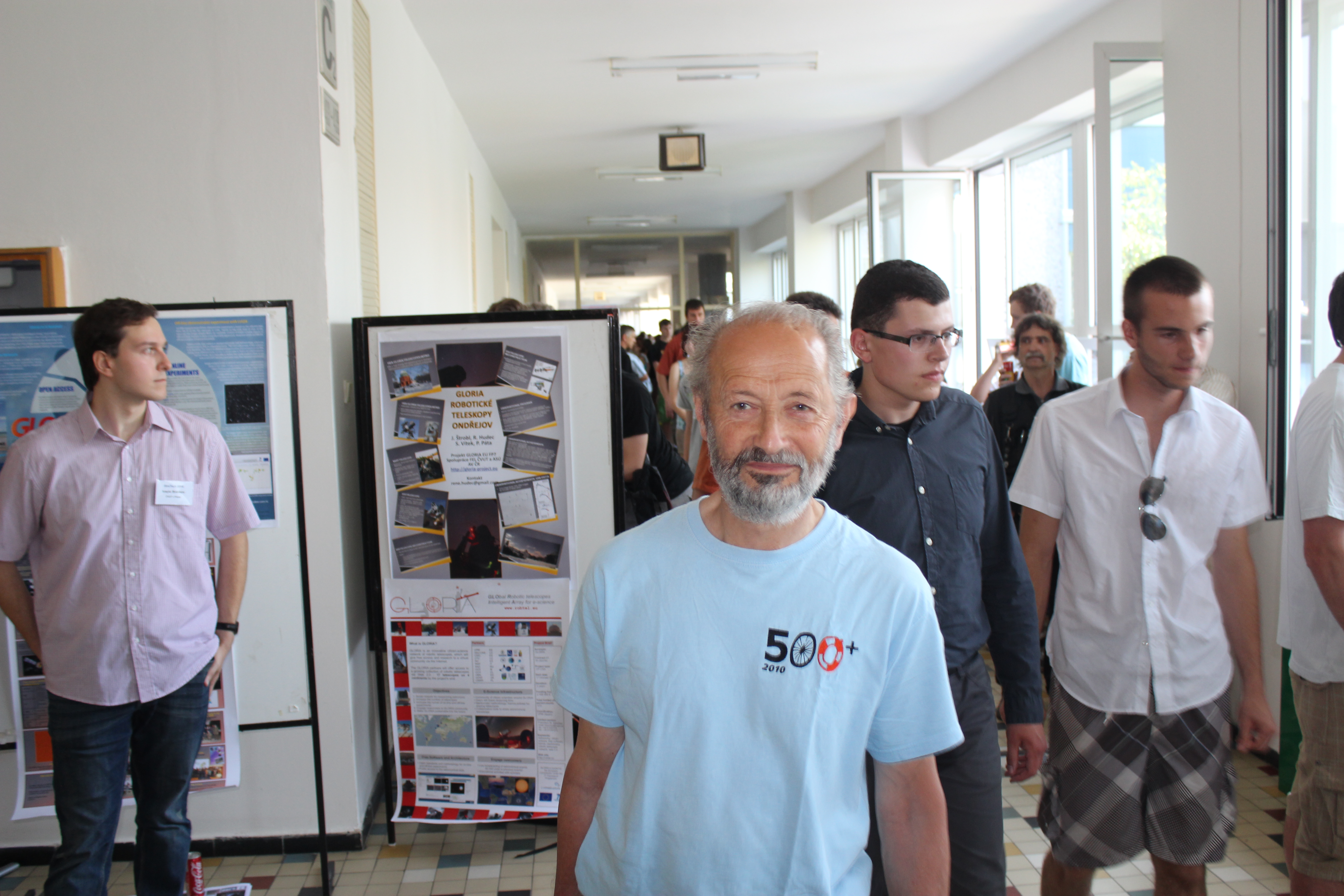
Jan Maňák na workshopu StreTech na ČVUT 11.6.2014

Tým spolupracovníků Atelier Svatopluk postupně zpracovává metodiku pro využití naučné stezky ve výuce dějepisu, zeměpisu, vlastivědě, přírodopisu a pro školní výlety a sportovní a branné akce škol pro pedagogy základních škol a středních škol s využitím literatury o vzdělávacím využití naučných stezek a Wikipedie. Atelier Svatopluk spolupráci se školami zaměřuje:
- Základní škola Františka Josefa Řezáče v Litni, jejíž budova je též jedním ze zastavení naučné stezky, využívá naučnou stezku ve školních projektech jako je Den Země a ve výuce[12]
- Atelier Svatopluk nabídl spolupráci na využití naučné stezky ve výuce základním školám v okrese Beroun a v Berouně (Jungmannova základní škola,[13] 3. základní škola na Wagnerově náměstí) a byly provedeny prezentace a předány podklady.

- Atelier Svatopluk spolupracuje se Střední školou uměleckou a řemeslnou v Praze 5,[14] která má v areálu v Litni externí pracoviště pro odborný výcvik a pražské sídlo Střední školy umělecké a řemeslné v Praze 5 je též externím prezentačním místem Naučné stezky Liteň.
- na akci Kováři v Litni, jejíhož prvního ročníku se v roce 2014 zúčastnily tři odborné střední školy, prezentoval Atelier Svatopluk naučnou stezku Liteň, jejíž jedno zastavení se věnuje tradici kovářství v Litni,
- od roku 2012 je Naučná stezka Liteň prezentována na národním workshopu středních škol StreTech – Středoškolská technika pořádaného Fakultou strojní Českého vysokého učení technického v Praze.[15]
- některé objekty zastavení naučné stezky jsou vzhledem ke svému významu tématem pro vědecký výzkum a výuku na vysokých školách. Do této kategorie spadá zejména hrobka rodiny Daubkovy jako dílo jednoho z nejvýznamnějších architektů přelomu 19. a 20. století Antonína Wiehla, sochaře Josefa Václava Myslbeka a Maxmiliána Pirnera podporovaných spolu s dalšími umělci generace Národního divadla majitelem liteňského panství Josefem Šebestiánem Daubkem.[16]
- významným liteňským fenoménem světového významu je osobnost sopranistky Jarmily Novotné, jejíž památku a význam intenzívně dokumentuje a propaguje občanské sdružení Zámek Liteň.
- Atelier Svatopluk provádí rešerše kvalifikačních prací studentů vysokých škol k tématům blízkým naučné stezce jako informační zdroje pro další prezentaci stezky[17]

## Publicita naučné stezky

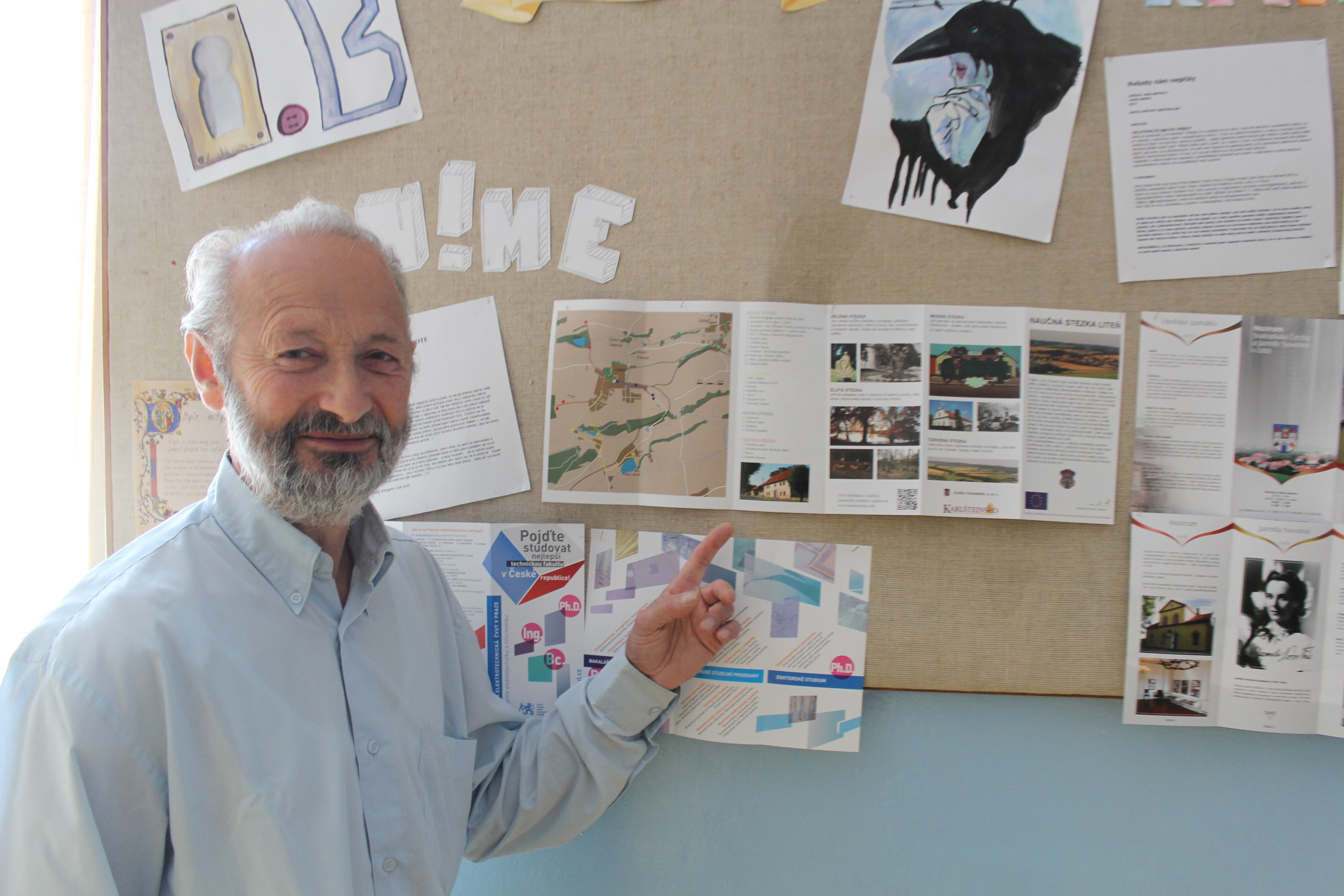
Pracovník Atelier Svatopluk RNDr Jan Maňák na prezentaci Naučné stezky Liteň na Jungmannově základní škole v Berouně.

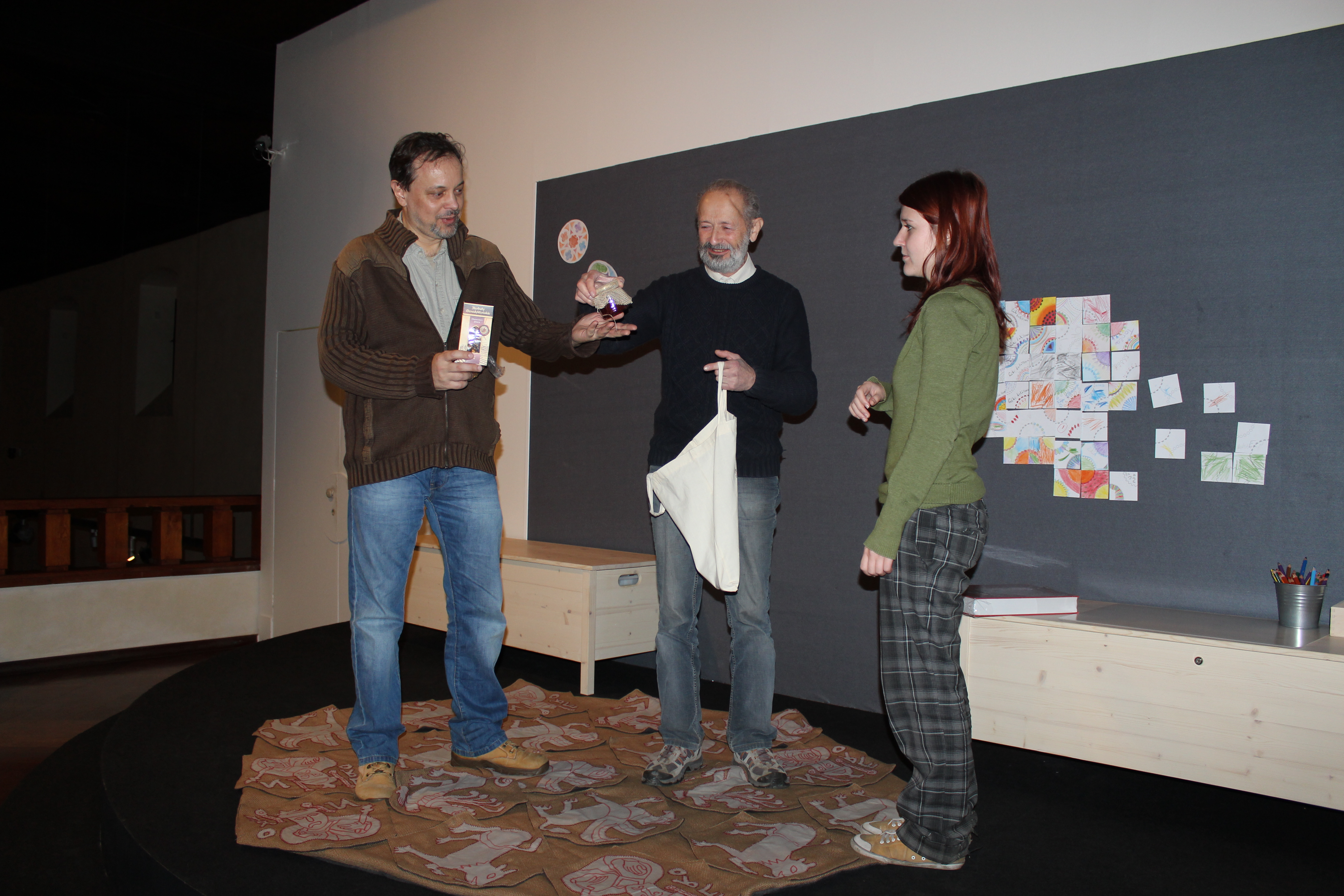
Jan Maňák při předávání cen soutěže VIA BENEDICTINA 2014

V rámci projektu Naučné stezky Liteň byly vytištěny a distribuovány propagační materiály, především mapky s vyznačením čtyř tematických stezek a jejich zastavení. Obsah informačních panelů naučné stezky byl v roce 2014 zveřejněn v digitální podobě na Internetu na webu Karlštejnsko[nedostupný zdroj].
Strategie publicity naučné stezky je založena na
- vytváření fyzických kontaktních míst u spolupracujících organizací Atelieru Svatopluk – škol, poskytovatelů služeb seniorům a zdravotně postiženým, knihoven, turistických sdružení a informačních center,
- pořádání společenských, kulturních, sportovních a branných akcí v Areálu Liteň. Bývalé kovářské učiliště je též jedním ze zastavení naučné stezky.
- fotodokumentací prováděnou pracovníkem na chráněném pracovním místě fotograf, které v roce 2013 vytvořil Atelier Svatopluk na základě smlouvy s Úřadem práce ČR, krajská pobočka Středočeský kraj kontaktní pracoviště v Berouně, který se aktivně podílí na přípravě akcí v areálu a na marketingu naučné stezky.
- snímky pořízené při fotodokumentaci Litně a okolí jsou ukládány na Wikimedia Commons.
- snímky pořízené při fotodokumentaci Litně a okolí jsou publikovány na internetu v tematicky strukturovaných galeriích Rajče, Zonerama[20] a Fototuristika.[21] a jsou z nich vytvářeny prezentace Microsoft PowerPoint.
- v roce 2014 se Atelier Svatopluk, o.p.s. a jeho partneři zaměřili na vytvoření a aktualizaci článků Wikipedie s tématem Litně, jejích osobností a objektů zastavení naučné stezky a vytváření knihovny informačních zdrojů určených pro digitalizaci a prezentaci Litně a naučné stezky na Internetu, zejména Wikipedii.
- informace o naučné stezce, jejích zastaveních a plánovaných nebo uskutečněných akcích jsou průběžně poskytovány internetovým médiím a serverům specializovaným na turistiku[22][23] formou tiskových zpráv a odkazů na publikované fotoreportáže[24] a propagaci naučných stezek.
- průběžnou rešerší ohlasů a hodnocení Naučné stezky Liteň návštěvníky a veřejností[25] a rešerše reportáží o výletech do Litně[26] nebo do okolí Litně.[27]

## Vítejte v Litni

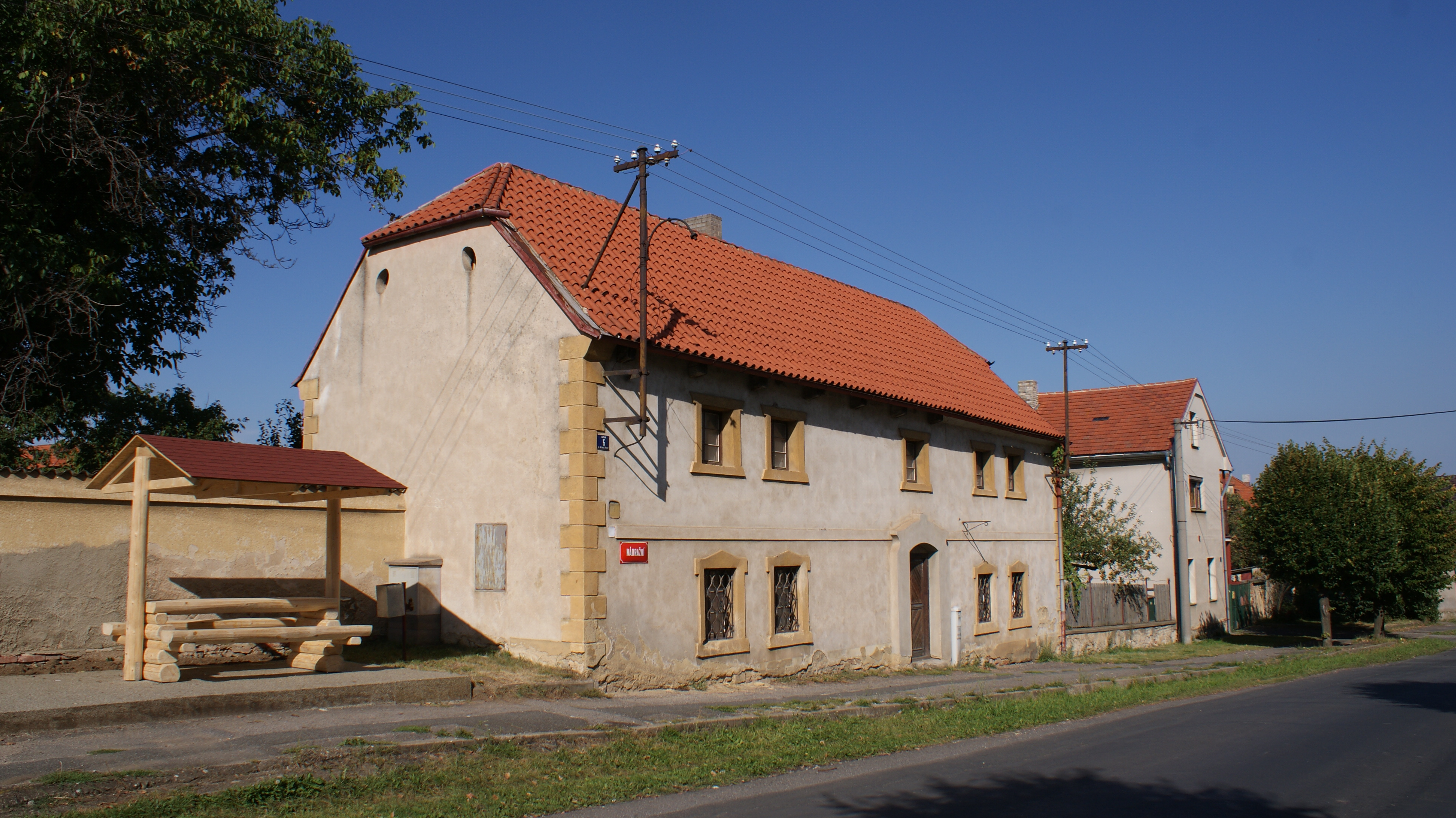
Zastavení naučné stezky u špejcharu

### Špejchar
Špejchar v Litni sloužil od raného novověku k ukládání obilí, později jako hasičská zbrojnice. Od 70. let 20. století byl interiér upraven pro kulturní účely a unikátní miniaturní loutkové divadlo. Proto je špejchar jedním ze zastavení Naučné stezky. U jeho západní stěny směrem k náměstí je umístěn přístřešek s lavicemi a stolem a informační panel o historii špejcharu. Spolu s ním je zde umístěn úvodní informační panel celé Naučné stezky Liteň nazvaný Vítejte v Litni. V prostoru mezi špejcharem a hasičskou zbrojnicí je informační panel s mapou a figura další naučné stezky Karlštejnské šachy. Od špejcharu vedou stezky červená, zelená a žlutá na západ na konec Náměstí, kde je na sloupu dopravní značky rozcestník: zelená odbočuje vpravo směrem ke kostelu a žlutá a červená vlevo do Dlouhé ulice.

## Zelená stezka

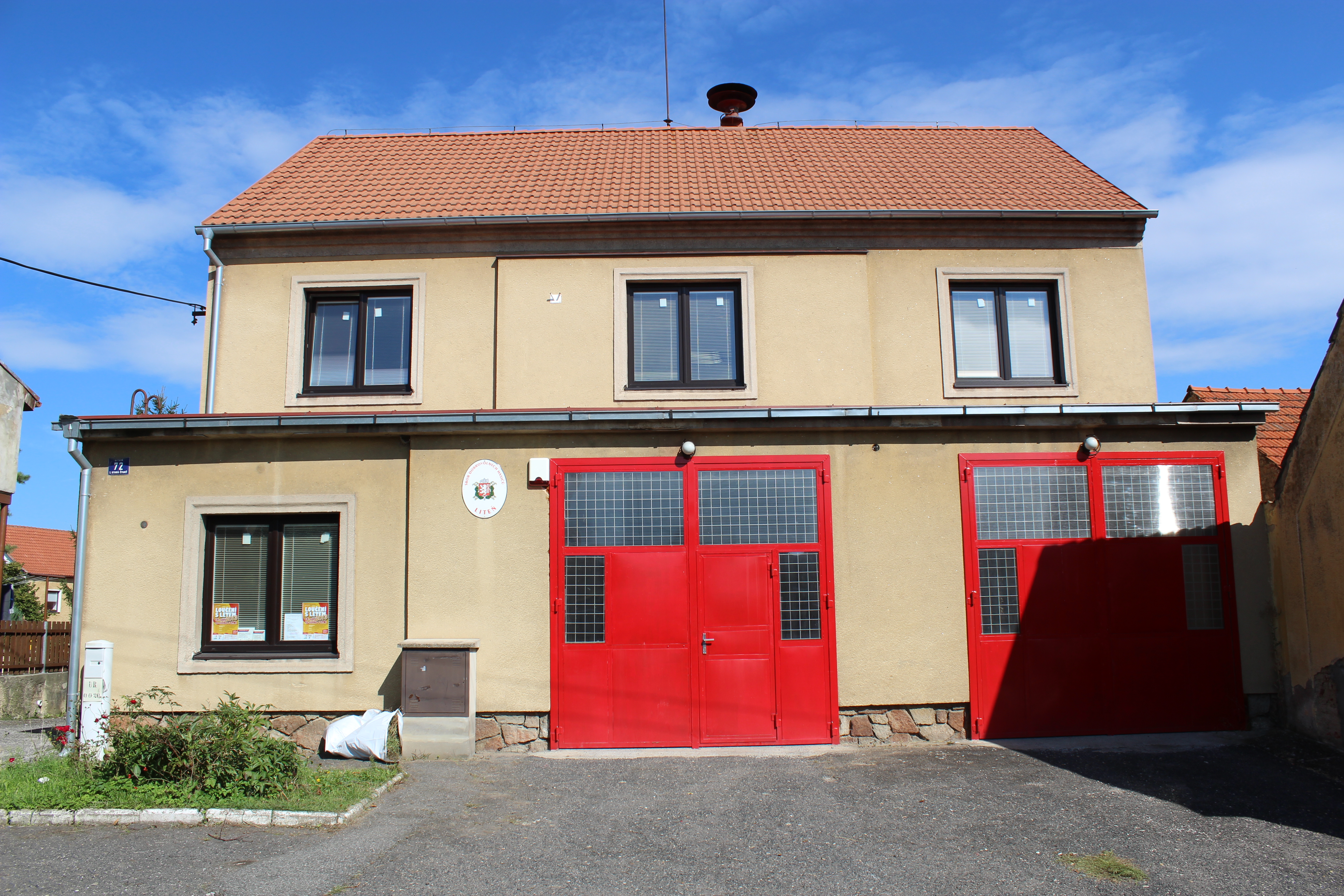
Hasičská zbrojnice vznikla z židovské synagogy

### A1. Synagoga
Synagoga v Litni Původní židovská synagoga z 1840 přestavěná v 2. polovině 19. století je od května 1945 užívána Sborem dobrovolných hasičů v Litni. Radikální přestavbou na požární zbrojnici (1956) ztratila charakteristické prvky synagogy.

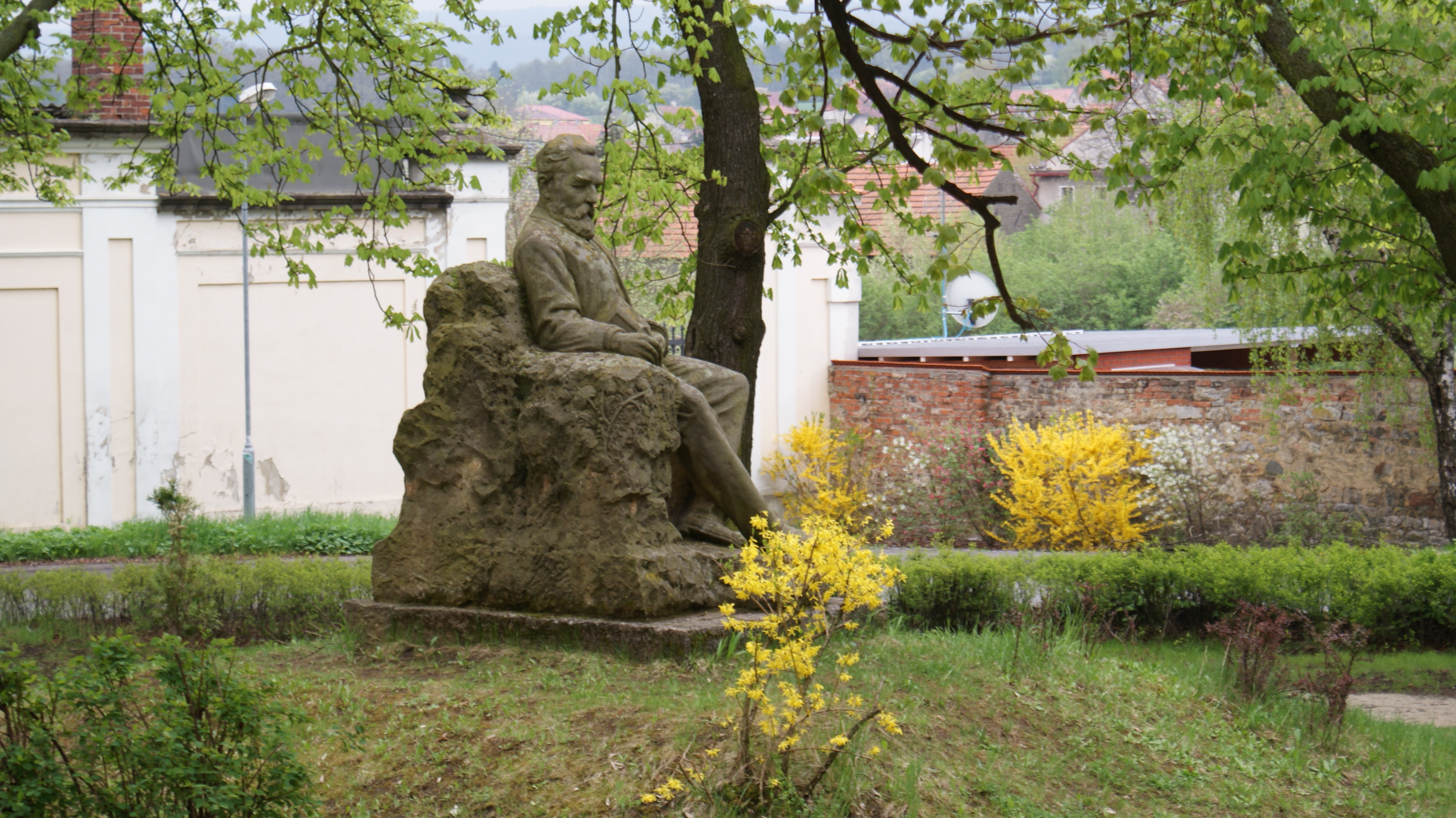
Pomník Svatopluk Čecha

### A2. Svatopluk Čech
Pomník Svatopluka Čecha v Litni v nadživotní velikosti připomínající básníkův pobyt v Litni  byl instalován v roce 1938 na místě někdejší památné lípy proslavené básní Ve stínu lípy a je kulturní památkou.

### A3. Muzeum

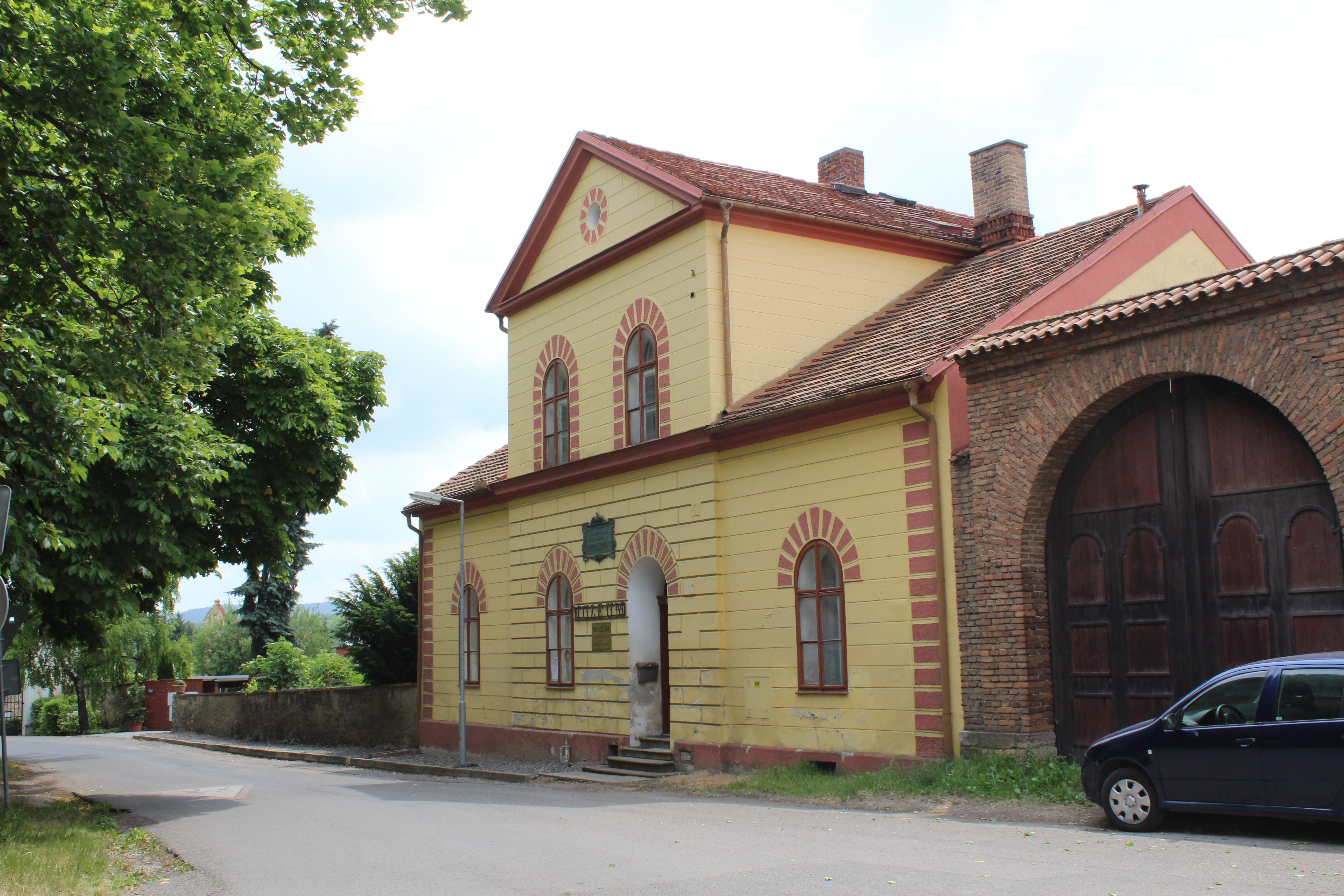
Muzeum Svatopluka Čecha a Jarmily Novotné

Muzeum Svatopluka Čecha a Jarmily Novotné s vlastní turistickou známkou
sídlí v budově liteňské fary, která je kulturní památkou.

### A4. Kostel

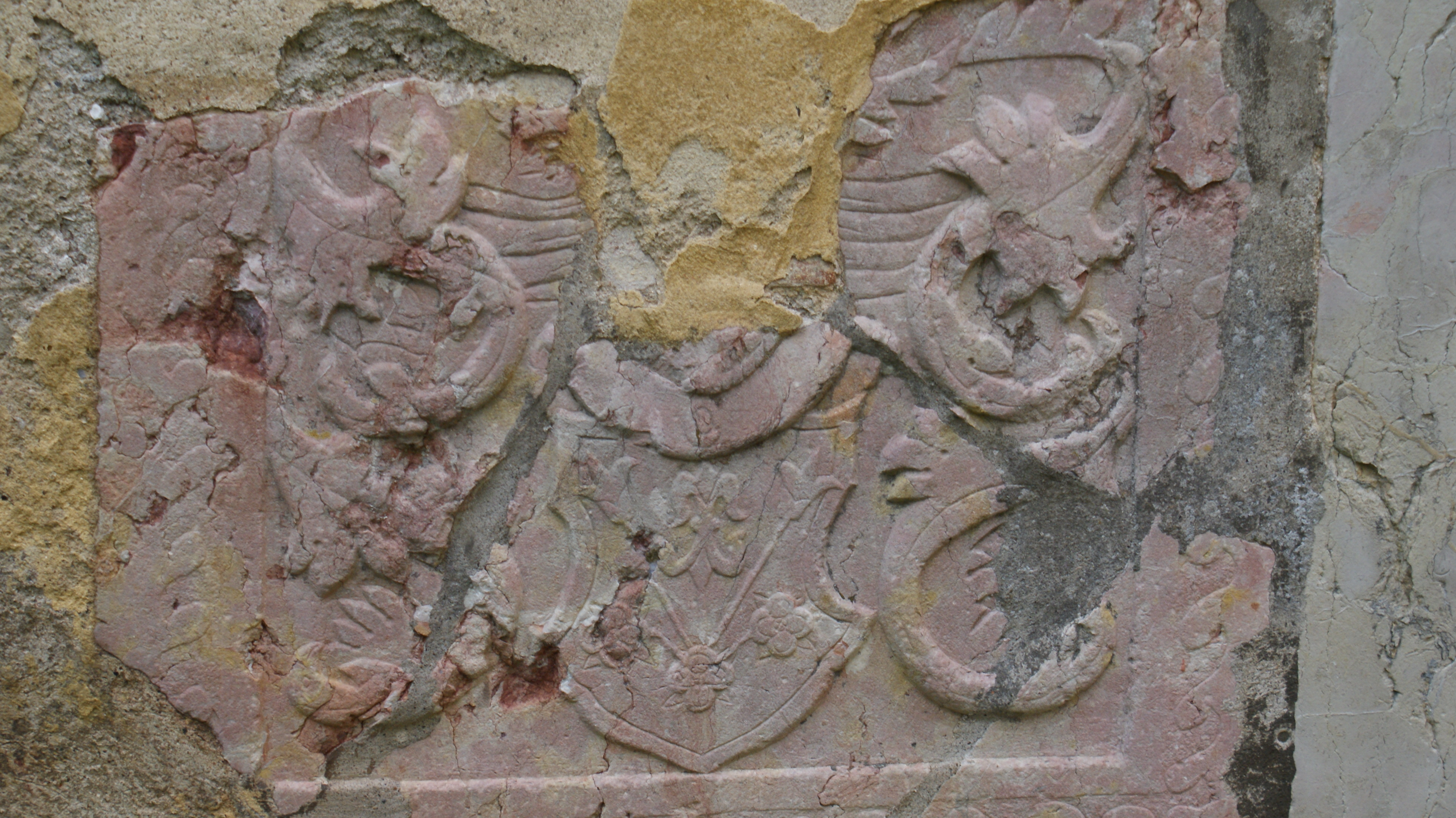
Náhrobek zazděný ve zdi kostela

Kostel svatého Petra a Pavla (Liteň) pochází z let 1352–1357 a současnou podobu získal úpravami v letech 1880–1906. U jižní zdi kostela stojí pomník padlým v 1. světové válce. Kostel je s výklenkovou kaplí se sochou sv. Jana Nepomuckého kulturní památkou.

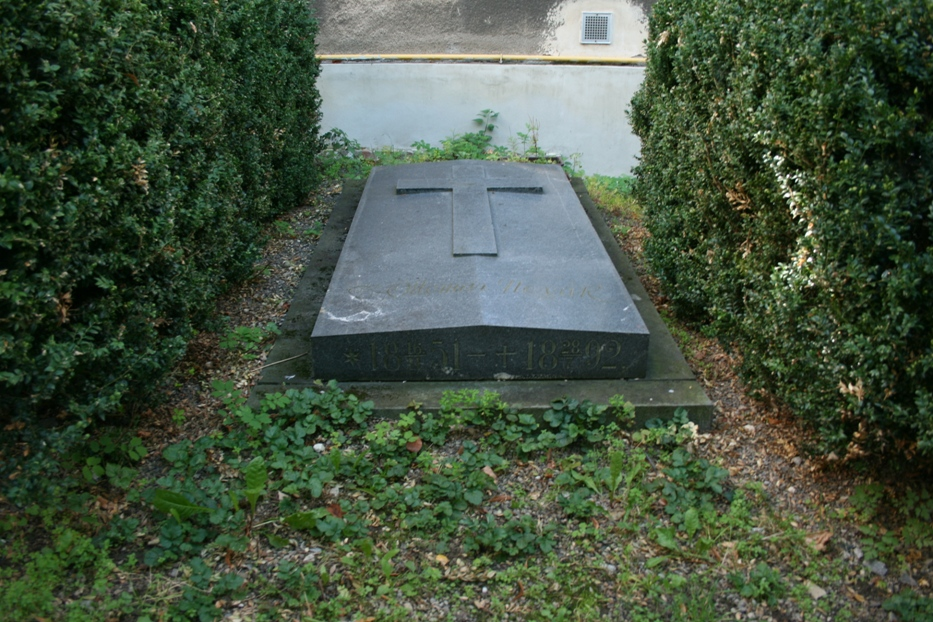
Hrob O. P. Nováka u Základní školy Františka Josefa Řezáče v Litni

### A5. Škola
Základní škola v Litni nese jméno Františka Josefa Řezáče, reformátora školství a vězeňství, v letech 1865 až 1879 litenského faráře, který se zasloužil o stavbu budovy školy v Litni. U její zdi je pohřben významný český paleontolog profesor Otomar Pravoslav Novák, který zde v době svých paleontologických výzkumů podlehl 29. července 1892 tuberkulóze.

### A6. Zámek

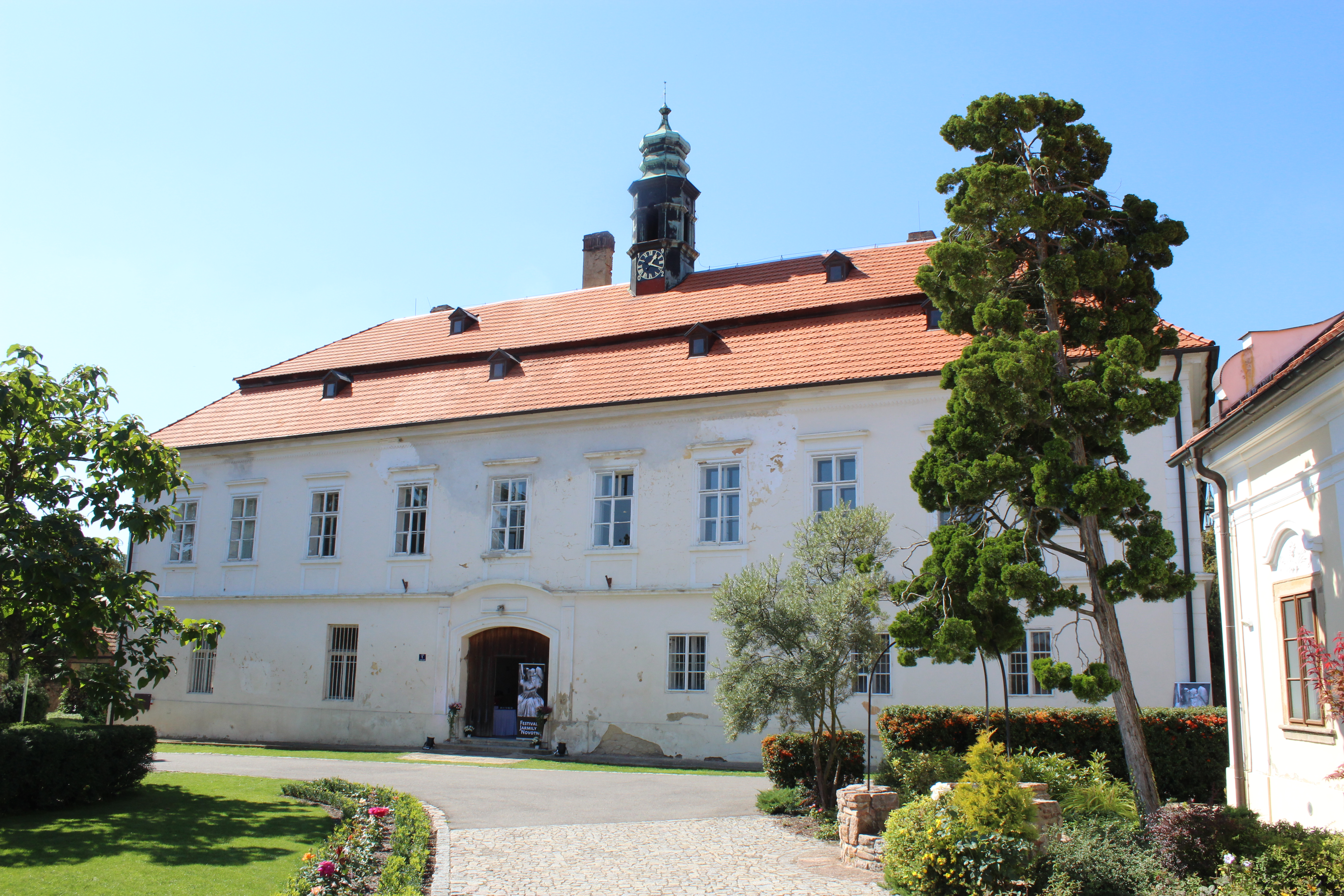
Zámek v Litni

#### Zámek
Zámek Liteň s parkem, salla terrenou a grottou získal svou současnou podobu po roce 1648 barokní a klasicistní přestavbou a je kulturní památkou.

#### Hospodářský dvůr nazývaný Statek Liteň
Hospodářský dvůr liteňského zámku s vjezdem branou z Nádražní ulice vznikl v 2. polovině 19. století rozšířením o budovy pivovaru, lihovaru a lihovarnické školy s typickými znaky industriální architektury konce 19. století.

### A7. Učiliště

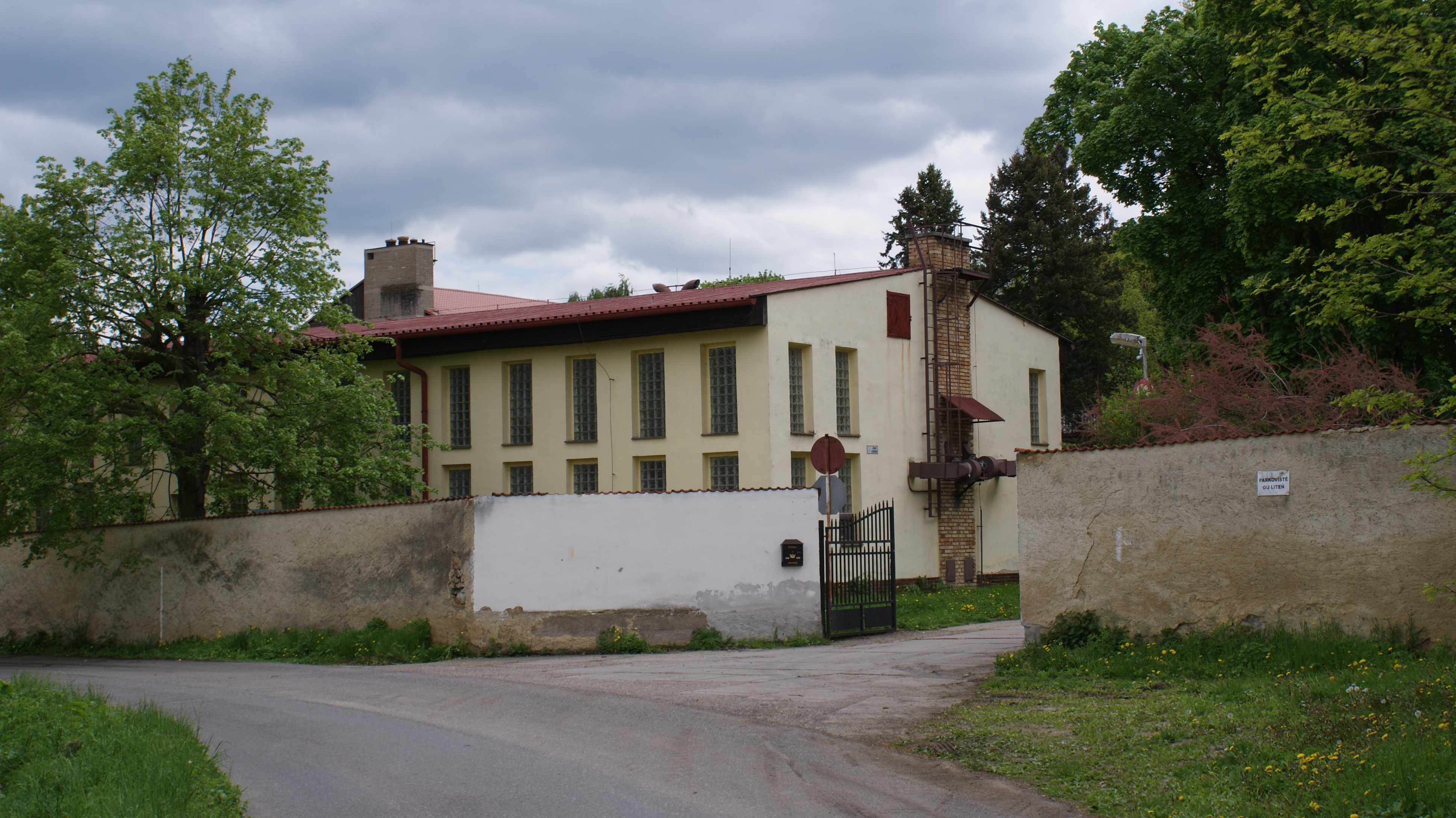
Brána Areálu Liteň z ulice Pode Zděmi

Areál Liteň na severním okraji Litně sloužil do roku 2012 Střednímu odbornému učilišti v Litni a Učňovské škole zemědělské v Litni, obor kovář-podkovář.

### A8. Vlence
V obci Dolní Vlence severně od Litně v dnes už neexistujícím zámečku jako host Josefa Šebestiána Daubka malíř František Ženíšek namaloval svůj nejslavnější obraz Oldřich a Božena.

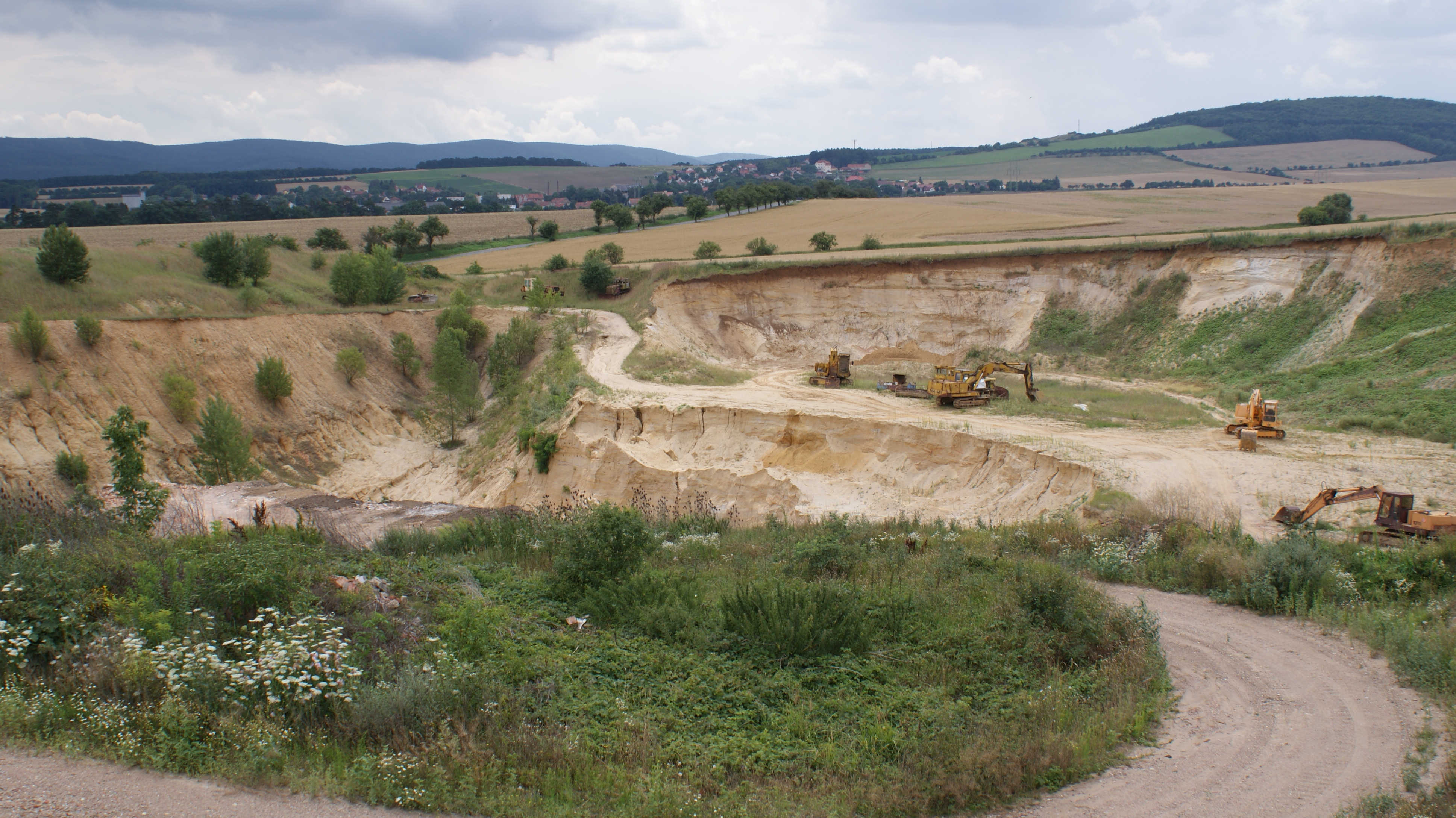
Pískovna Běleč

### A9. Vodárna
Vodárna Liteň u cesty z Dolních Vlenců na Běleč zásobující stále Liteň pitnou vodou je technickou kulturní památkou.

### A10. Pískovna
Goeologická minulost Berounska je poznamenaná z období třetihor korytem řeky tekoucí ze severních do západních Čech, která vytvořila na svém dne mohutnou asi dvacetimetrovou vrstvu písku. To vedlo od středověku ke vzniku pískoven. Jednou z lokalit s těžbou písku v CHKO Český kras je pískovna Běleč leží západní a jižní částí na katastru obce Korno, severovýchodní částí na katastru obce Poučník (městys Karlštejn) východojihovýchodní částí na katastru obce Běleč (Liteň). Díky aktivní hornické činnosti zde vznikaly kolonie břehule říční V letech 2012–2013 se jednalo o uzavření a zavezení pískovny.

### A11 – 1 Pomník
Z Dolních Vlenců na východ kolem vodárny Liteň vede cesta na Běleč, v jejímž centru stojí pomník obětem 1. světové války.

### A11 – 2 Mlýny
Na cestě z Dolních Vlenců do Bělče stojí na Stříbrném potoce dva mlýny a třetí je přímo v Bělči.

### A12. Nádraží Běleč
V obvodu městyse Liteň je na trati 172 železniční zastávka železniční zastávka Běleč s hlídacím domkem z doby zprovoznění trati v roce 1901.

### Galerie zelené stezky

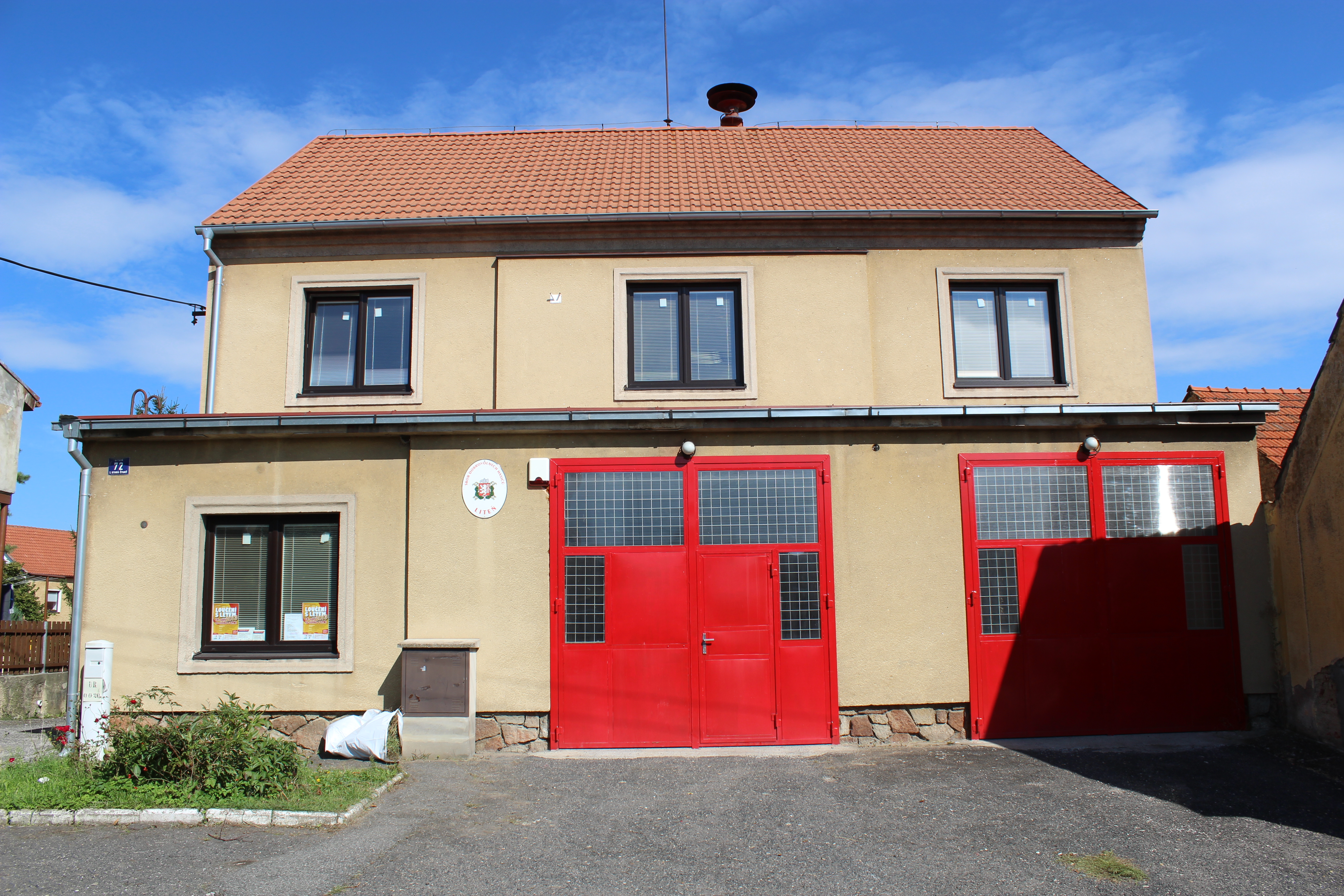
A 1 Synagoga v Litni
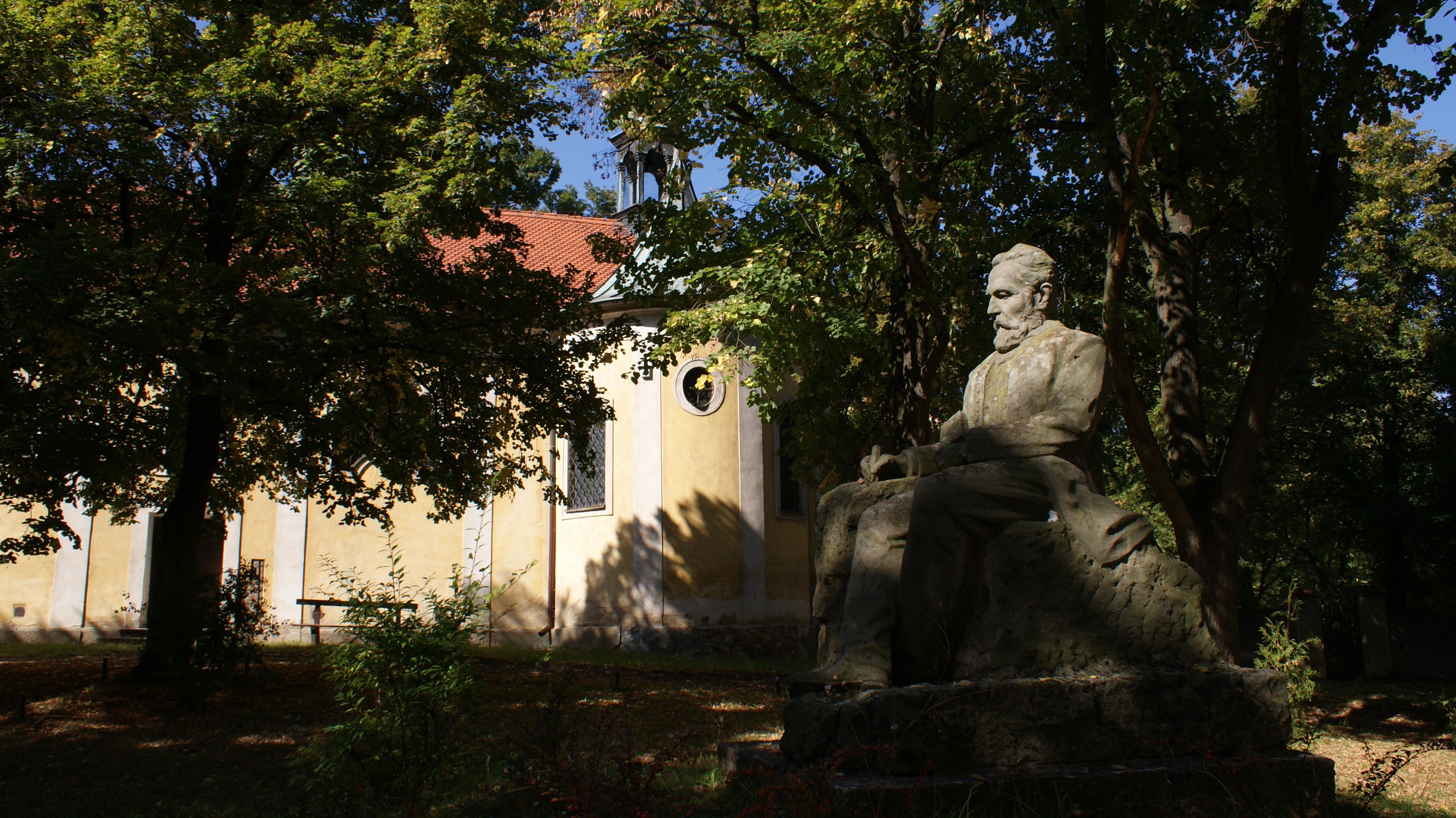
A 2 Pomník Svatopluka Čecha
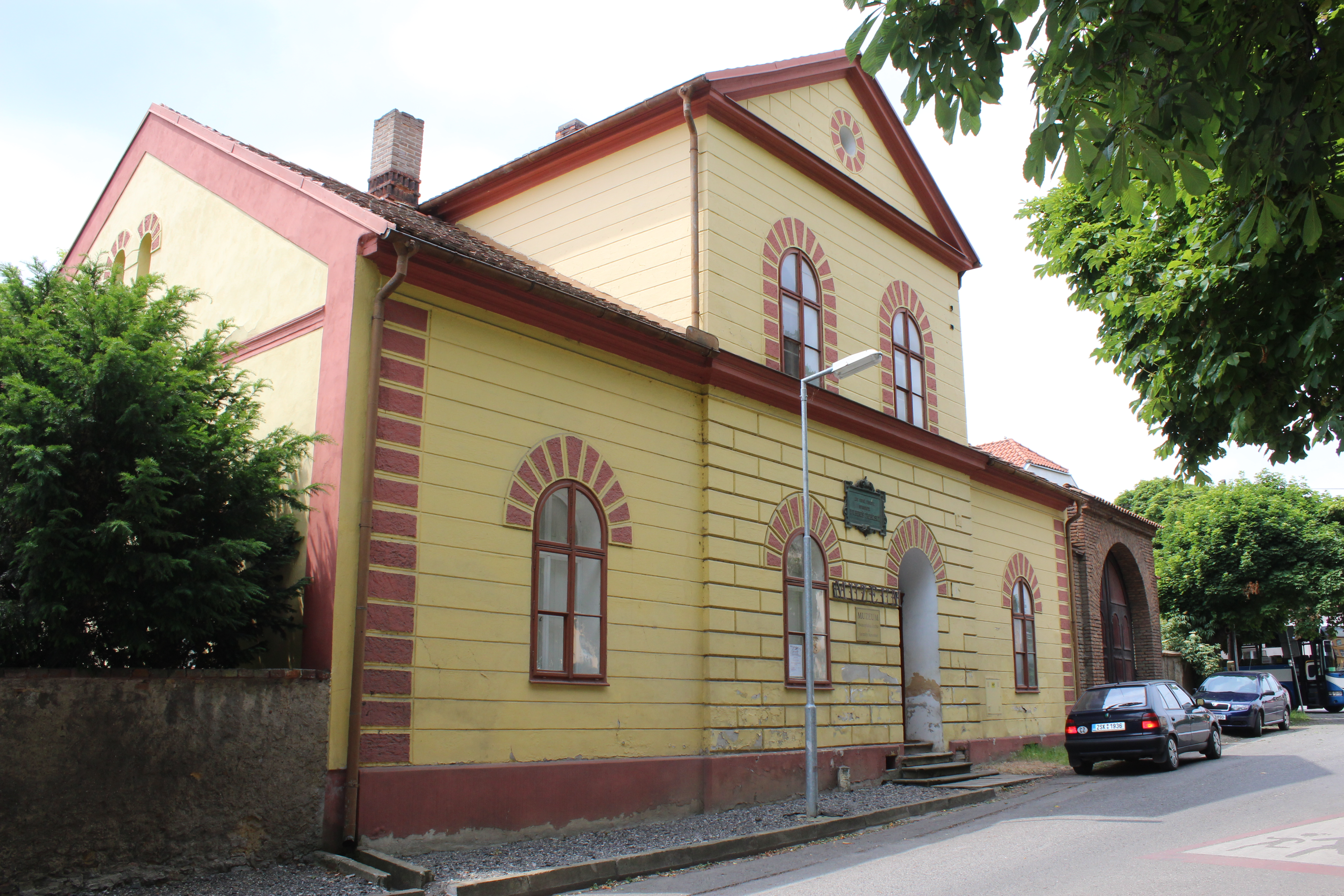
A 3Muzeum Svatopluka Čecha a Jarmily Novotné
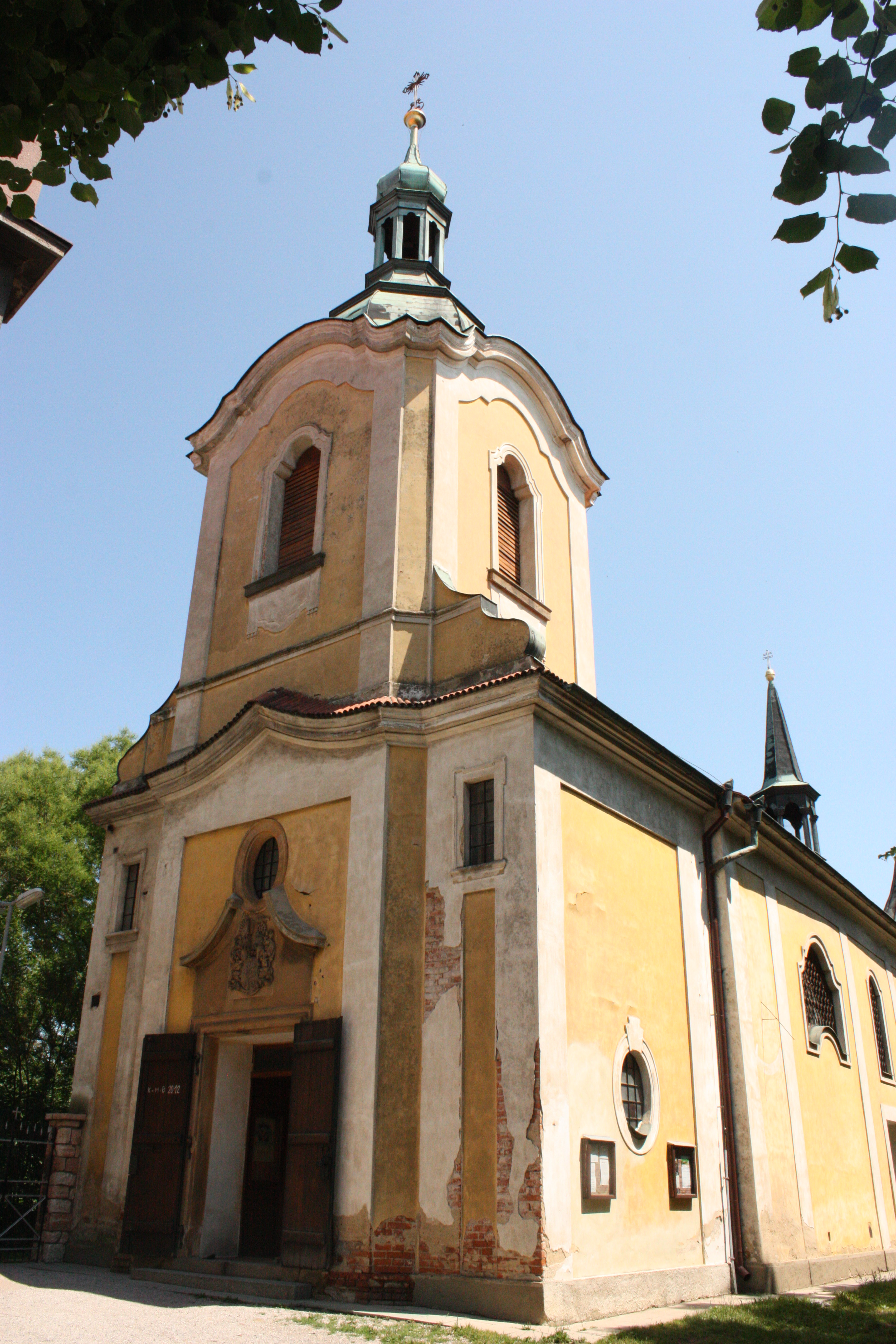
A 4 Kostel svatého Petra a Pavla v Litni
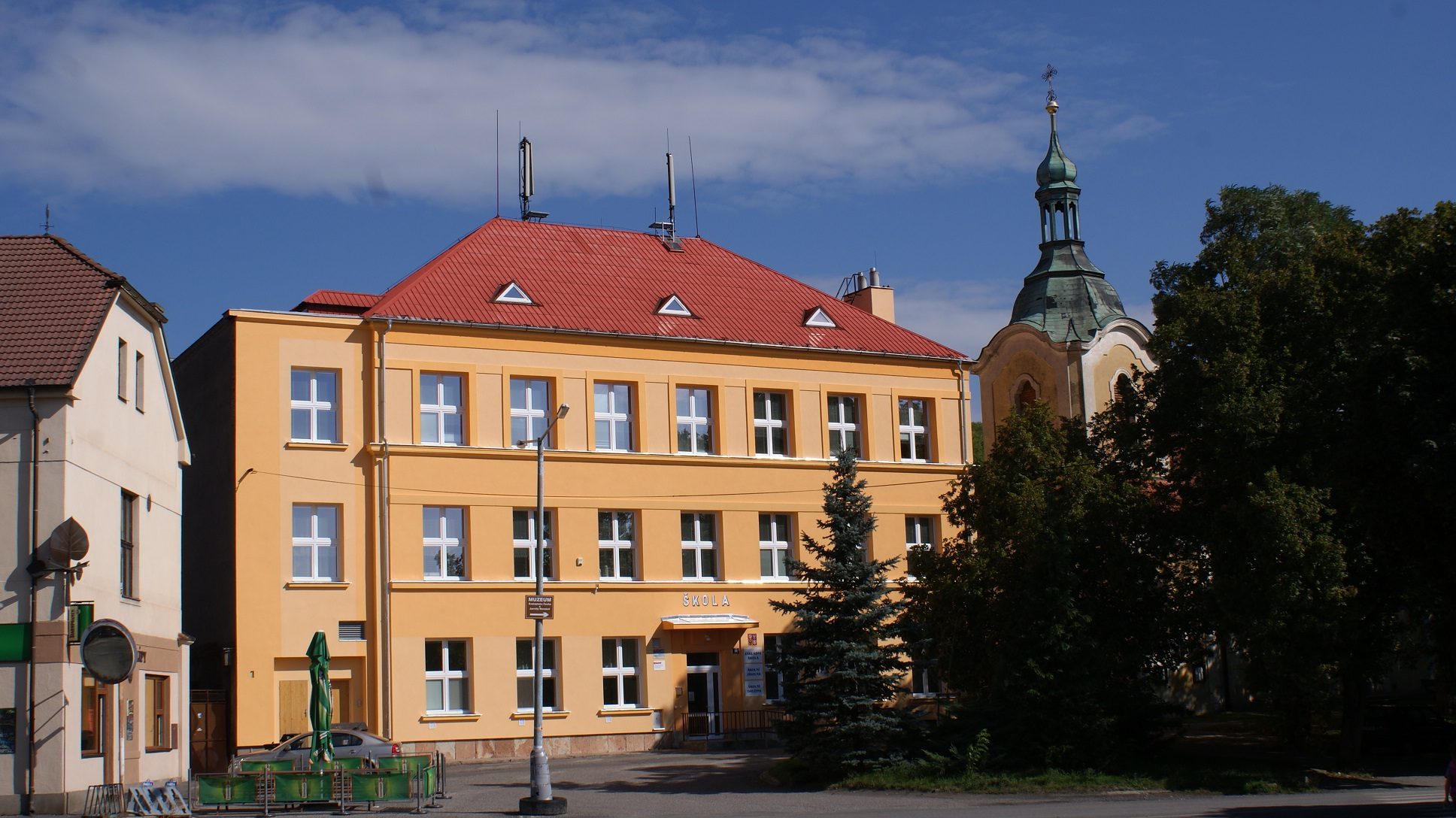
A 5 Základní škola Františka Josefa Řezáče v Litni
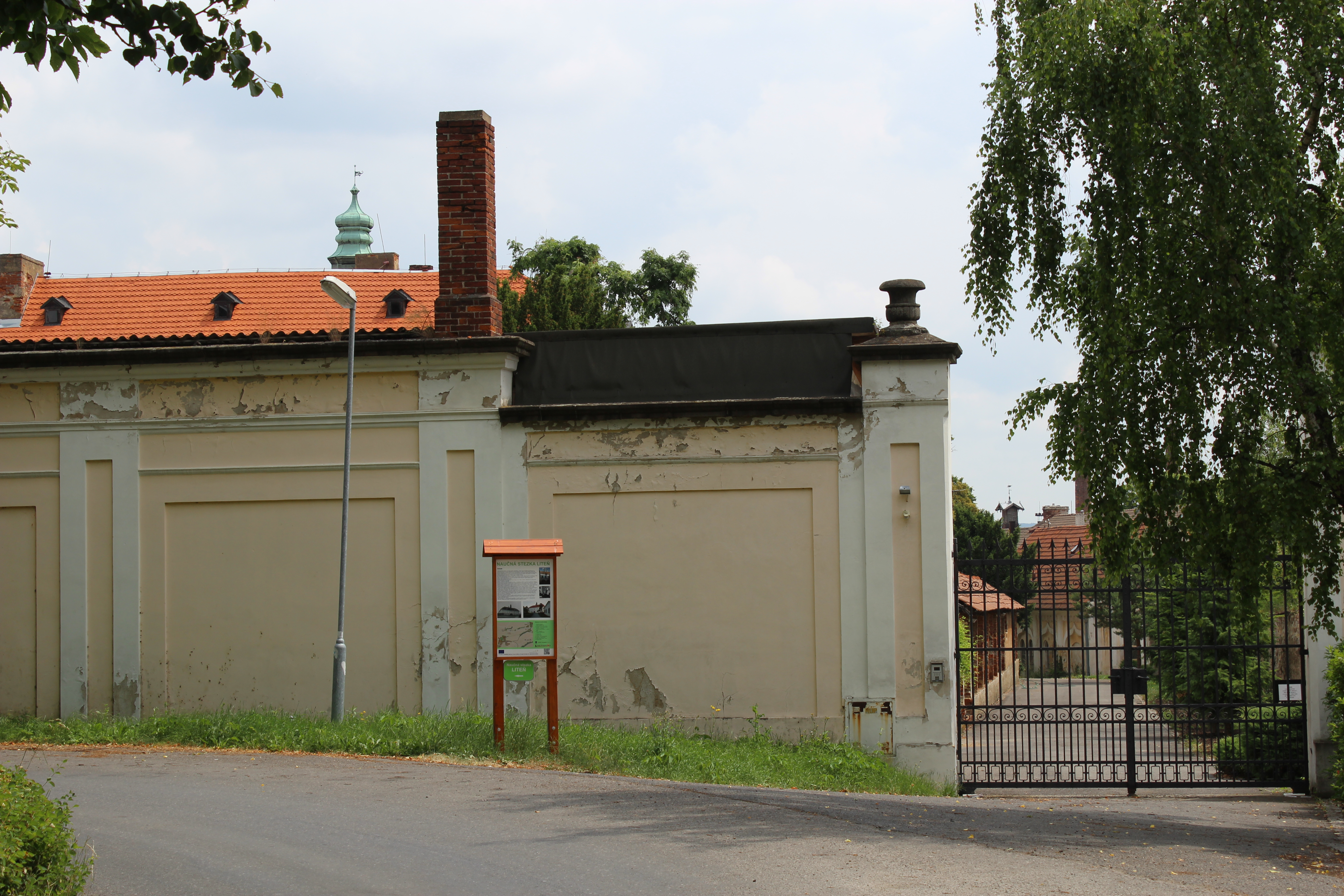
A 6 Zámek v Litni
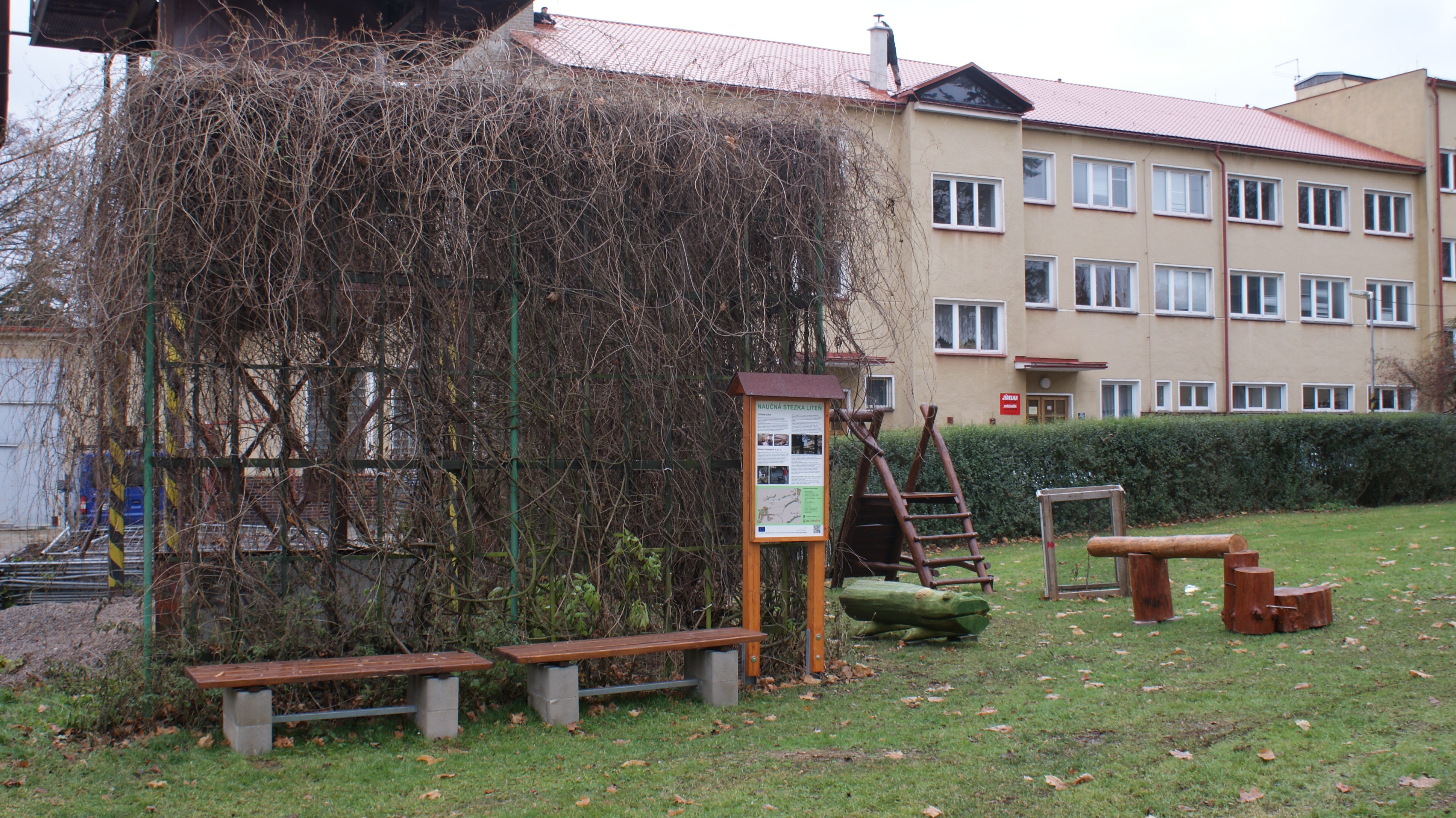
A 7Areál Pode Zděmi Liteň
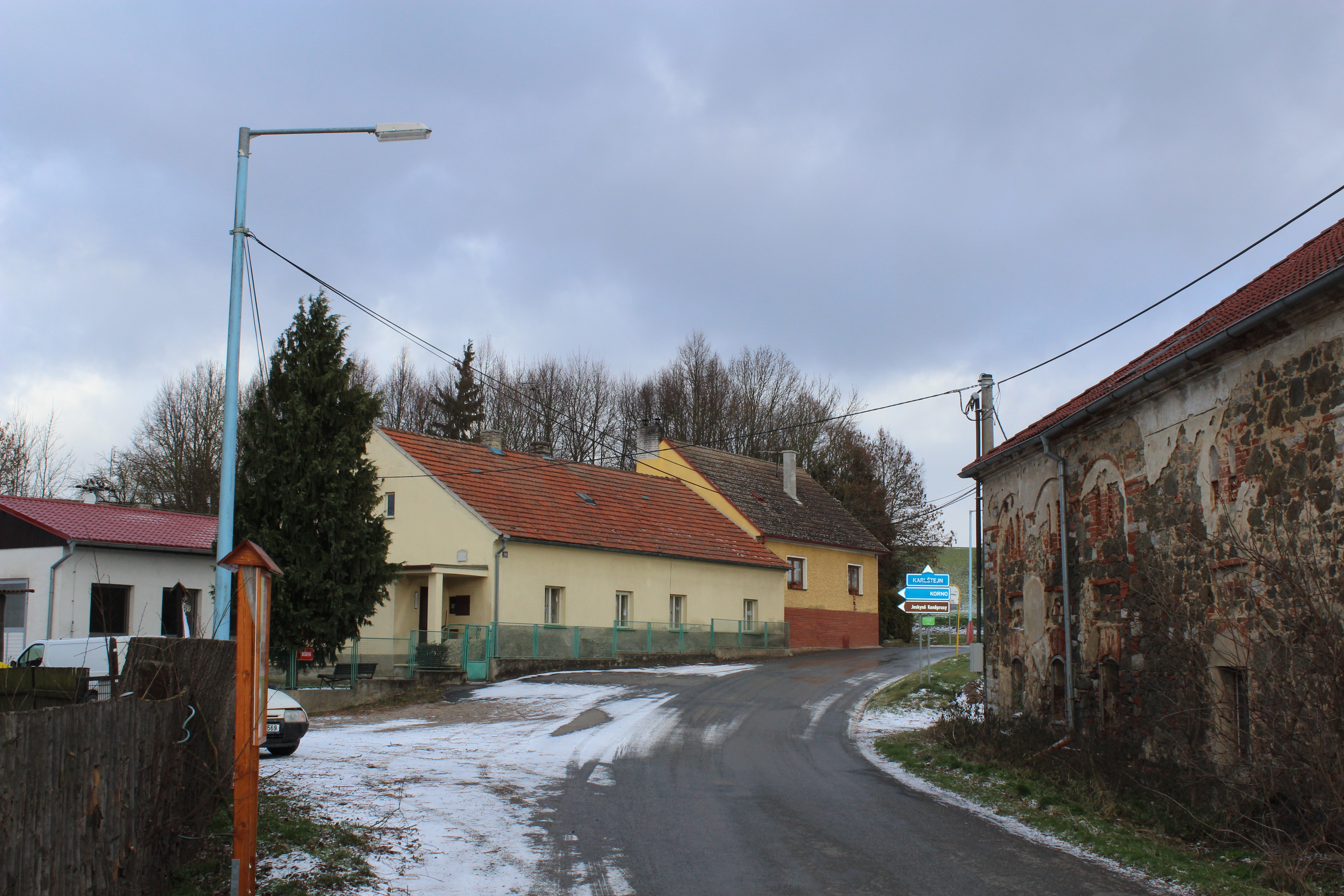
A 8 Dolní Vlence
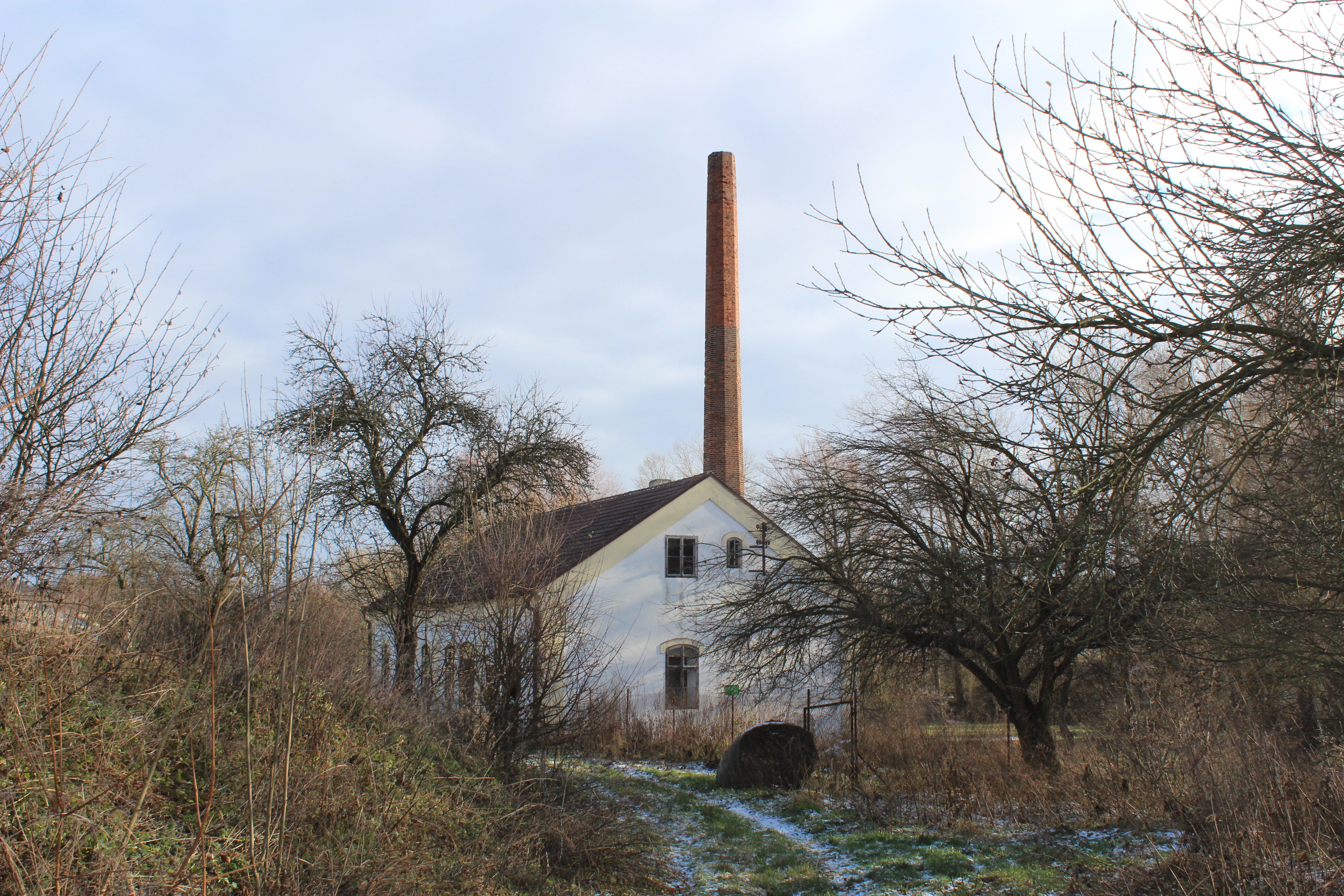
A 9 Vodárna Liteň
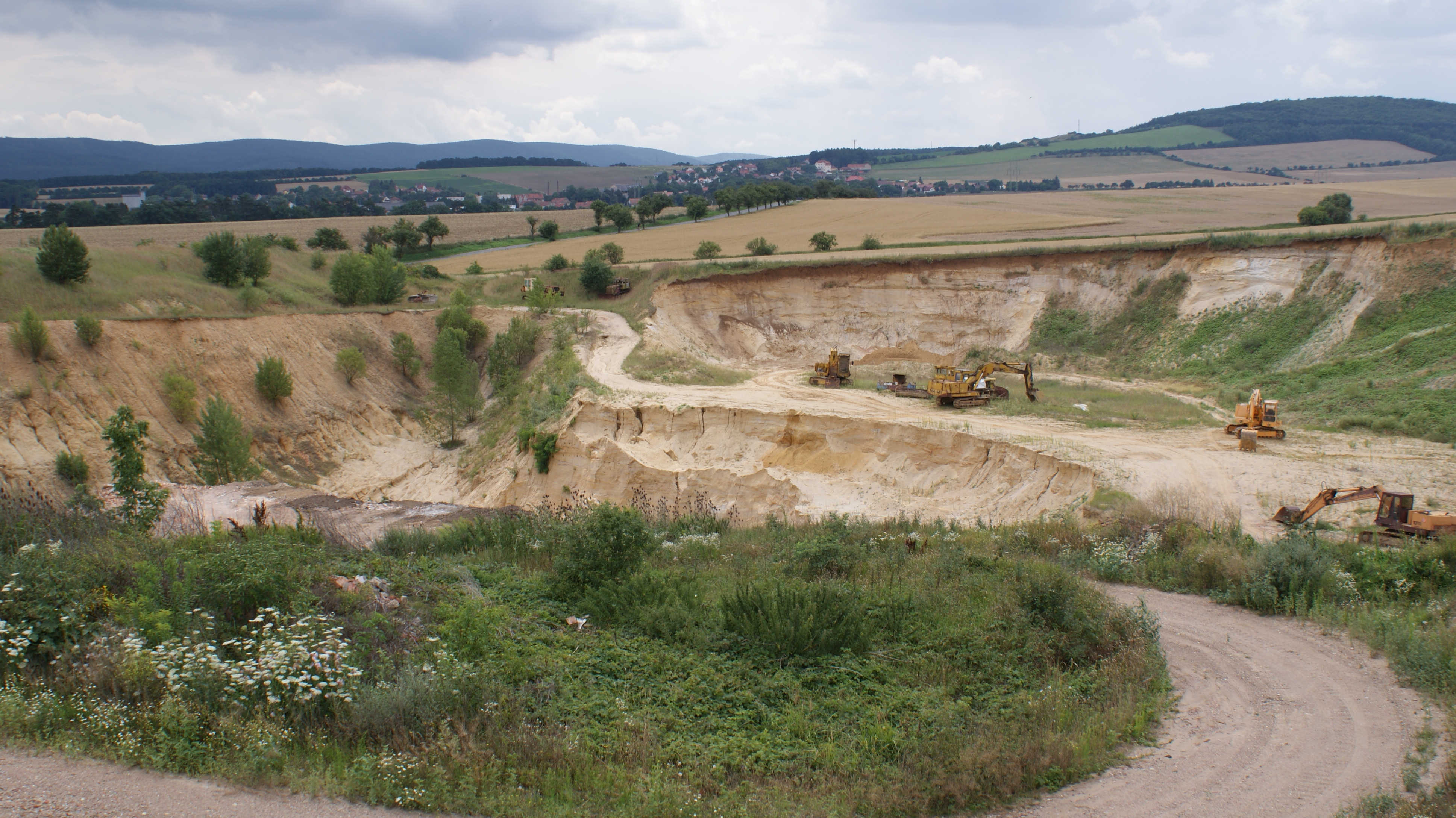
A 10 Pískovna v Bělči
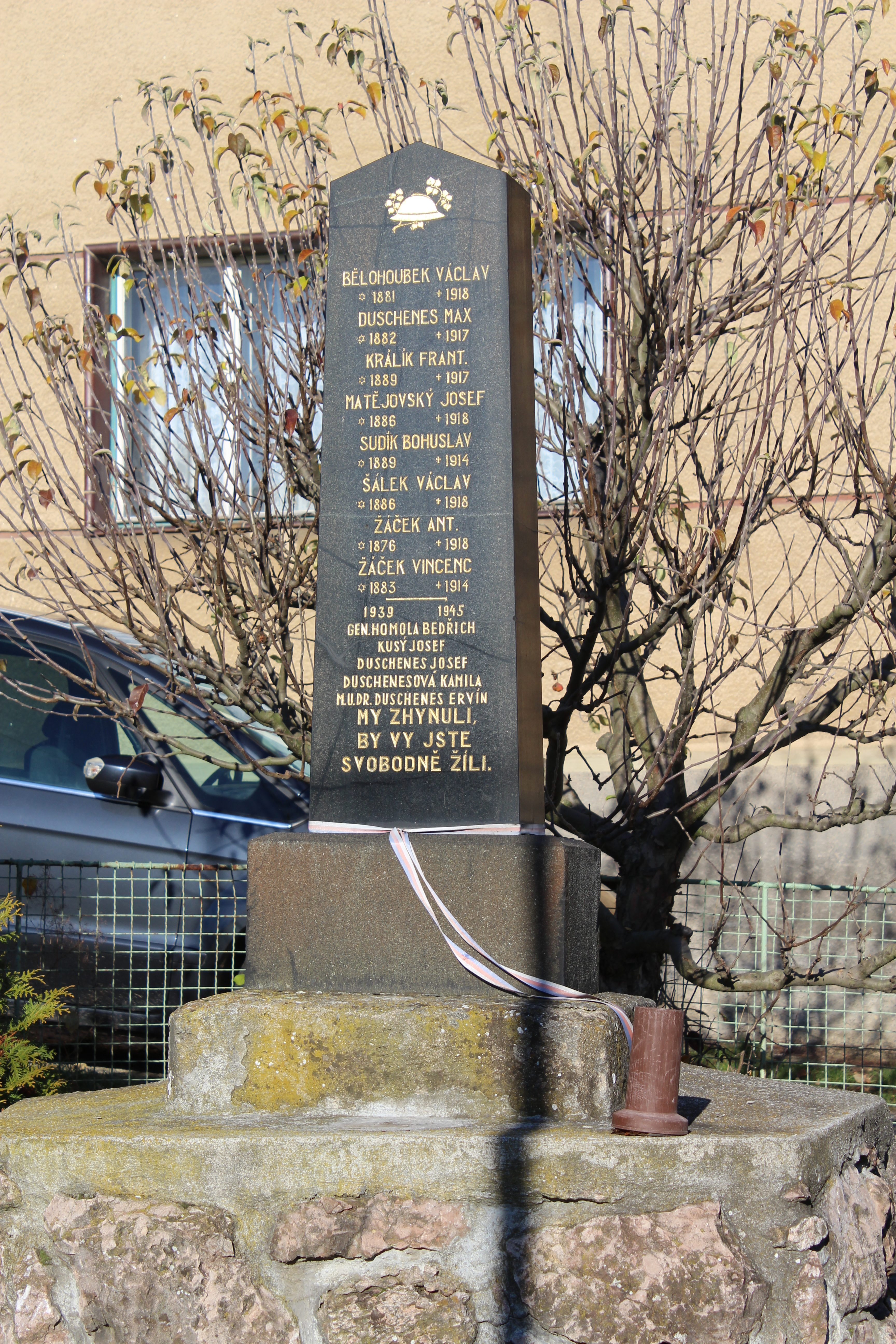
A 11 – 1 Pomník v Bělči
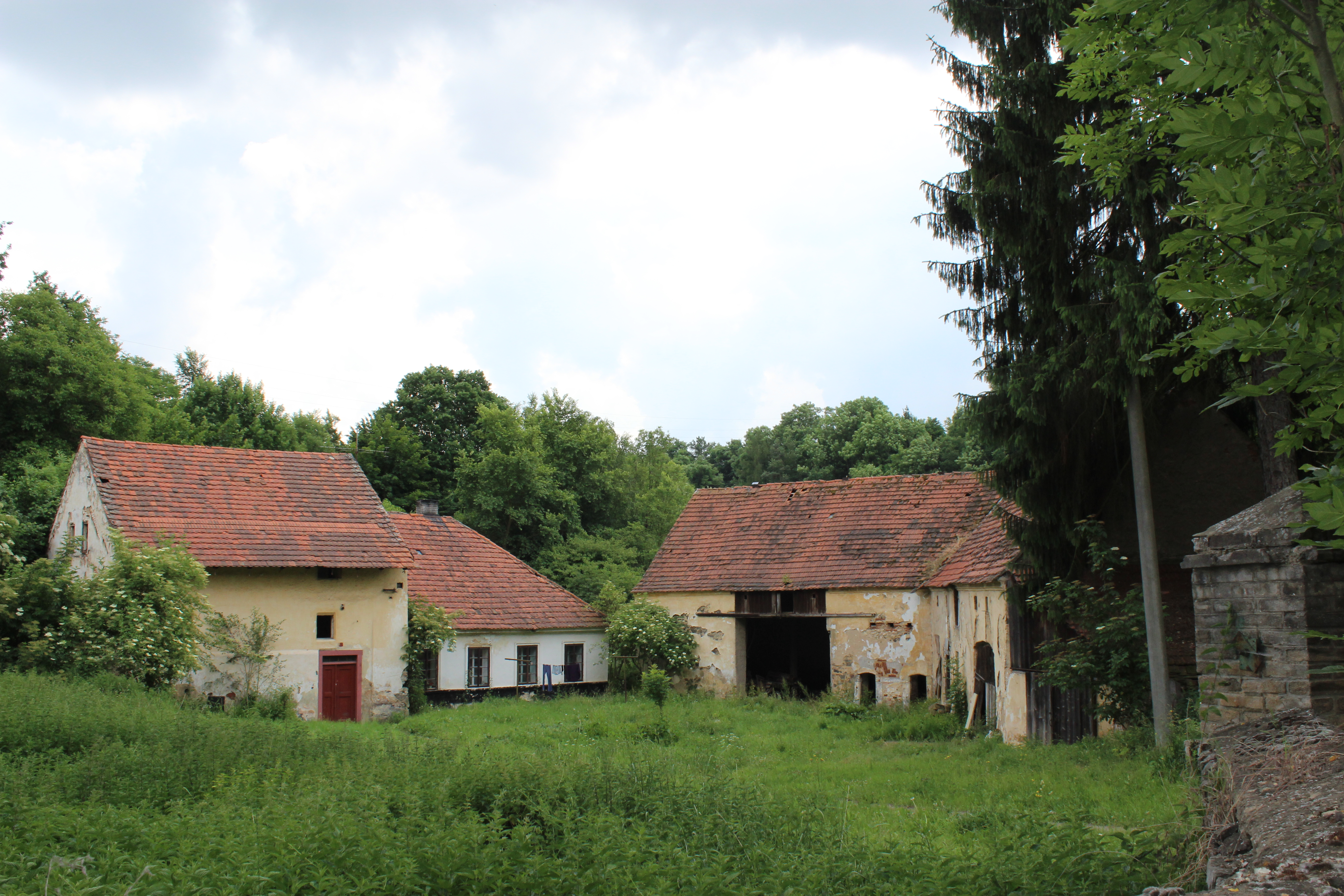
A 11 – 2 Mlýn u Bělče
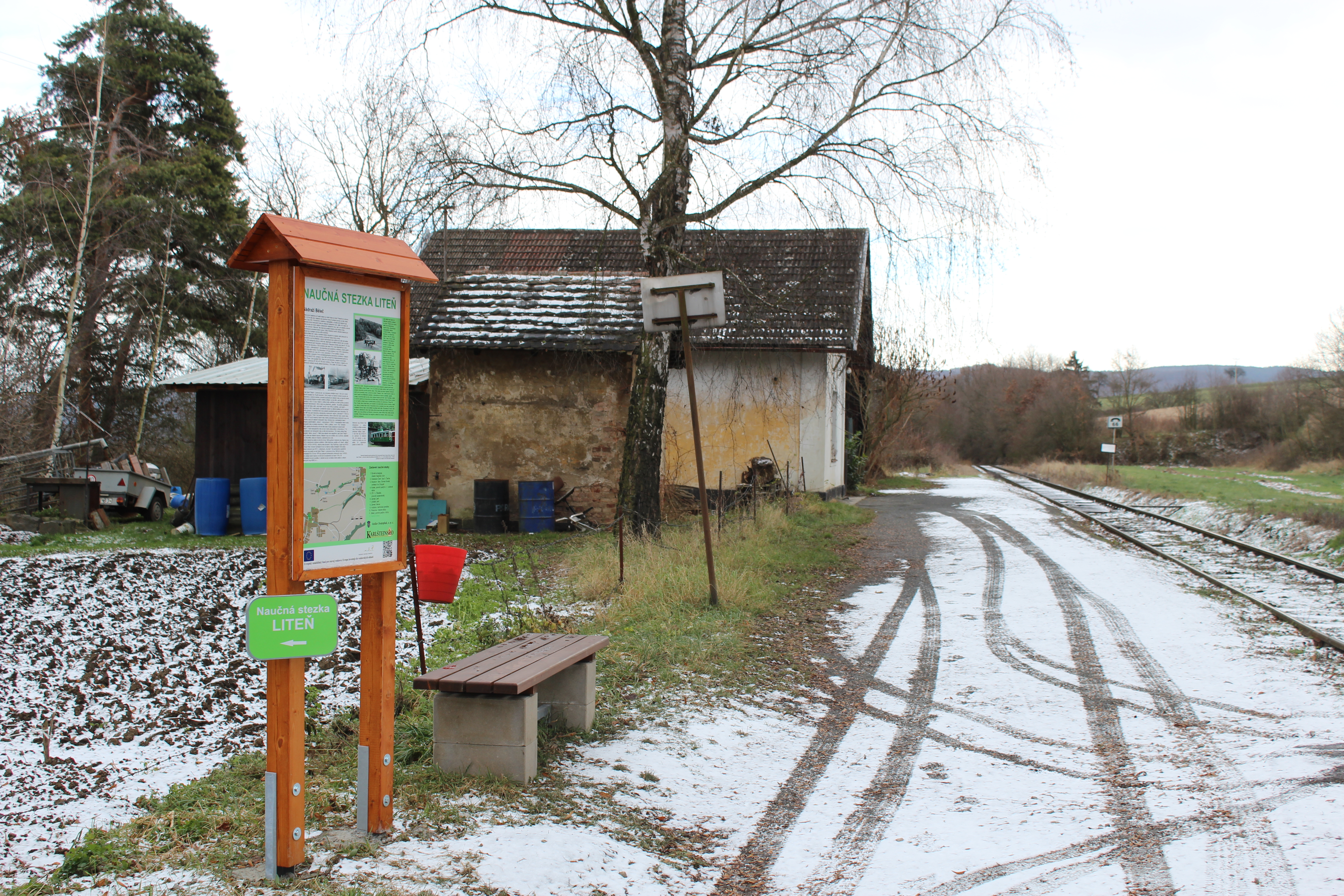
A 12 Nádraží Běleč
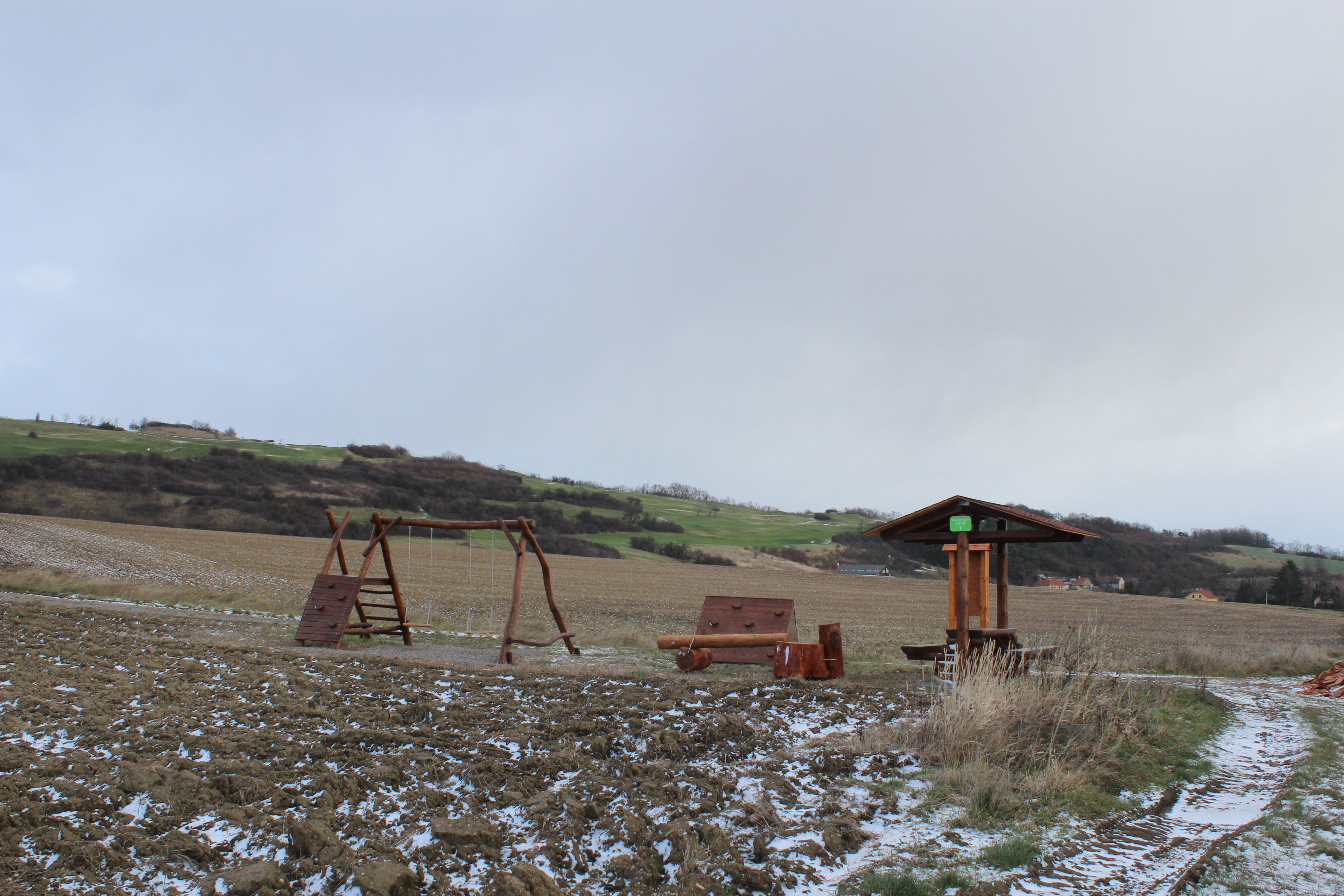
A 13 Pískovna Běleč

## Žlutá stezka

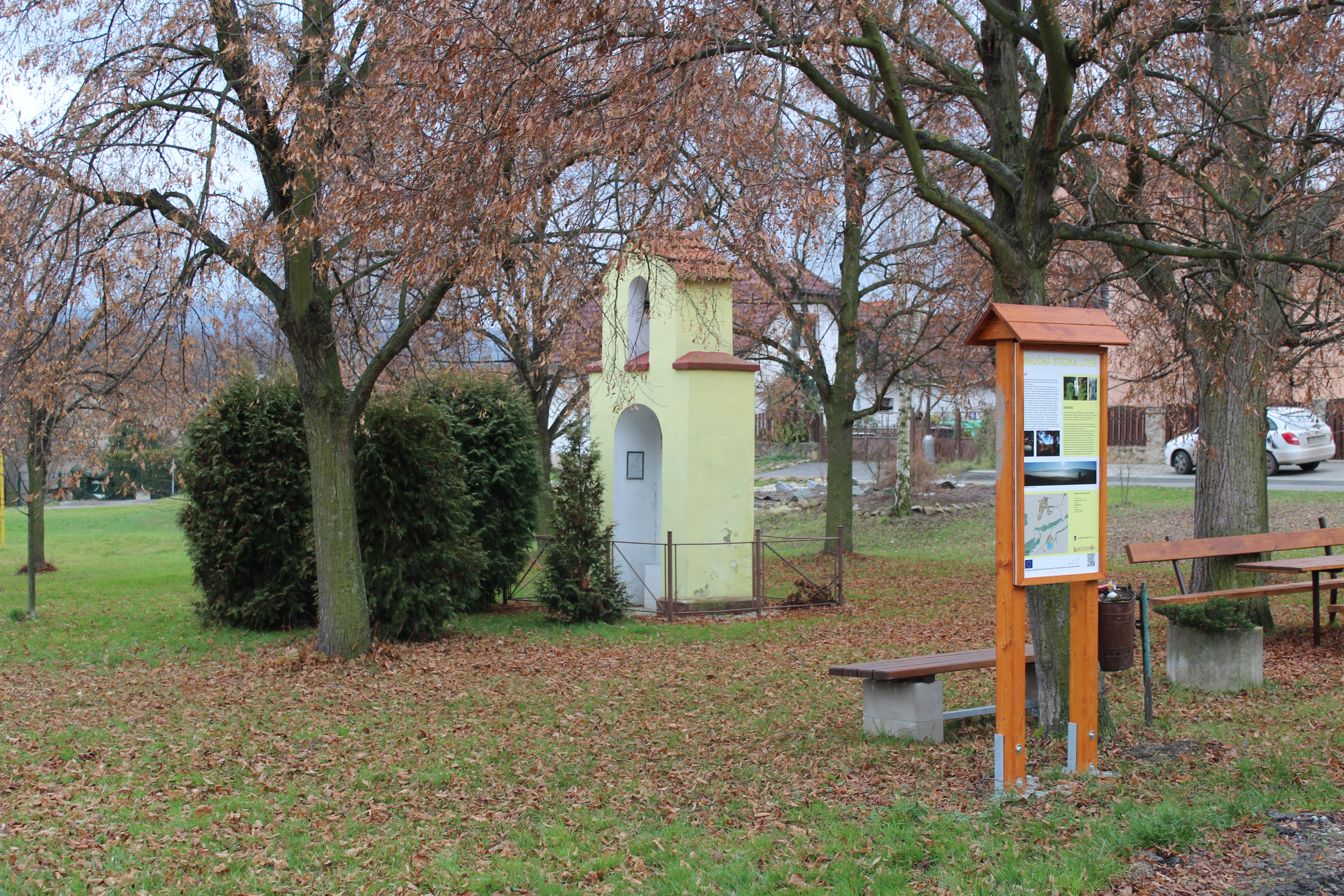
Kaplička v Leči

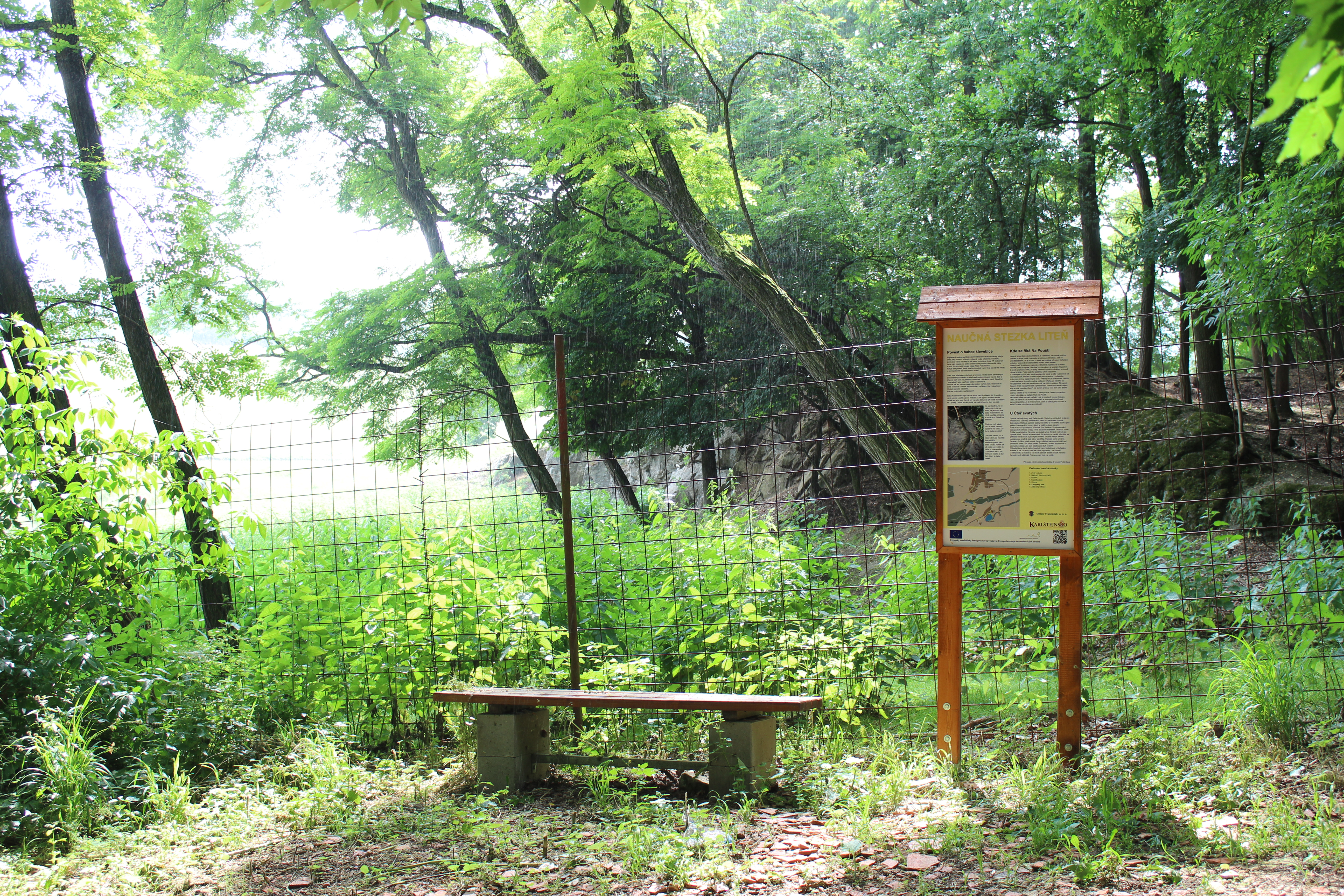
Zastavení u Babky klevetilky

### B1. Obora
Obora za Litní nabízí návštěvníkovi pohled na chov jelenů a daňků.

### B2. Skuhrov
Na žluté stezce vede silnice z Litně přes železniční trať 172 směrem k obci Leč přes Skuhrov kolem železniční zastávky s čekárnou z doby stavby trati v roce 1901.

### B3. Mlýny
Žlutá stezka vede k Pustému rybníku v Leči, na kterém se při povodni v květnu 1844 prováděla protipovodňová opatření za účasti vojenských oddílů.

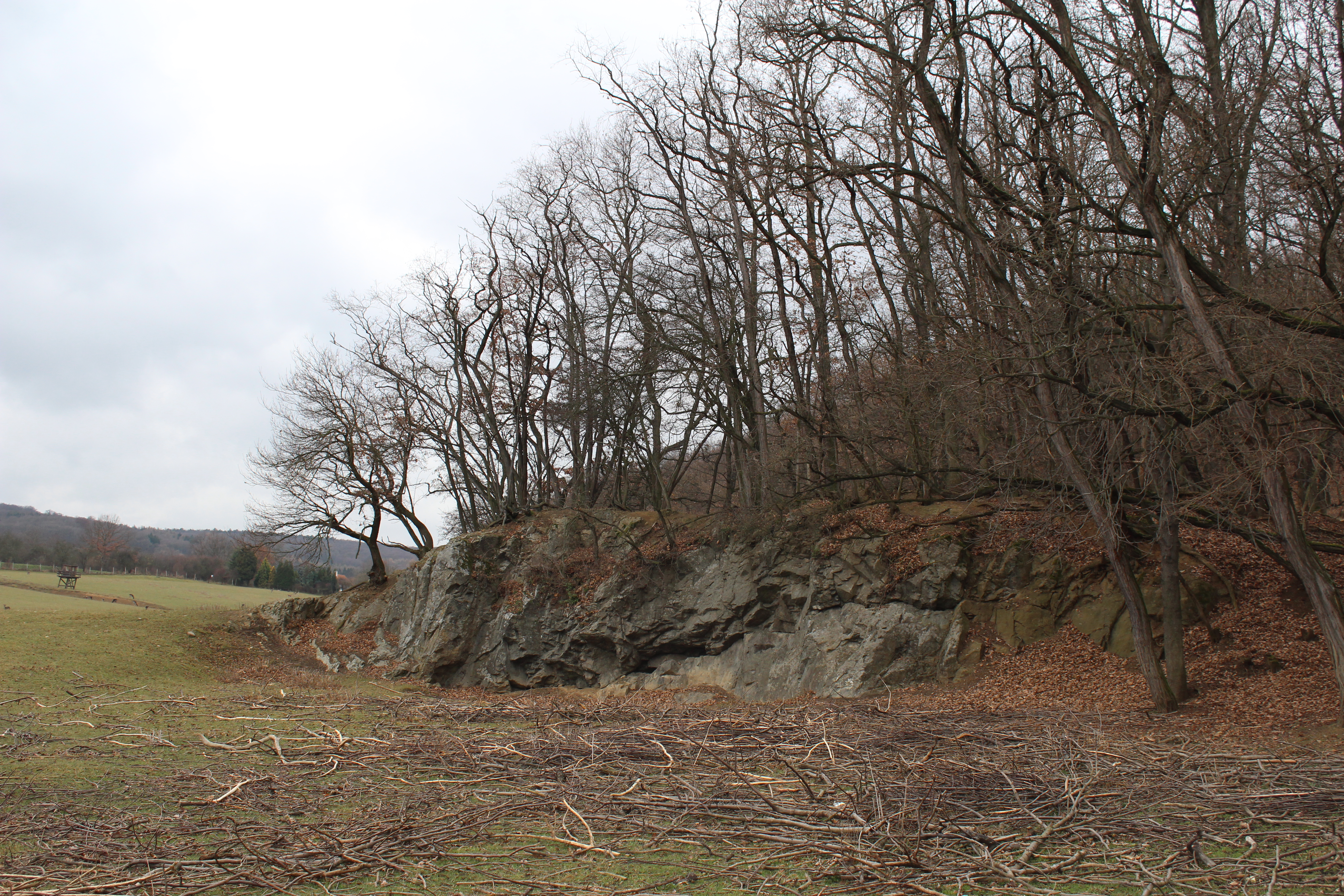
Obora u skalního útvaru Babka klevetilka

### B4. Leč
Za železničním přejezdem přes trať 172 vede žlutá stezka na východ k obci Leč s kapličkou z roku 1899 s křížkem vysvěceným v roce 1875 liteňským kaplanem Václavem Benešem Třebízským.

### B5. Obora
Na jižním okraji Litně směrem na Leč v lokalitě Pod Cihlenou je vlevo od silnice obora s chovem daňka evropského a v zatáčce u silnice památný strom evidovaný jako Dub letní Pod Cihelnou.

### B6. Babka
Nedaleko židovského hřbitova vede žlutá stezka k lokalitě Na poušti kolem skalního útvaru s názvem Babka klevetilka podle pověsti o zkamenělé klevetivé trhovkyni.

### B7. Hřbitov
Židovský hřbitov z roku 1680 na kraji lesa jižně od Litně s přibližně 400 barokními a klasicistními náhrobky, márnicí a s domem hrobníka je kulturní památkou. 49°53′45″ s. š., 14°8′38″ v. d.)

### Galerie žluté stezky

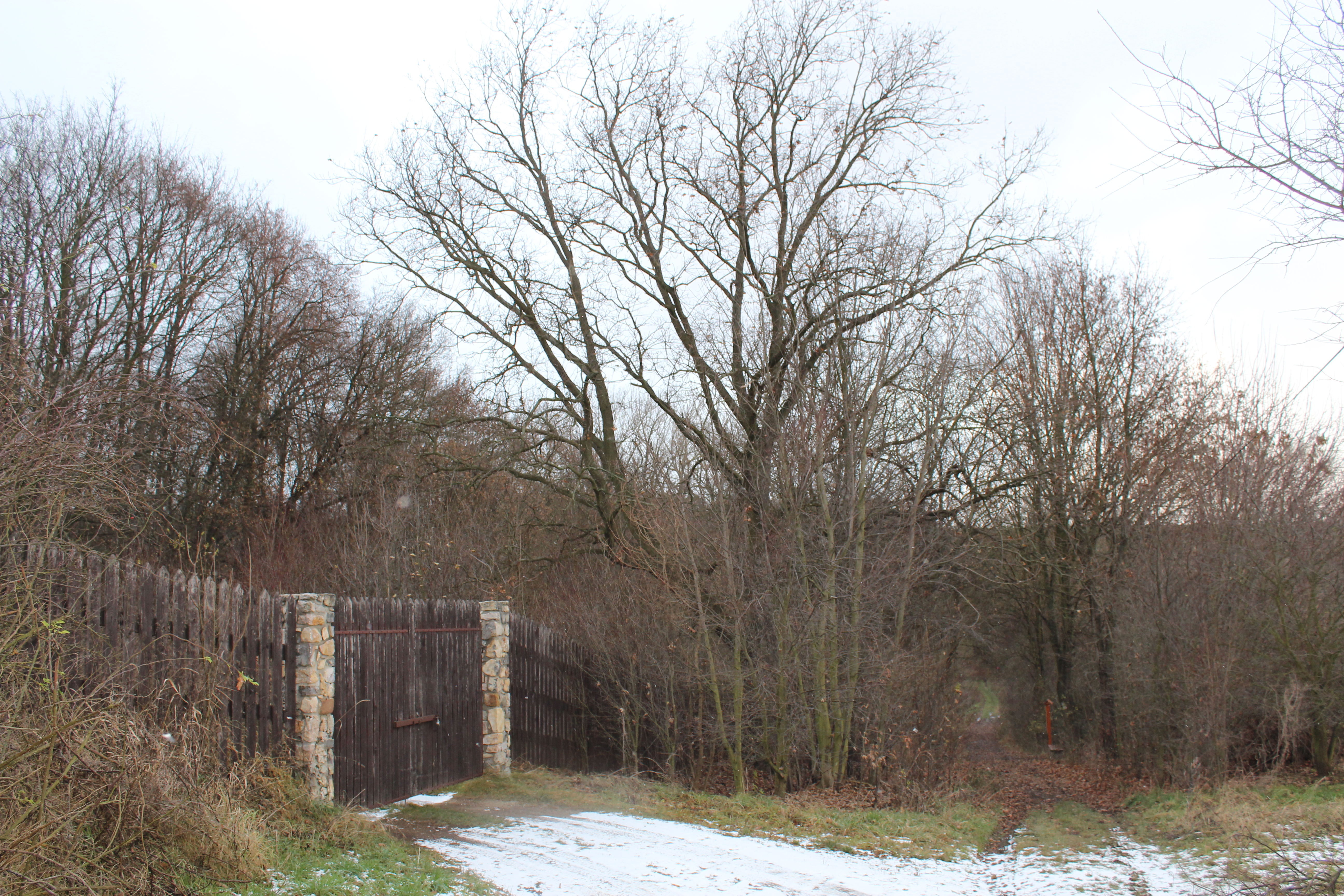
B 1 Obora
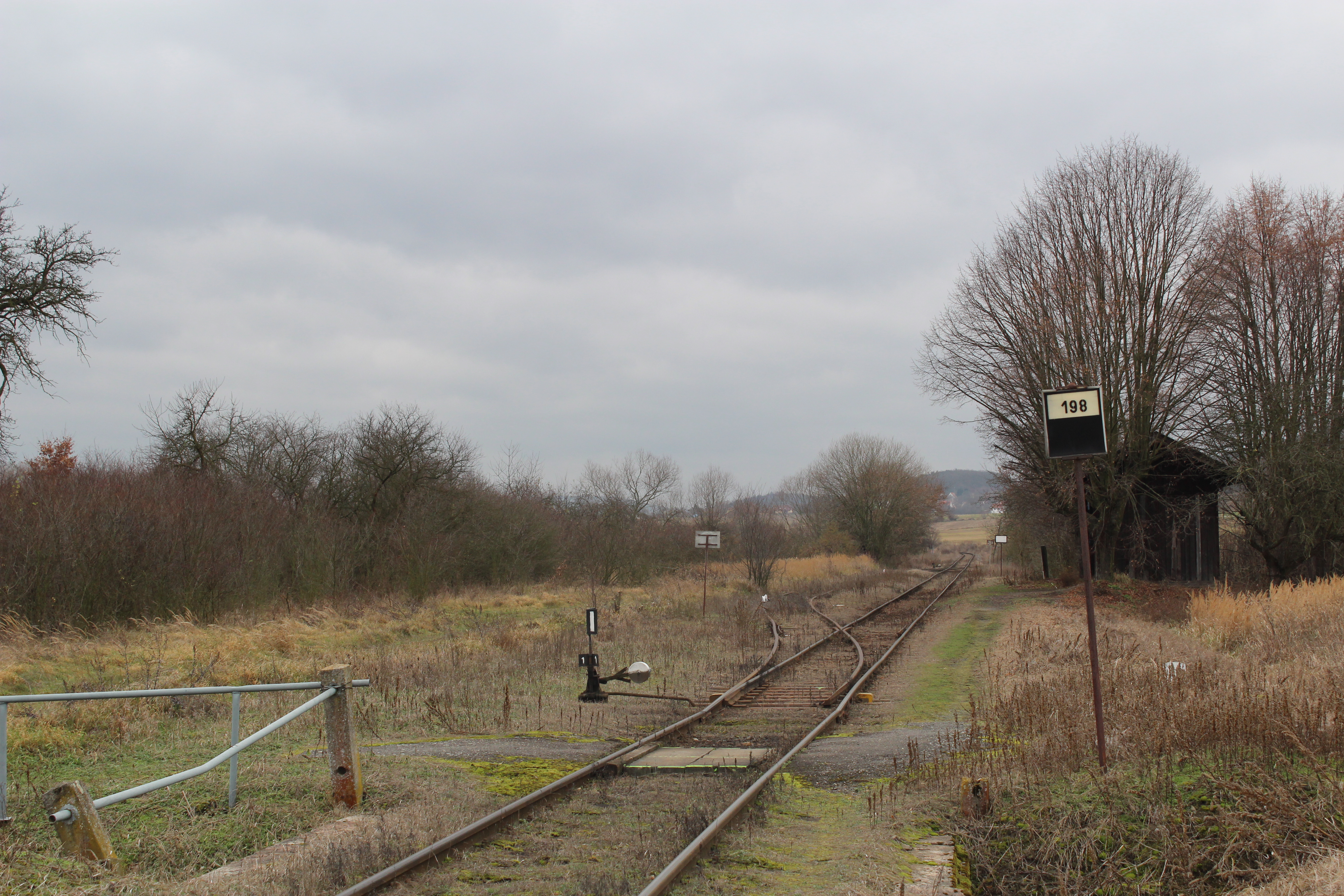
B 2 Železniční zastávka Skuhrov pod Brdy
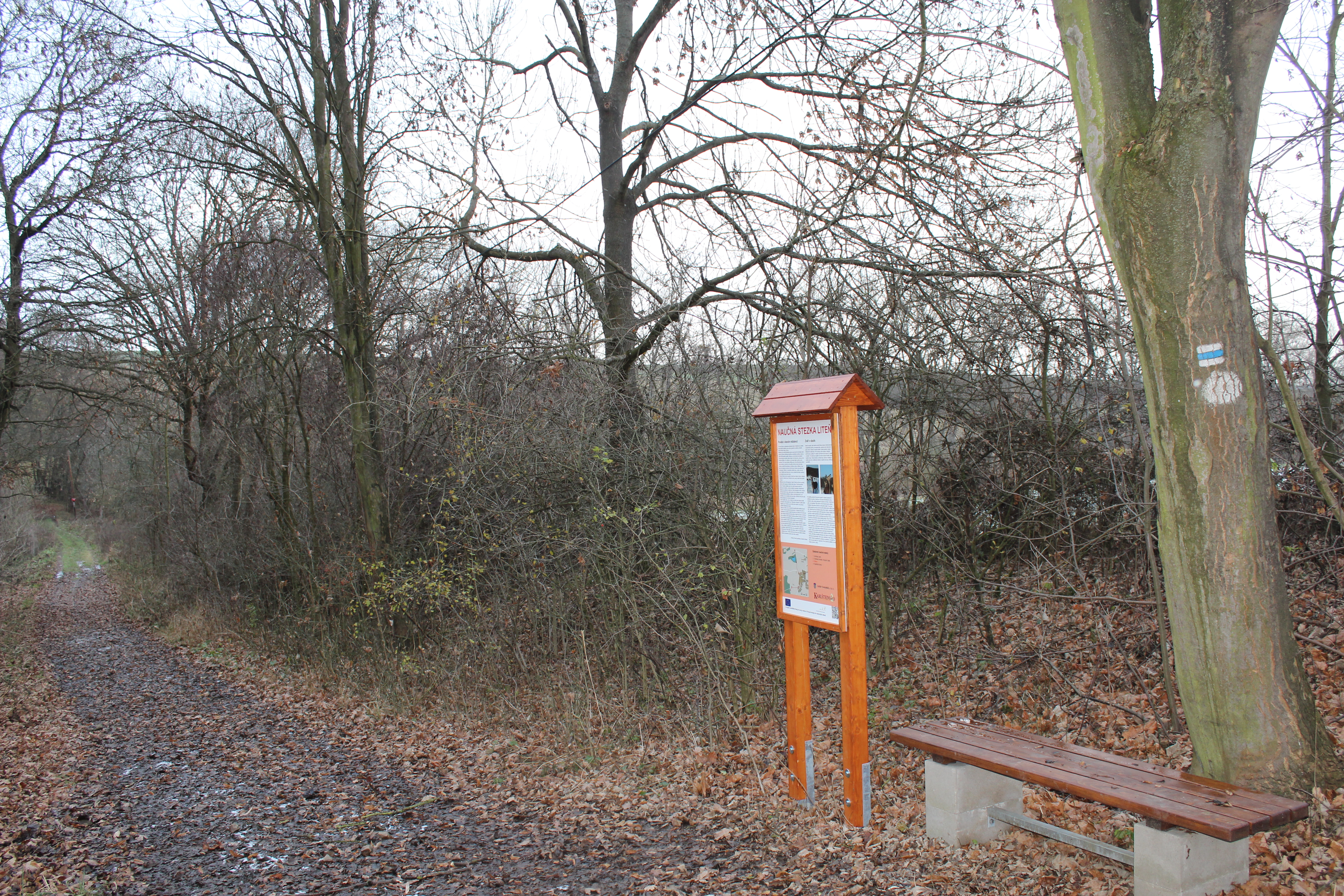
B 3 U Pustého rybníka
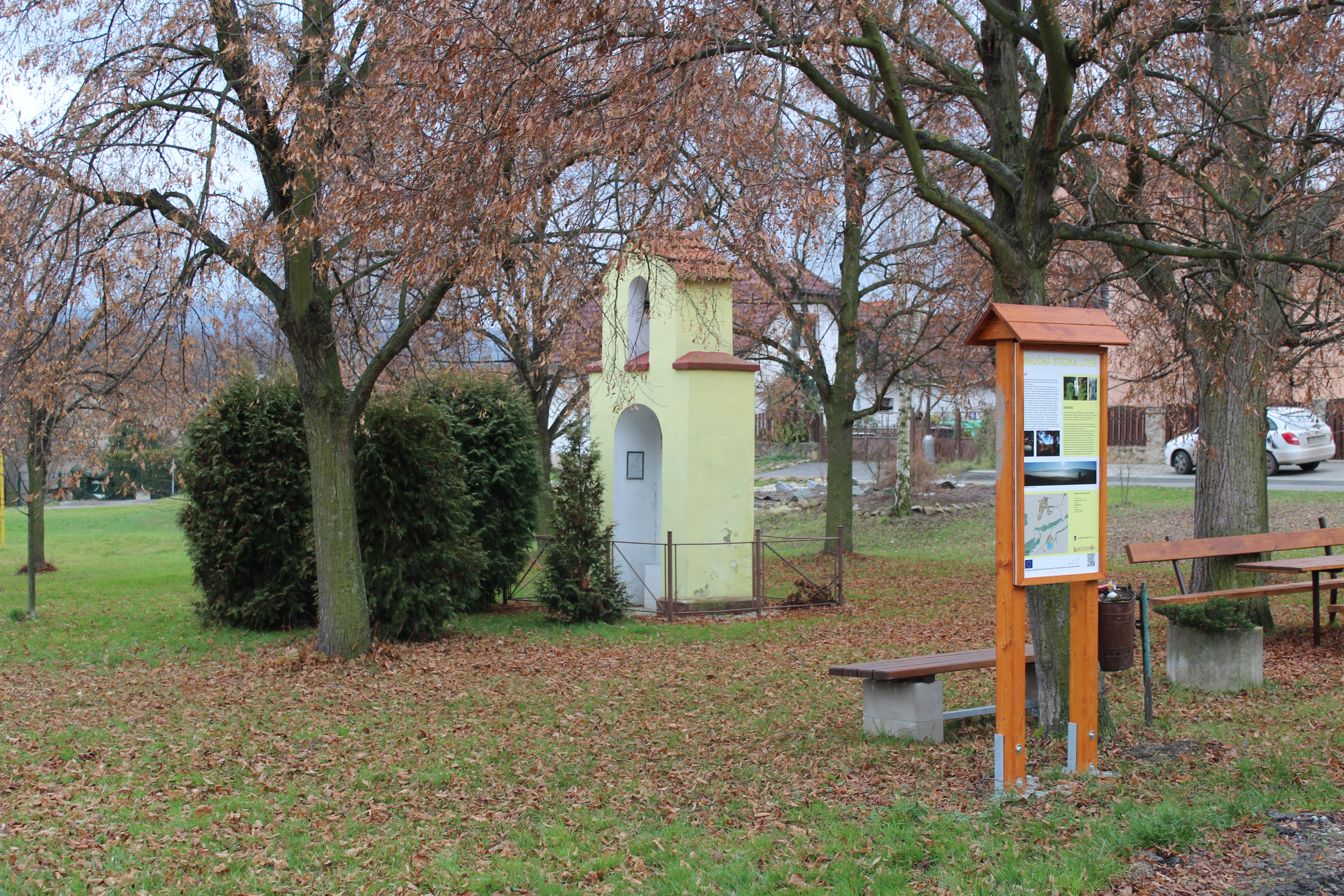
B 4 Kaplička v Leči
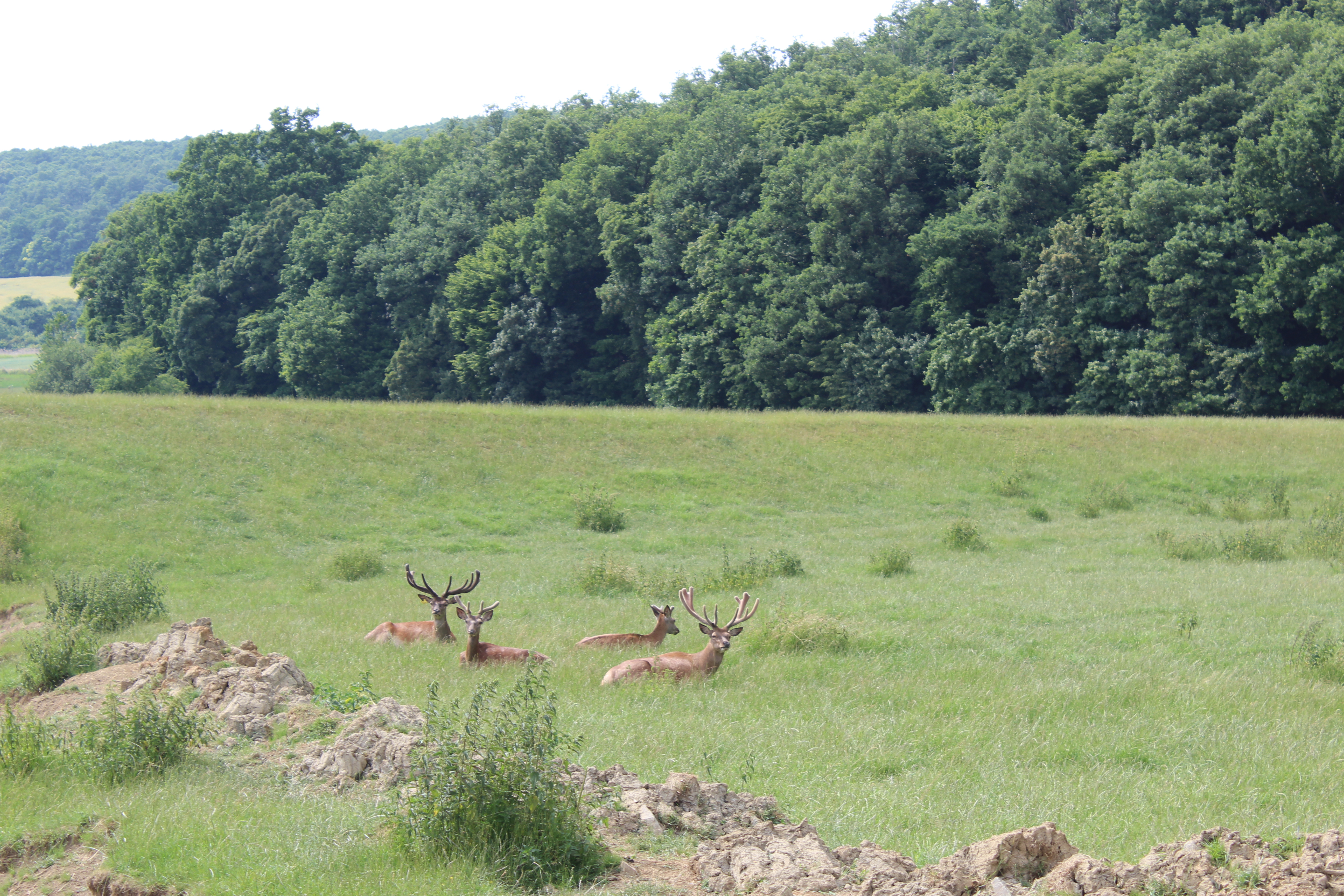
B 5 Jeleni v oboře
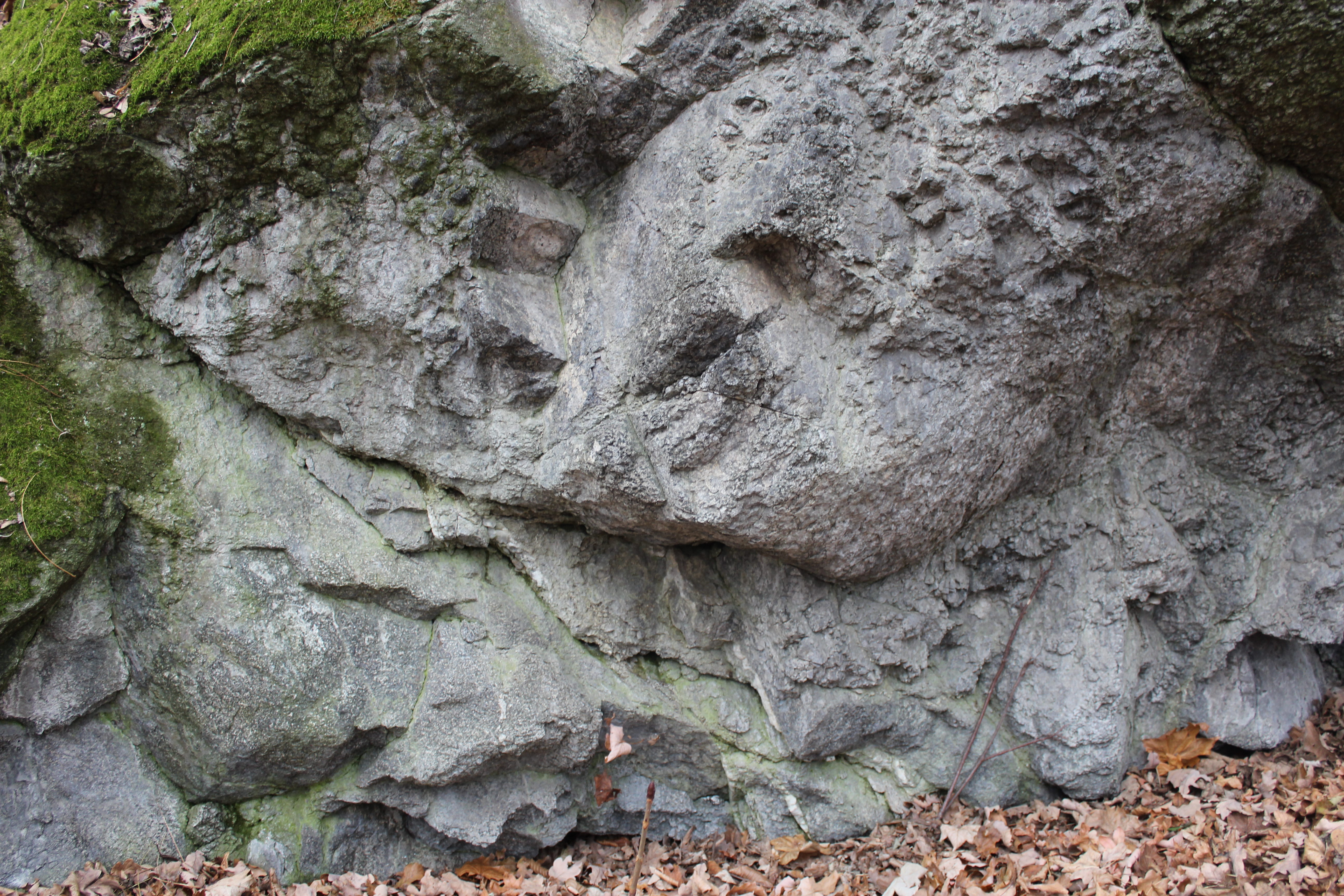
B 6 Babka klevetilka
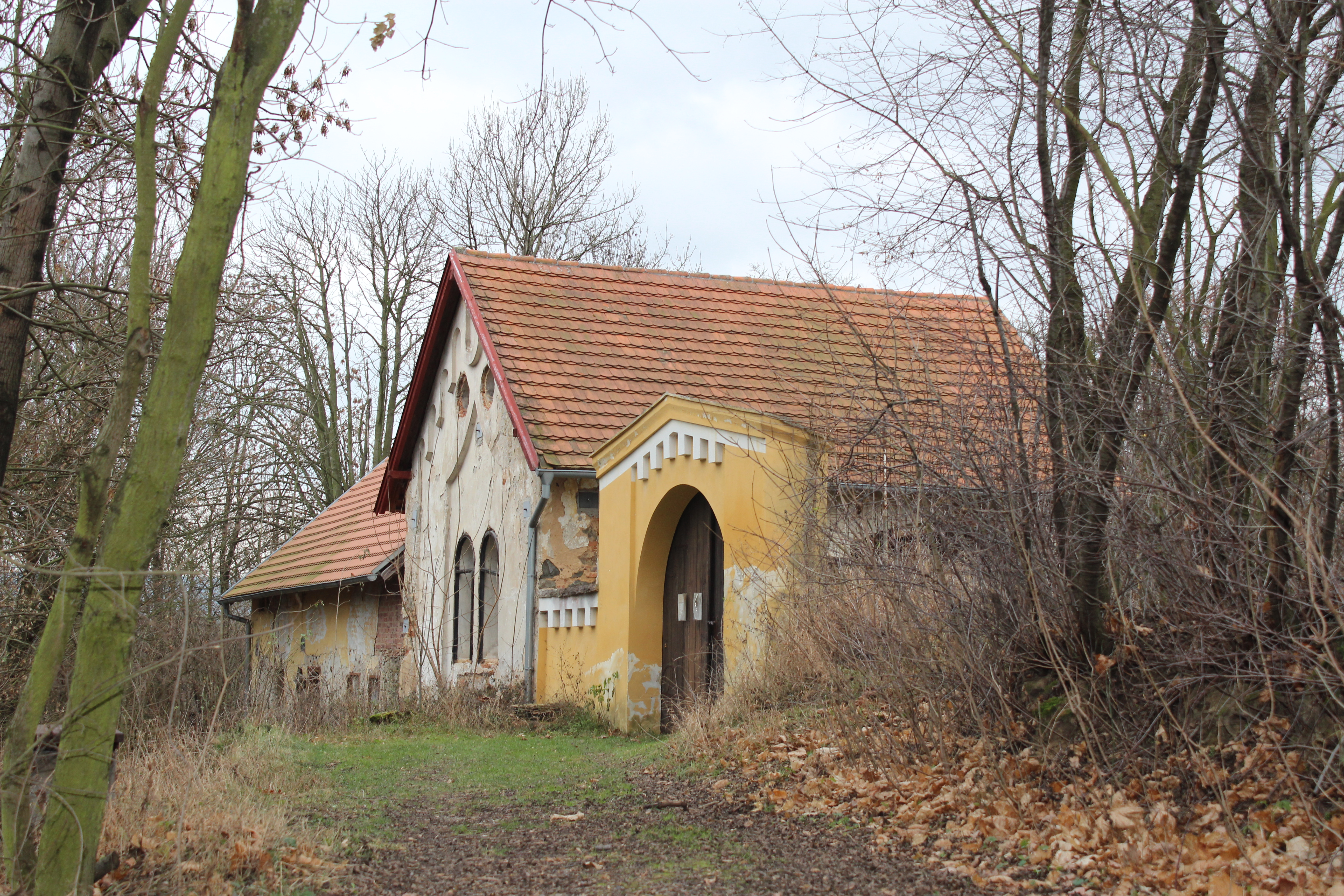
B 7 Židovský hřbitov
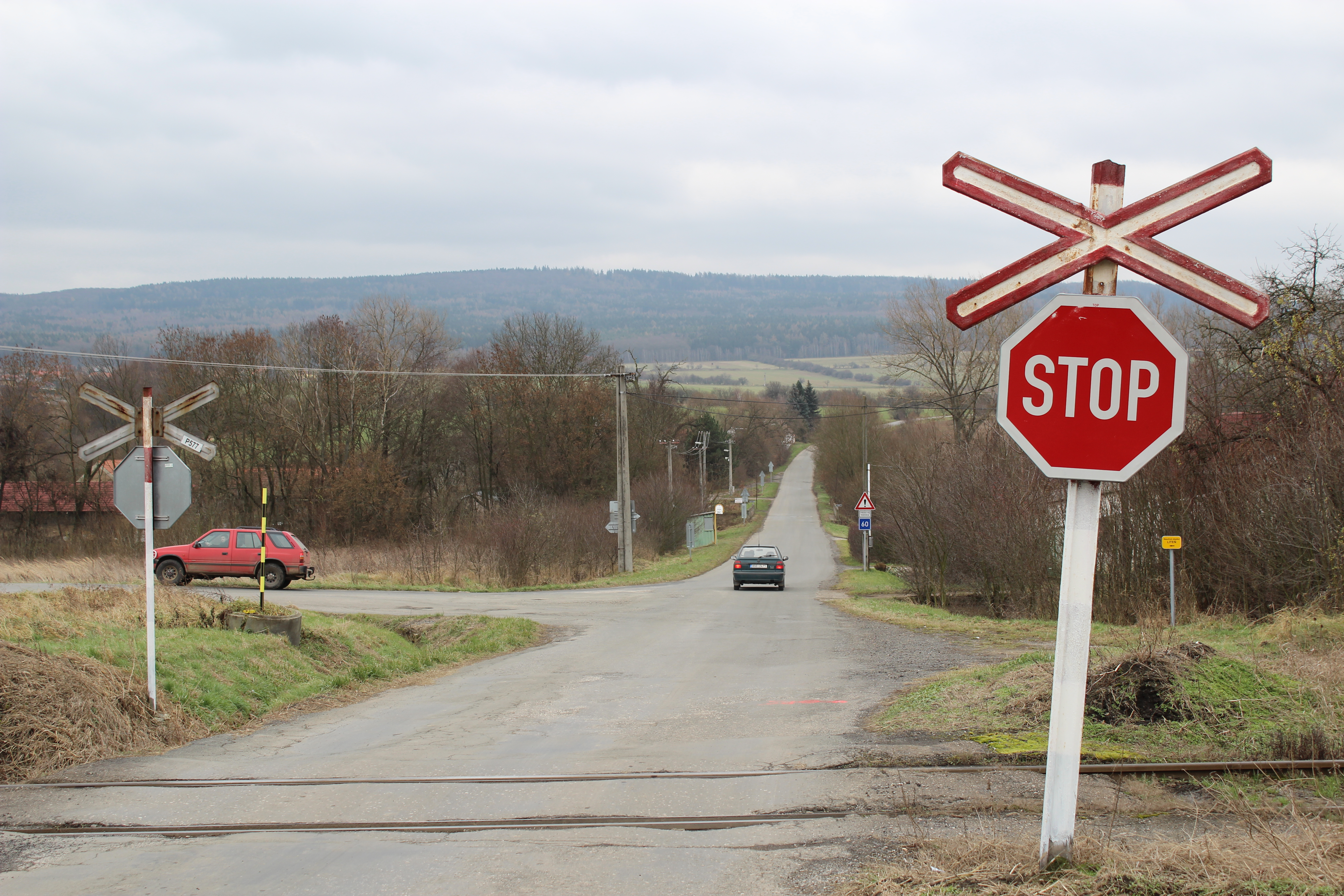
Trať č. 172 před Lečí
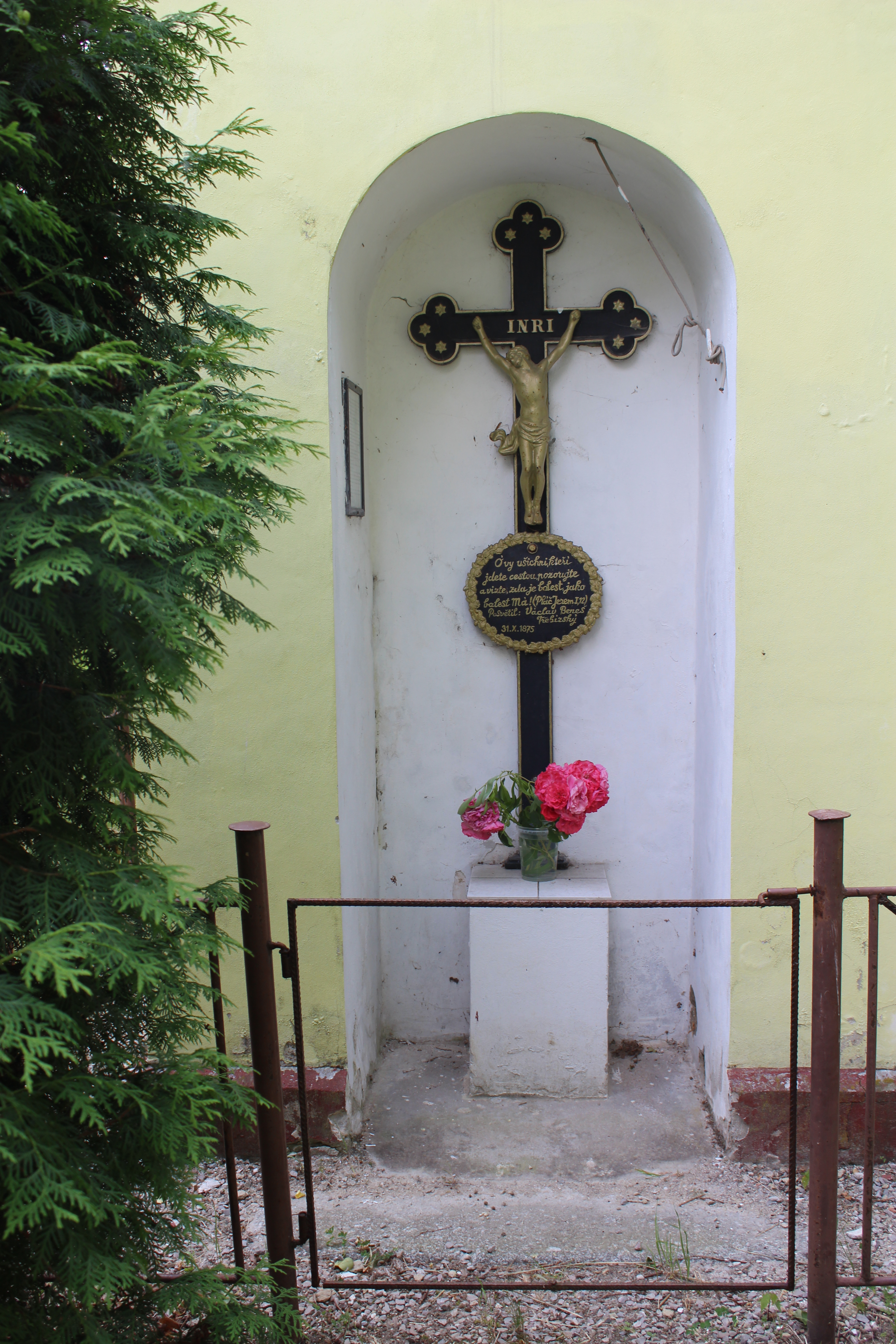
Křížek v kapličce v Leči
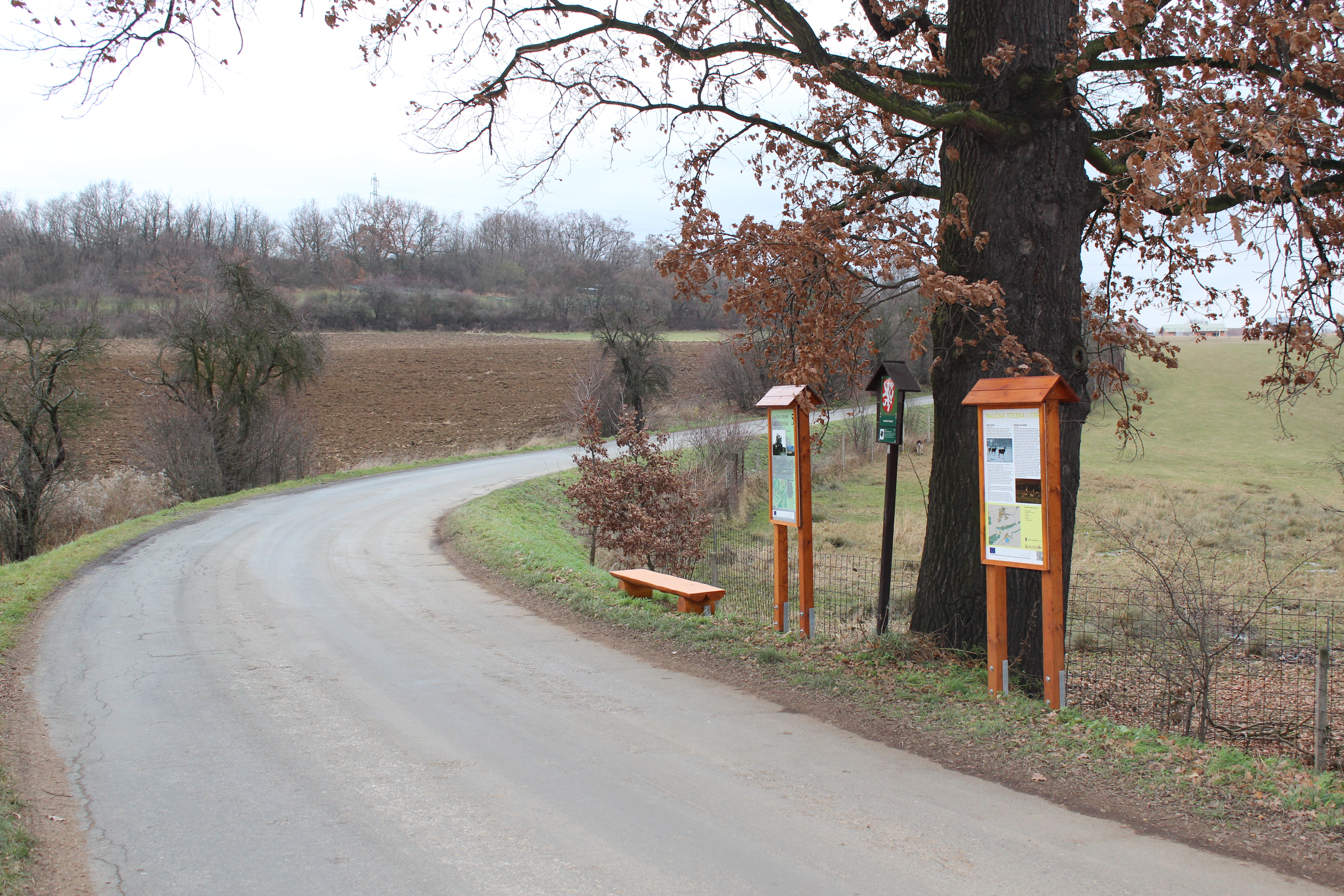
Památný dub letní Pod Cihelnou

## Modrá stezka

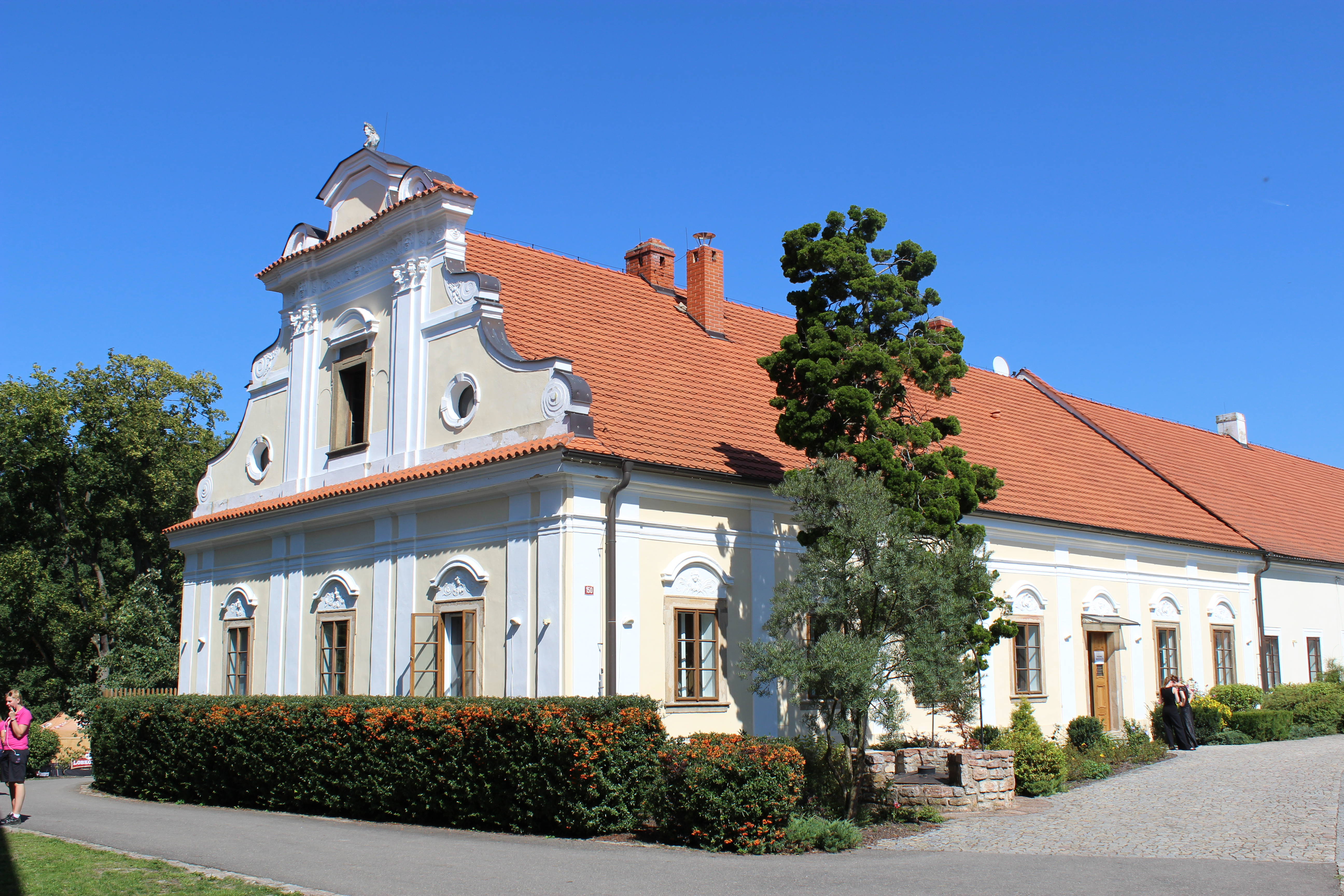
Čechovna

### C1. Čechovna
Barokní dům správce panství u liteňského zámku svým vžitým názvem Čechovna a pamětní deskou (1925) s nápisem ZDE ŽIL SVATOPLUK ČECH. OD 1853–1856 připomíná pobyt básníka Svatopluka Čecha, jehož otec František J. Čech byl správcem liteňského panstvía je jako součást zámku kulturní památkou.

### C2. Nádraží Liteň
Nádraží Liteň bylo postaveno jako úvraťová železniční stanice v roce 1901 v rámci výstavby železniční trať 172 Zadní Třebaň – Lochovice.

### C3. Kapličky

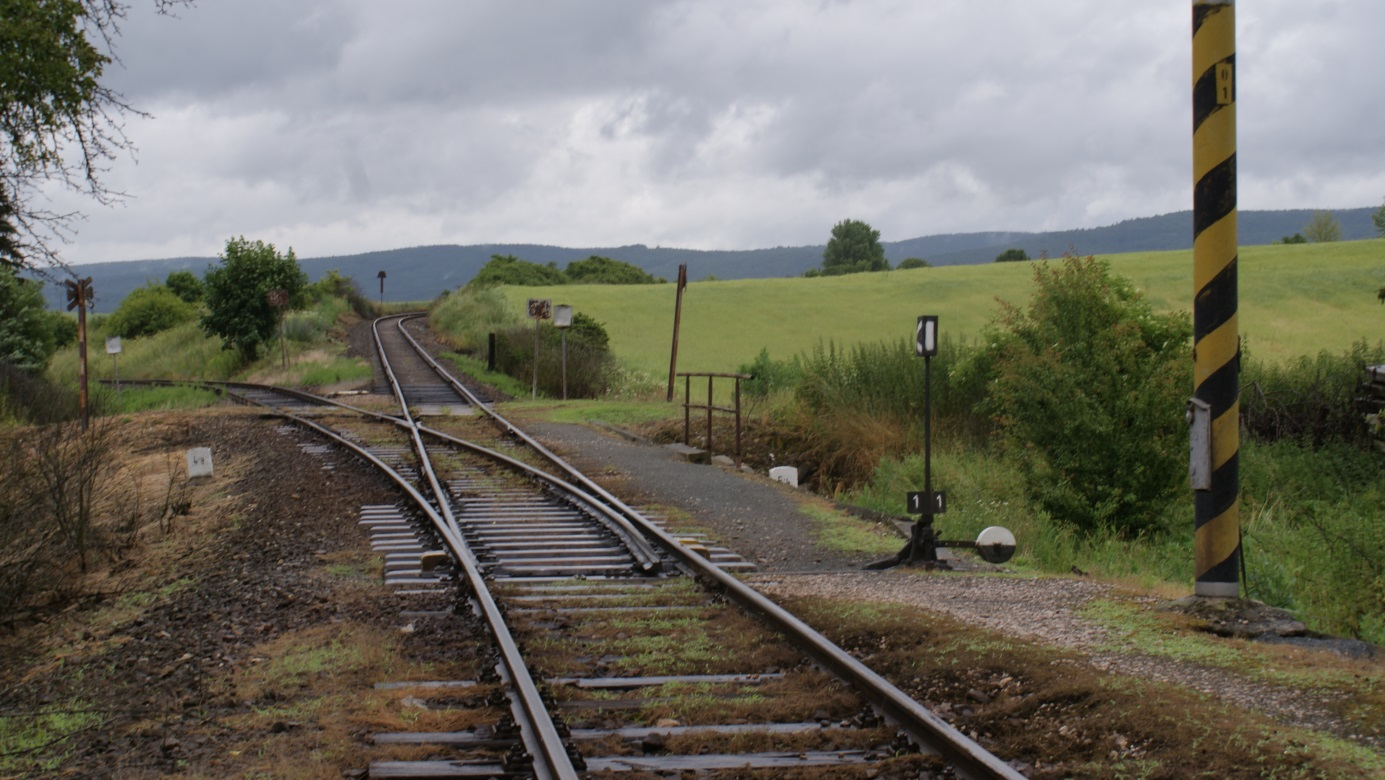
Výhybka v úvraťové stanici Liteň

Drobné sakrální stavby v Litni reprezentují dvě kapličky: boží muka na východním okraji Litně na křižovatce silnice z Litně na Všeradice a Zadní Třebaň a Svinaře a Kaple svatého Jana Nepomuckého výklenková kaple se sochou sv. Jana Nepomuckého v ohradní zdi kostela sv. Petra a Pavla, s nímž je zapsána jako kulturní památka.

### C4. Hrobka
Hrobka rodiny Daubkovy na východním konci Nádražní ulice v anglickém parku. s pohřební kaplí ve stavebním slohu neorenesance byla postavena v roce 1888 podle návrhu architekta Antonína Wiehla se sochařskou výzdobou Josefa Václava Myslbeka a je kulturní památkou.

### Galerie modré stezky

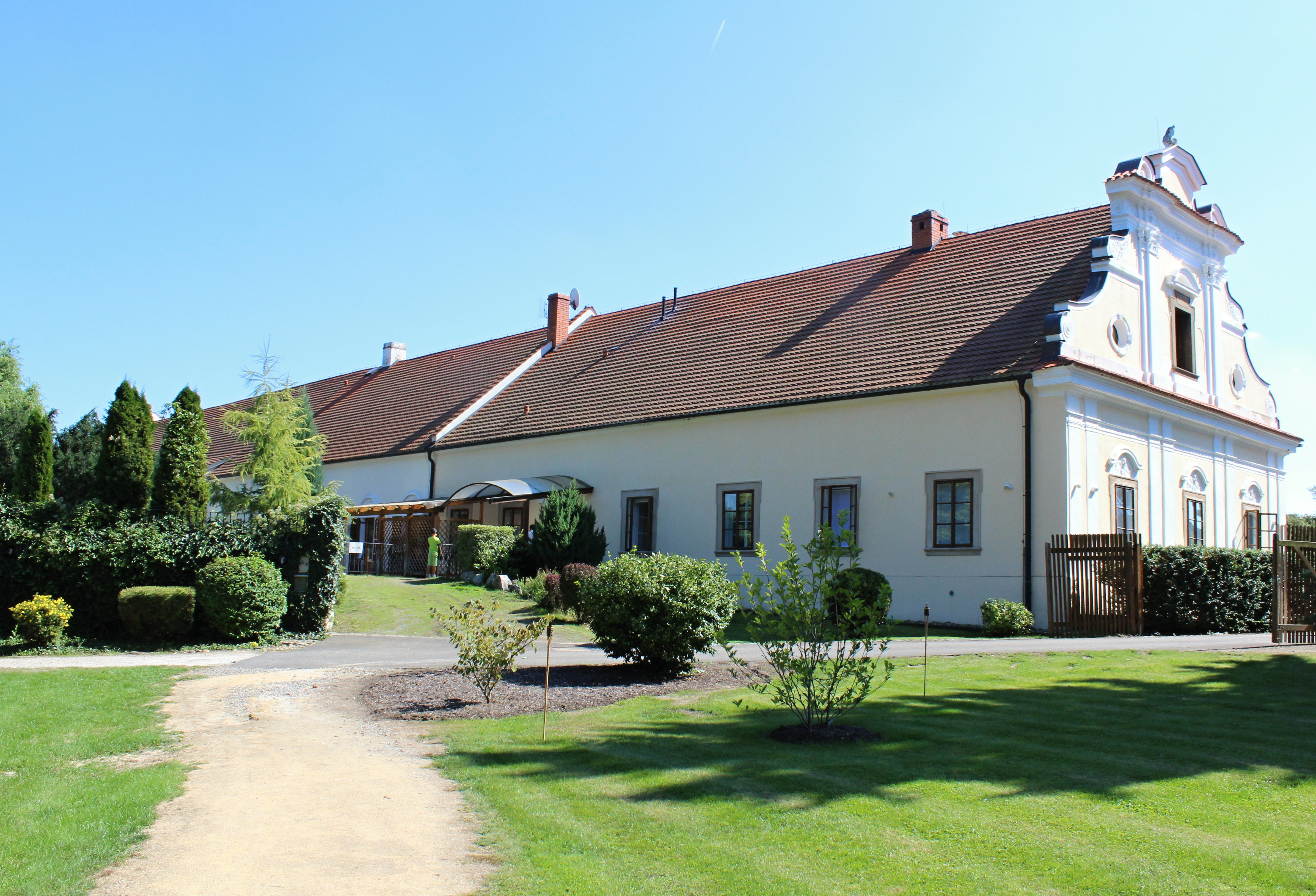
C 1 Čechovna
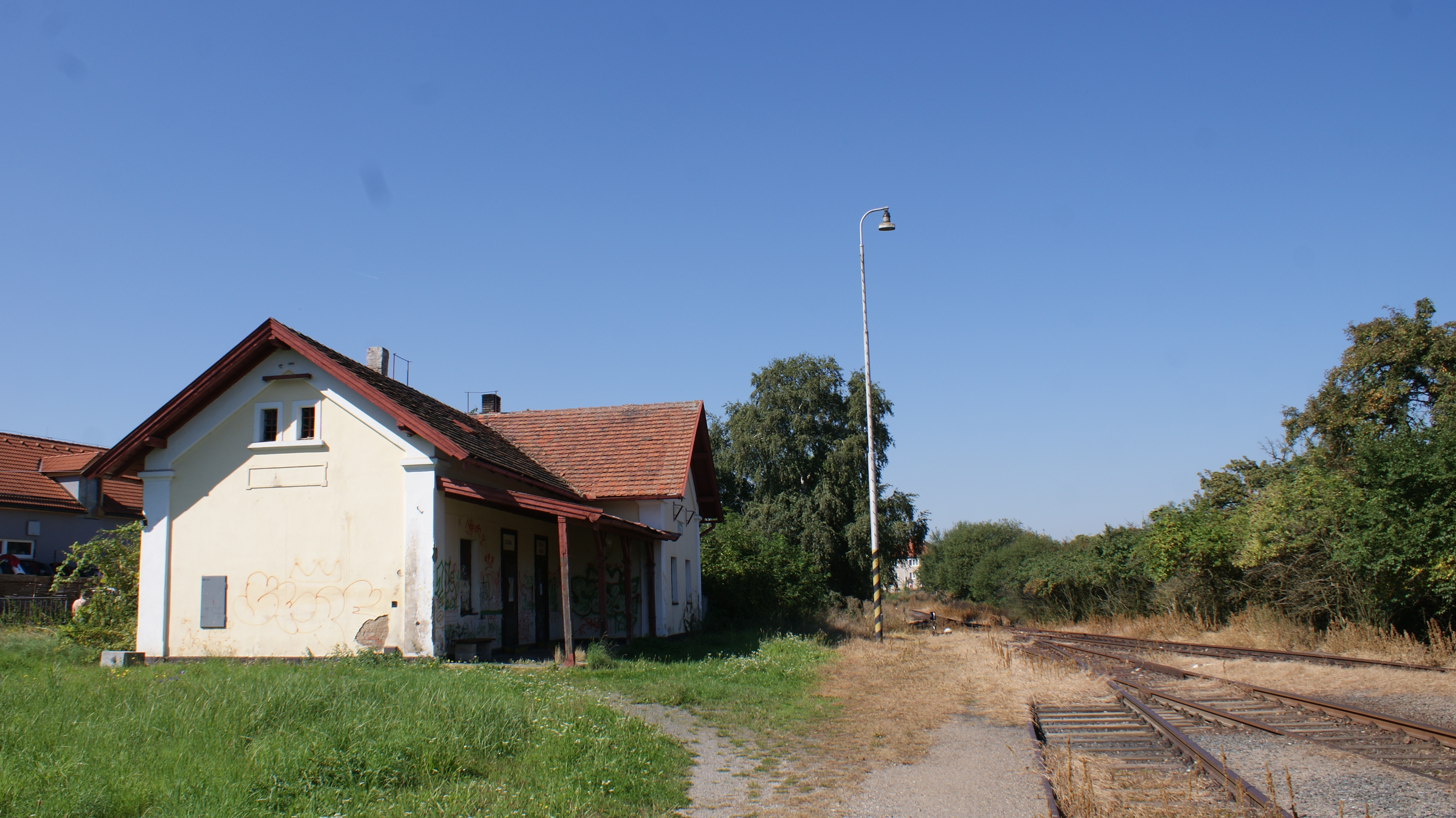
C 2 Nádraží Liteň
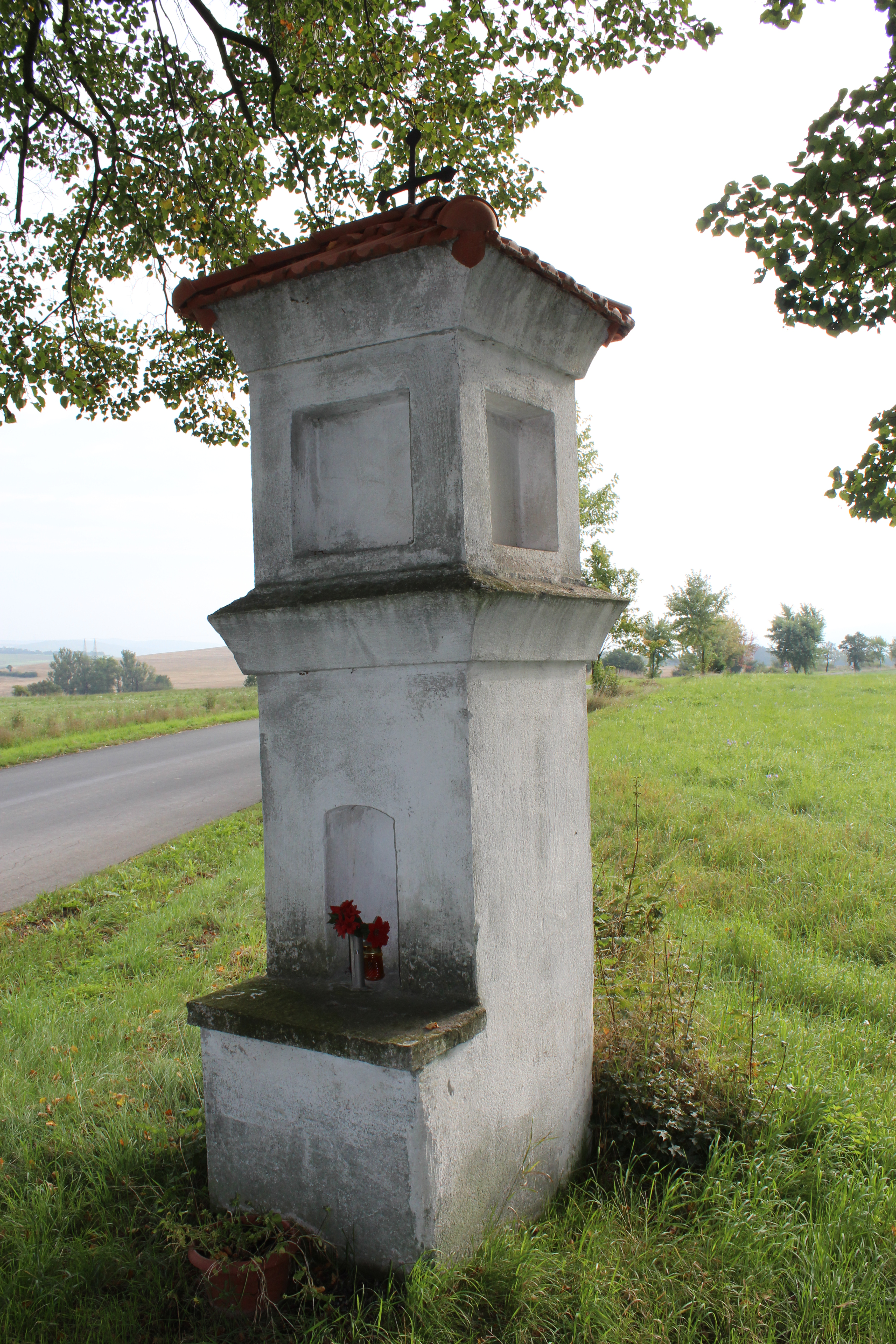
C 3 Boží muka na křižovatce na Svinaře
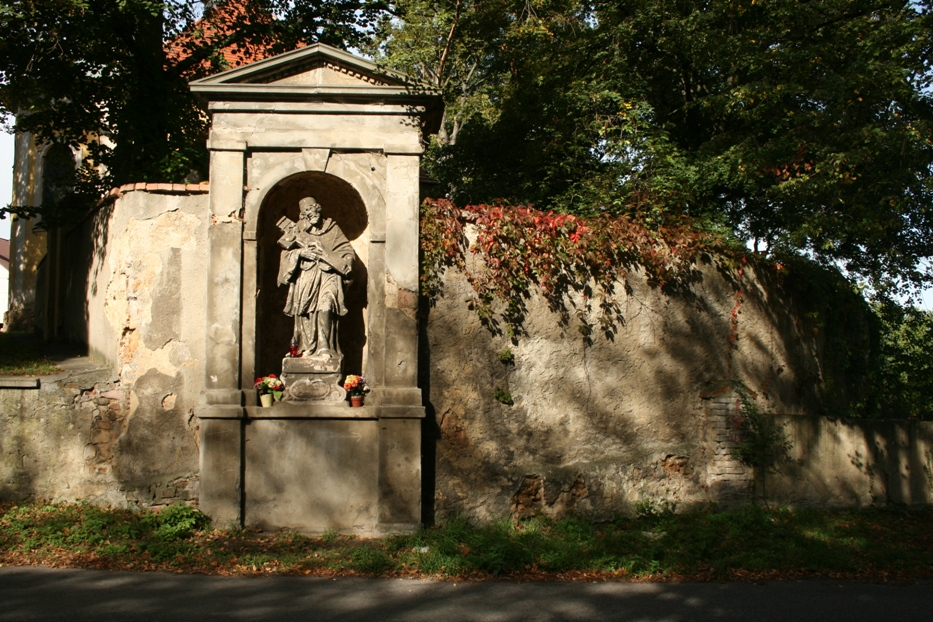
C 3 Výklenková kaple sv. Jana Nepomuckého
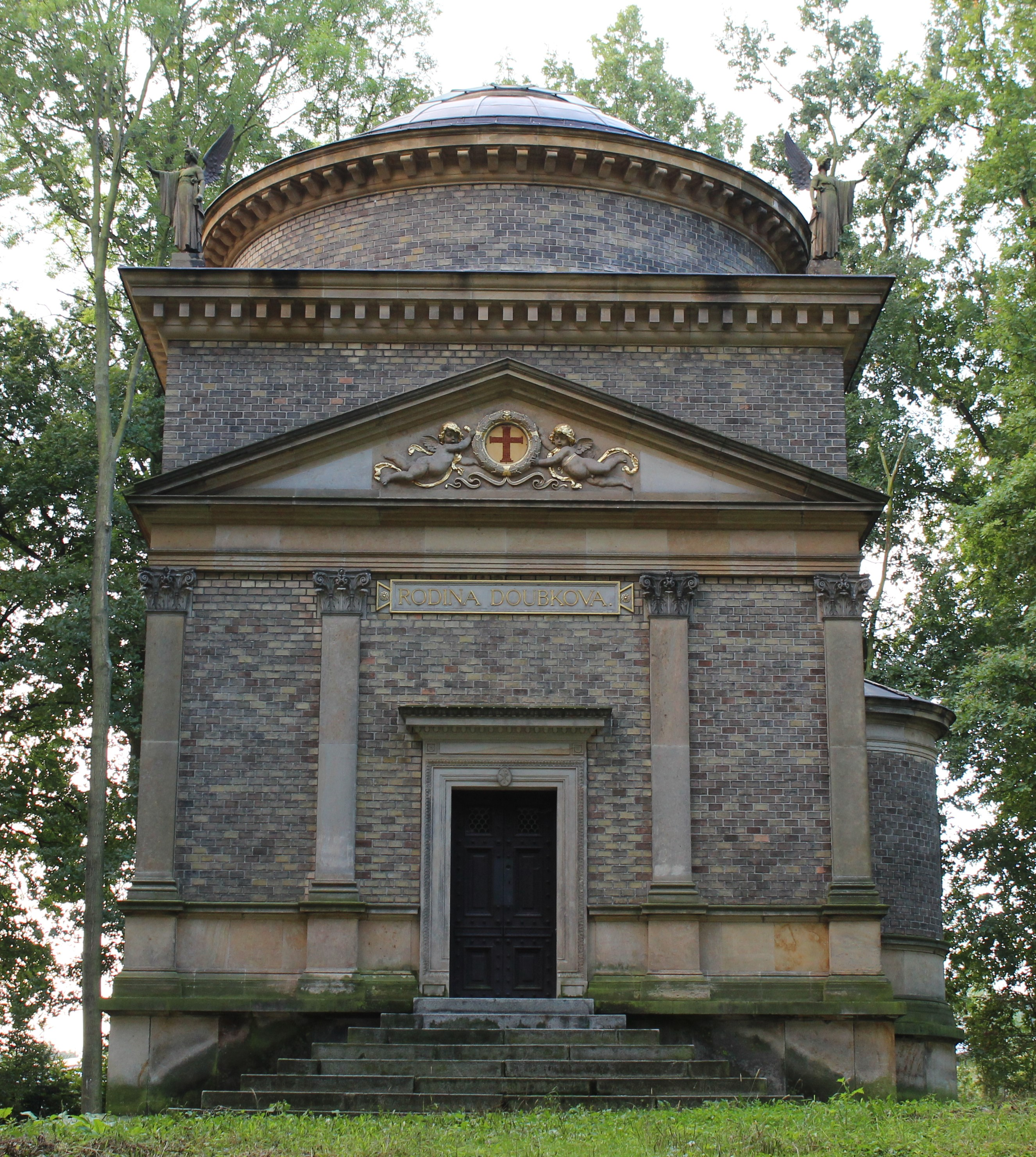
C 4 Hrobka rodiny Daubkovy

## Červená stezka

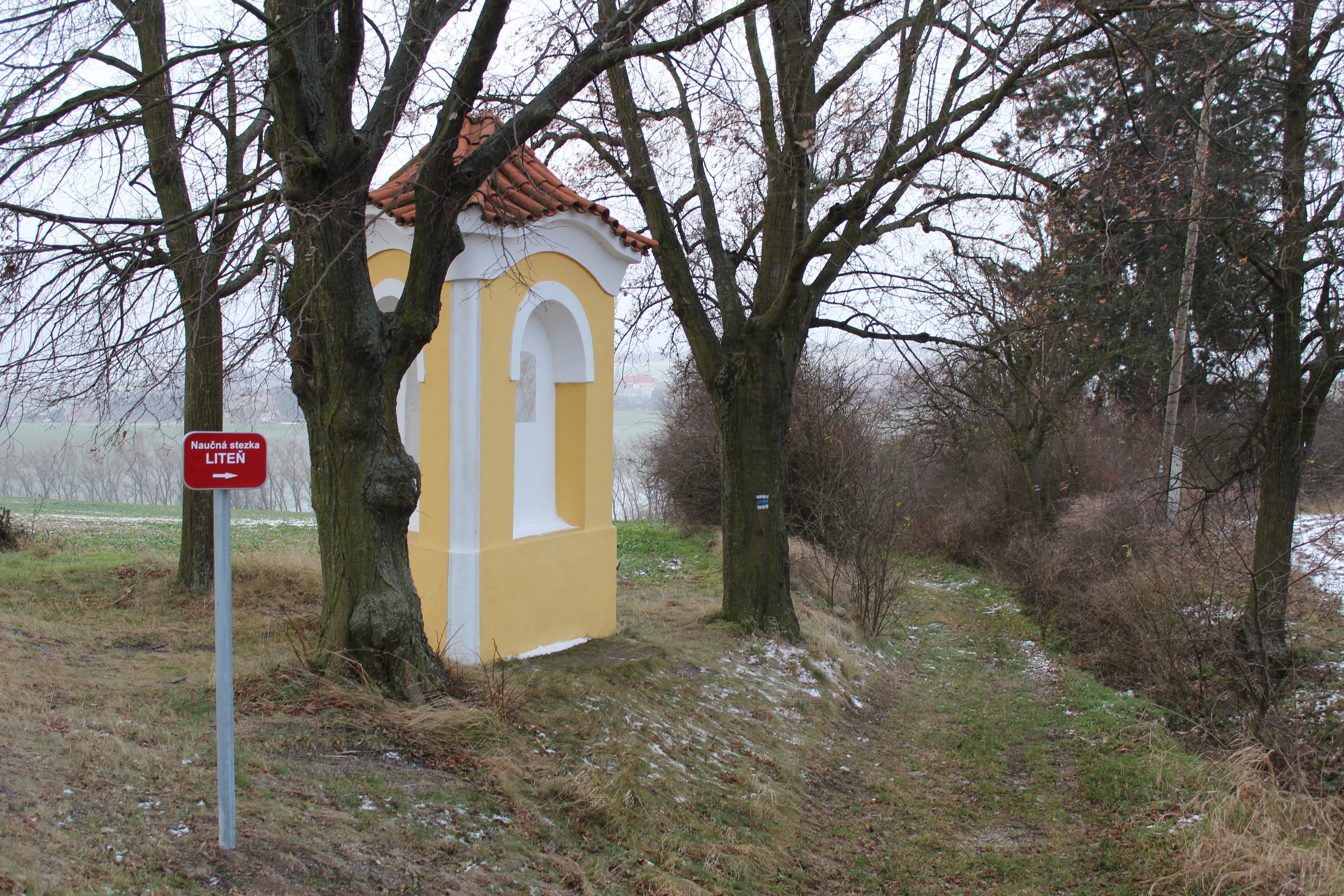
Kaplička před Kornem

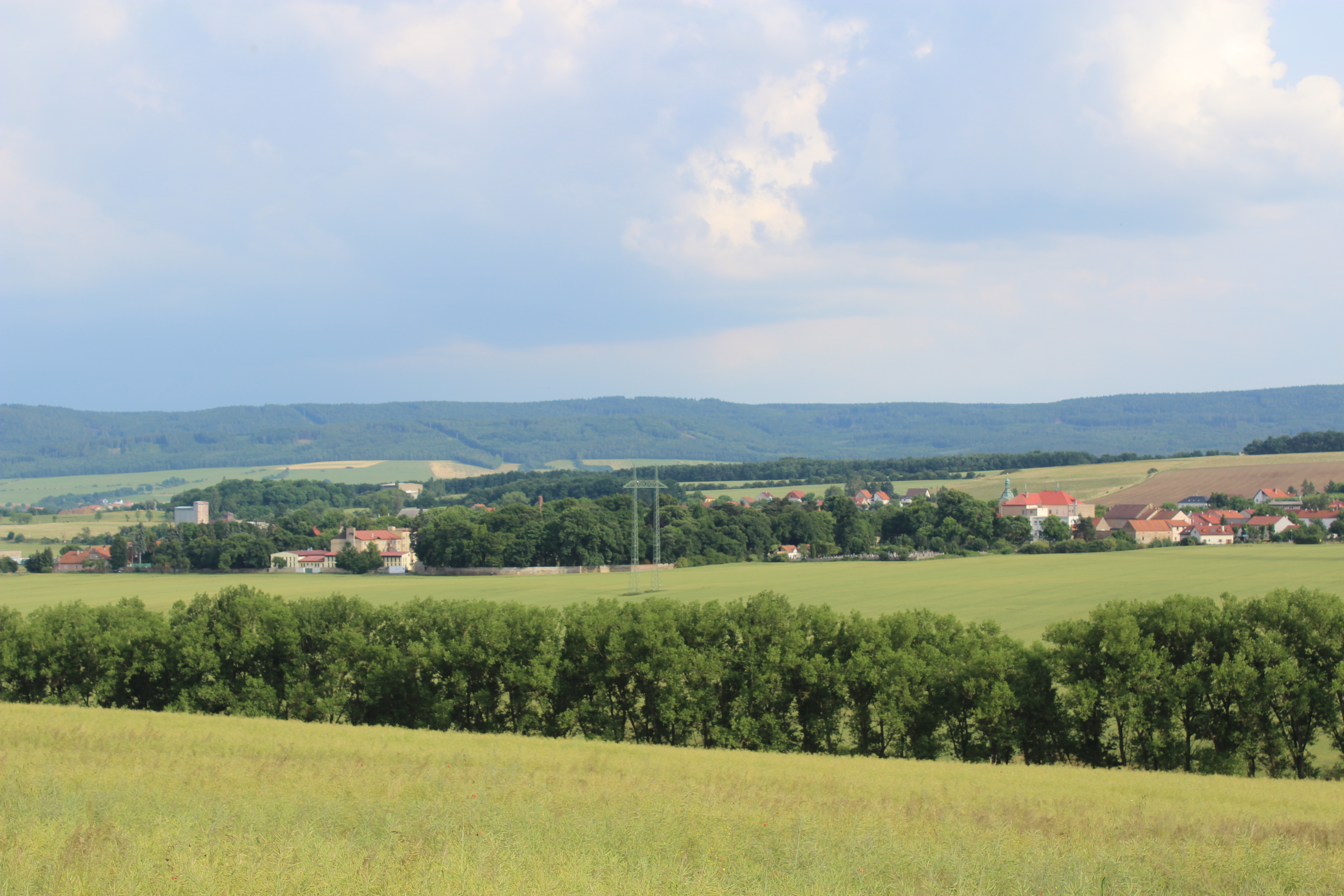
Pohled na Liteň od Korna

### D1. Vyhlídky Liteň
Z náměstí vede červená stezka na jihozápad k vrchu Mramor a její zastavení s vyhlídkou na Liteň, Korno, Měňany a Karlštejn je též nejvyšším bodem Naučné stezky Liteň (425 m n. m.).

### D2. Skuhrov, Hatě
U dalšího zastavení červené stezky je výhled na jihovýchod na obce Skuhrov a Hatě.

### D3. Obora
Červená stezka vede z Litně Měňanskou ulicí směrem na západ a dále na severozápad kolem rybník a Obory s chovem daňka evropského v přilehlé oboře.

### D4. Korno
Červená stezka vede z Litně na severozápad směrem k obci Korno. Před vesnicí je u křižovatky silnic na Dolní Vlence a na Korno kaplička a od ní překrásná vyhlídka na Liteň ve směru na jihovýchod.

### Galerie červené stezky

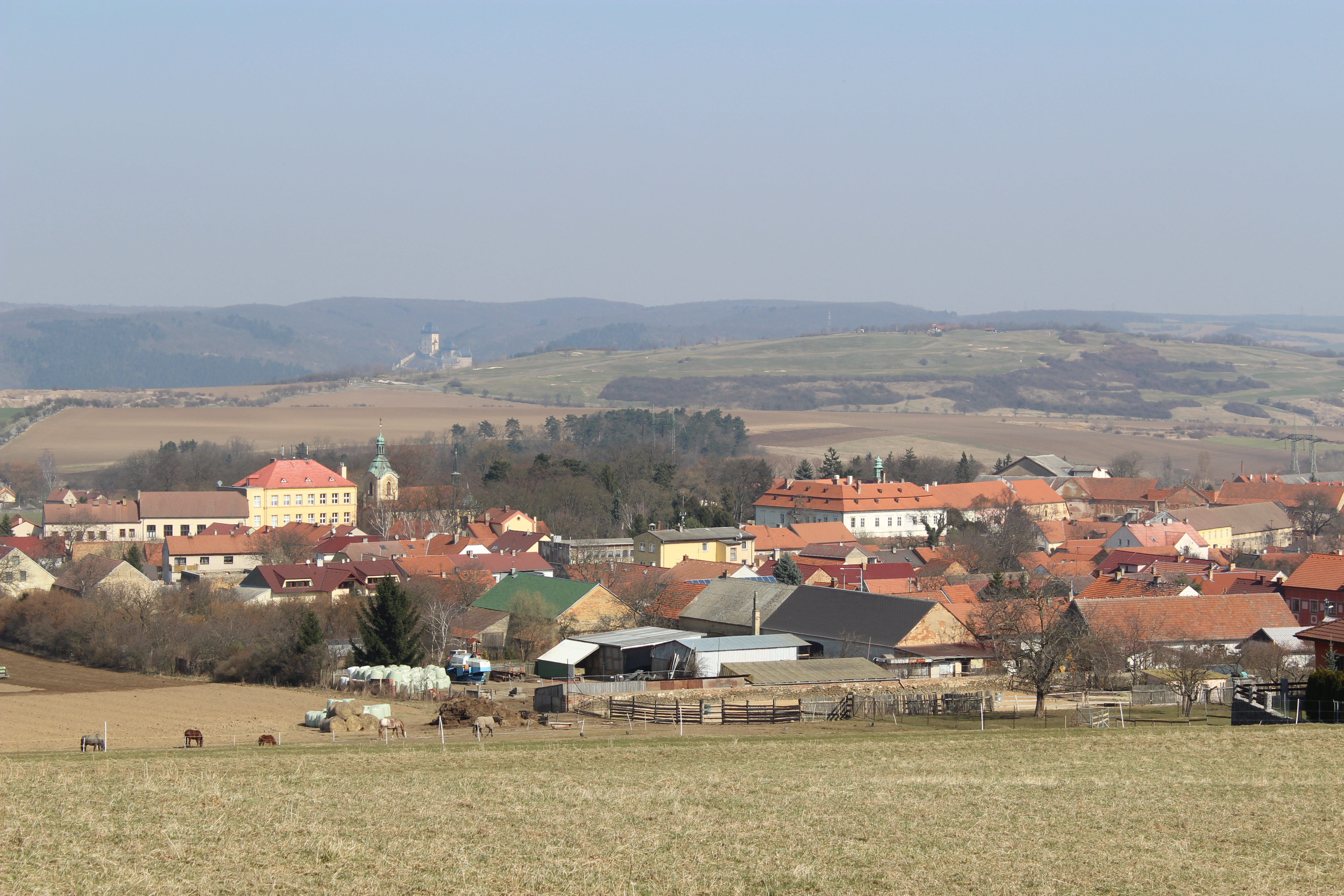
Pohled na Liteň od vrchu Mramor (na severovýchod)
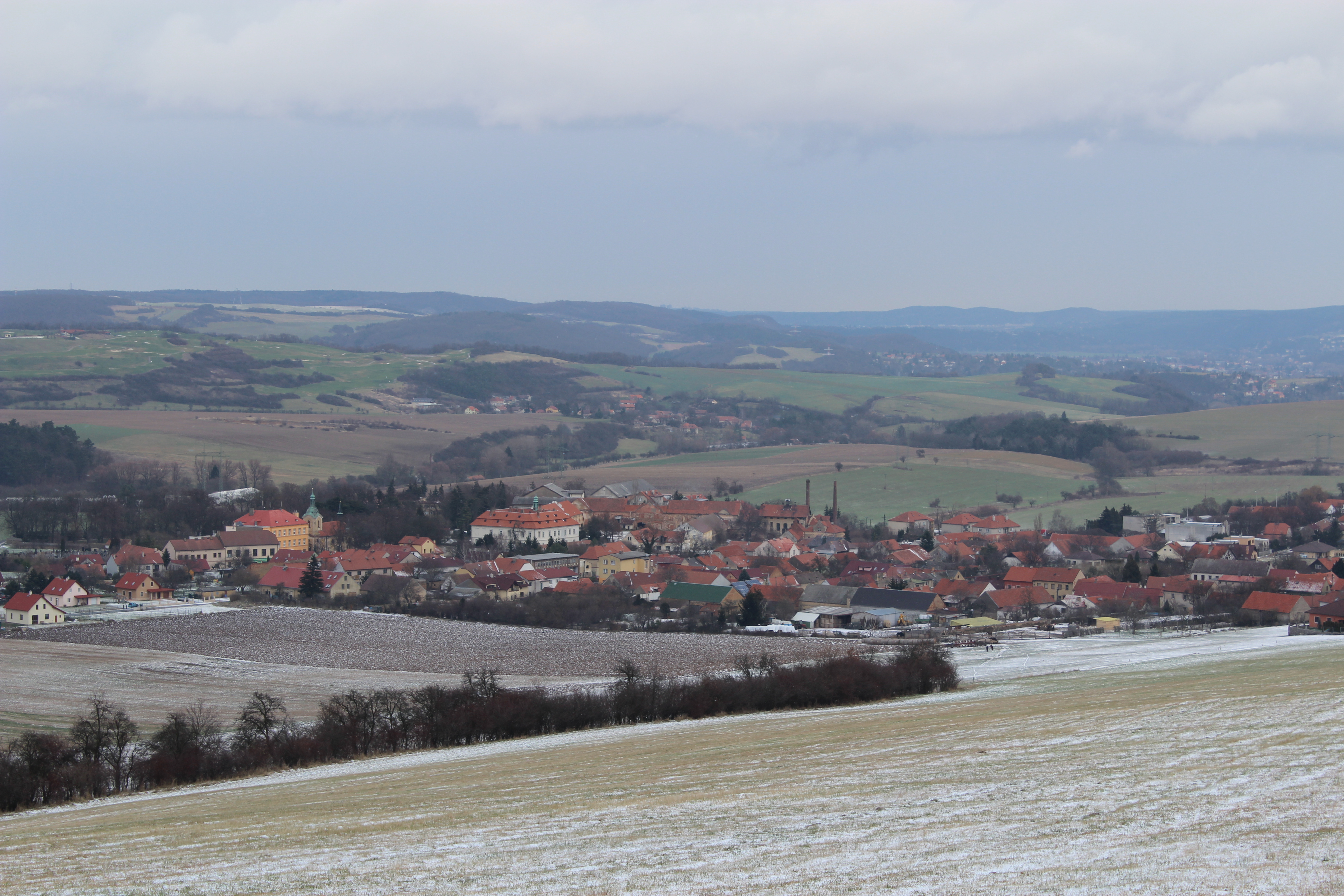
D1 Zimní pohled na Liteň od vrchu Mramor
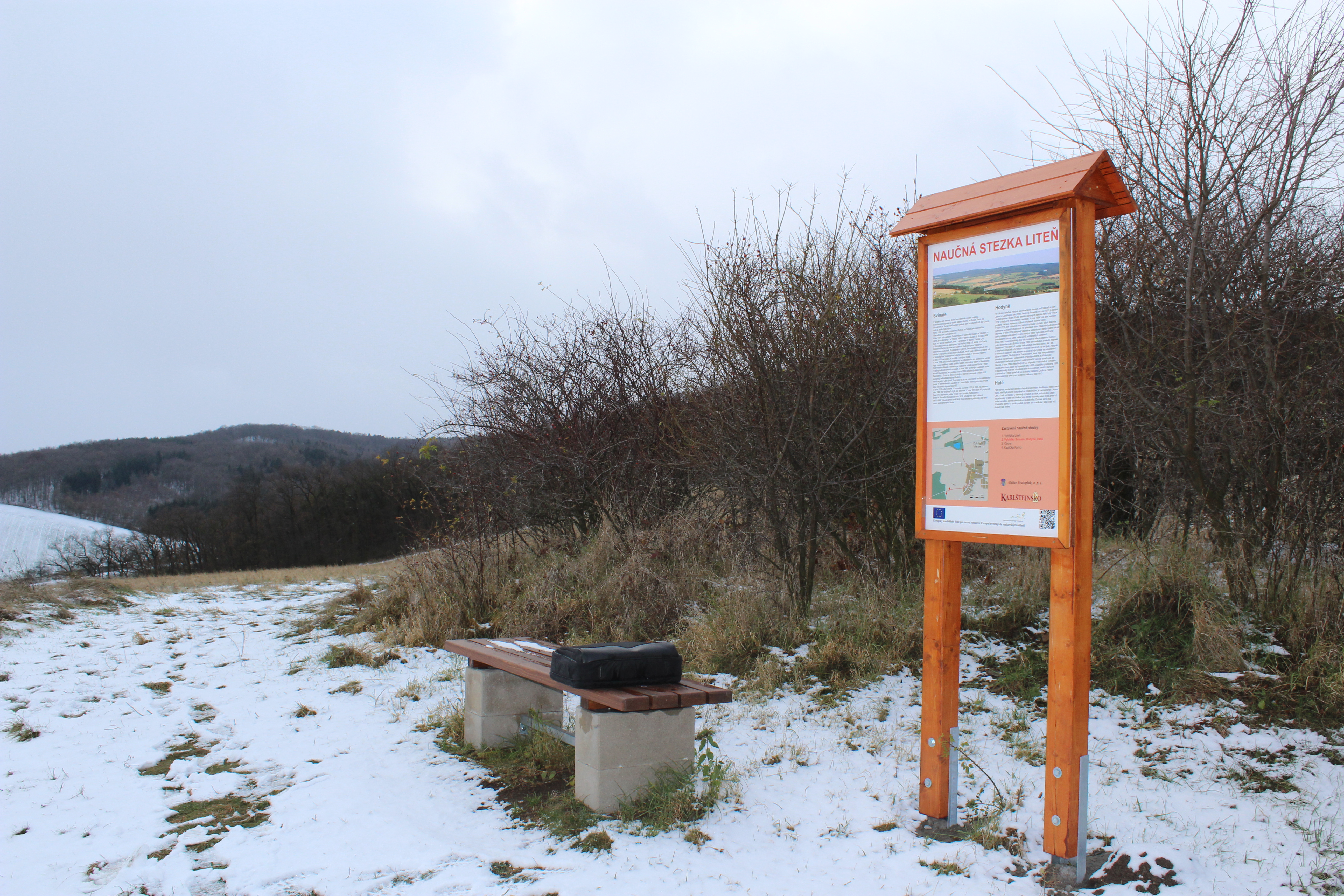
Zastavení D2 červené stezky pod Mramorem
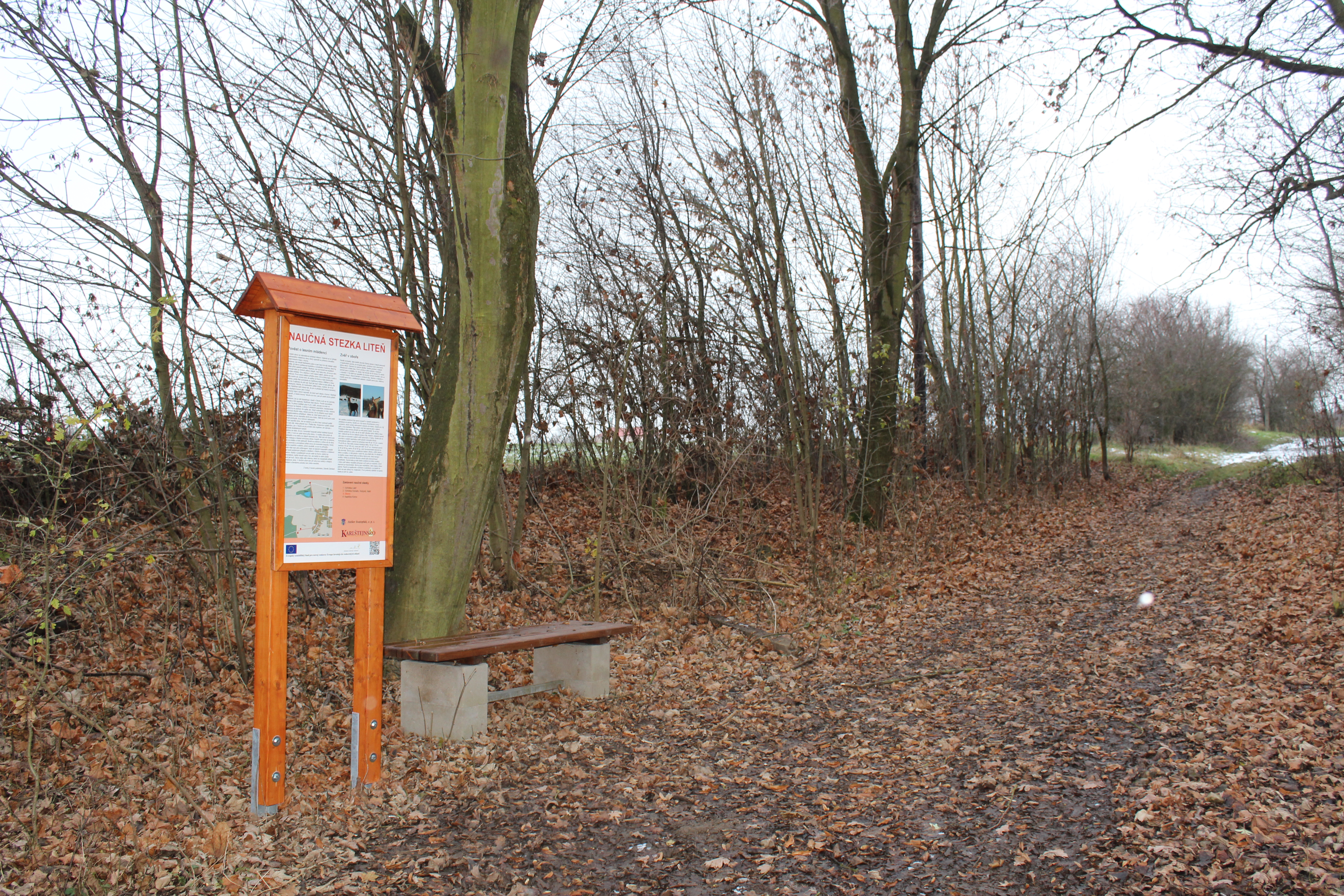
D3 Obora
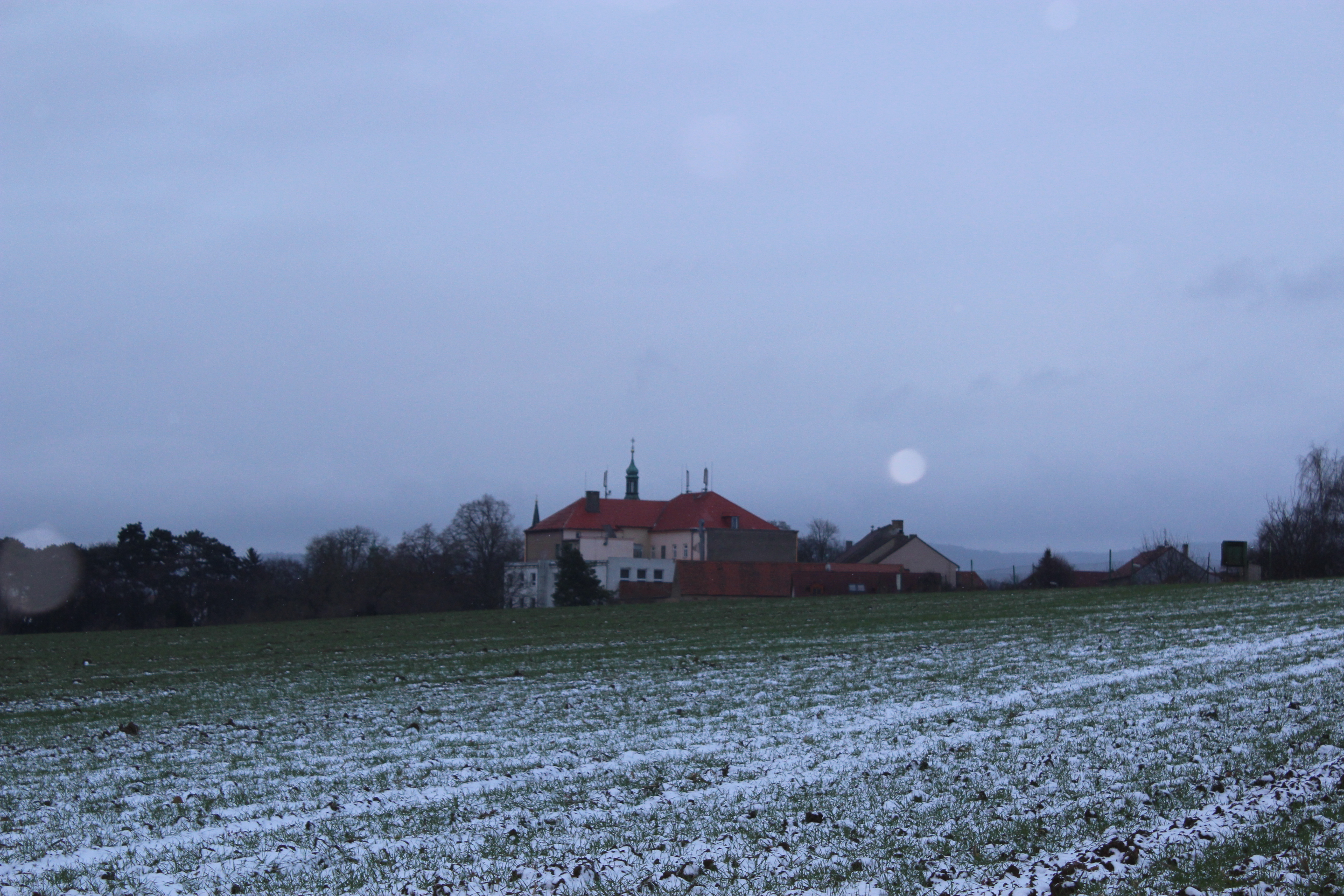
D 4 Pohled na Liteň z vyhlídky před Kornem od severozápadu
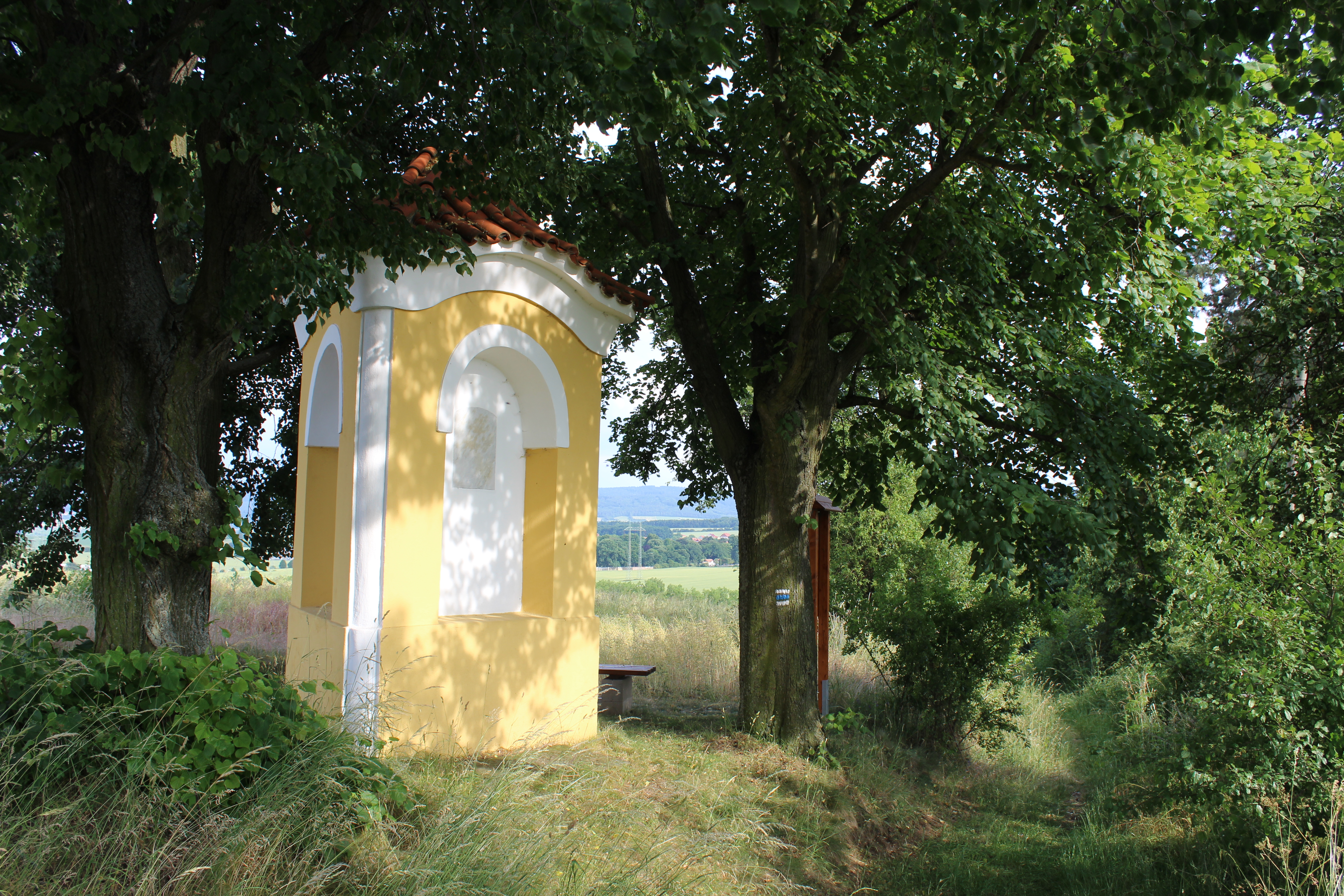
Kaplička před Kornem